# Evangelium nach Lukas

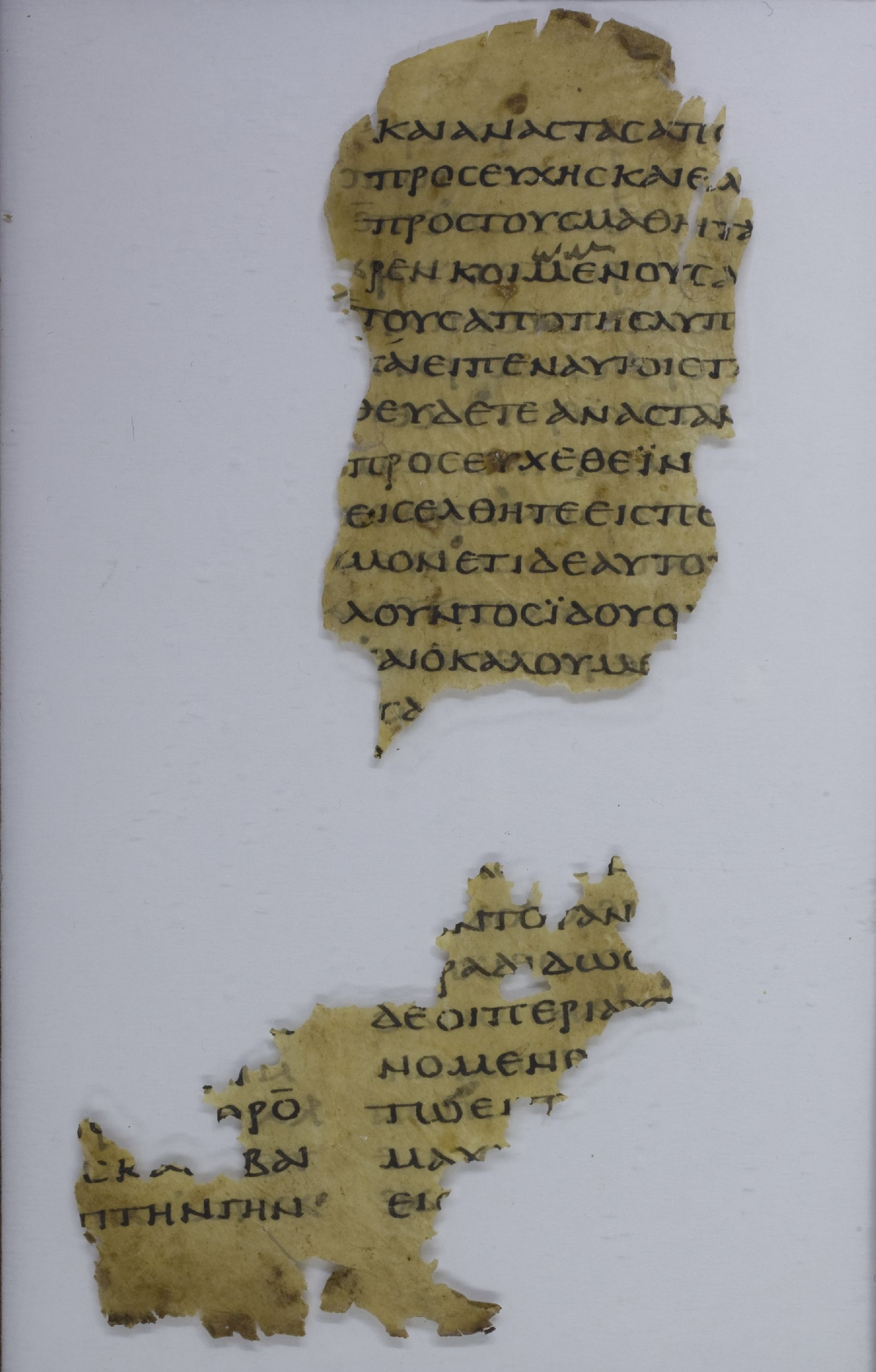
Zwei Fragmente von Unzial 0171 (um 300) mit dem Text von ; linke Spalte unten: der früheste Beleg für den oft als sekundär eingestuften Satz
(Biblioteca Medicea Laurenziana, PSI 2.124)

Das Evangelium nach Lukas (oder Lukasevangelium, abgekürzt Lk) ist das dritte der vier Evangelien des Neuen Testaments. Der Verfasser nennt seinen Namen im Buch nicht. Der Buchtitel und damit der Verfassername Lukas wurden erst später hinzugefügt. Durch diesen Titel wird der Verfasser mit einem Reisebegleiter des Paulus von Tarsus identifiziert. Obwohl dies unsicher ist, wird der Verfasser des dritten Evangeliums in der exegetischen Literatur einfachheitshalber Lukas genannt. Seine gute Beherrschung der koine-griechischen Sprache kennzeichnet ihn als einen Autor mit hellenistischer Bildung. Er verfügte über ausgeprägte Kenntnisse der jüdischen Tradition, insbesondere war ihm die antike jüdische Übersetzung des Alten Testaments ins Griechische (Septuaginta) so vertraut, dass er ihren Stil imitieren konnte. Die Abfassung des Lukasevangeliums wird mehrheitlich in die Zeit zwischen etwa 70 und 90 n. Chr. angesetzt. Lukas benutzte Quellen; neben dem Markusevangelium lag ihm nach exegetischer Mehrheitsmeinung die Logienquelle Q vor. Mehr als ein Drittel des Evangelientextes sind Sondergut.
Da das Lukas-, das Matthäus- und das Markusevangelium viele Ähnlichkeiten und Übereinstimmungen im Textbestand aufweisen, die man in einer „Zusammenschau“ (Synopse) darstellen kann, werden diese drei Evangelien als synoptische Evangelien bezeichnet. Seit der Alten Kirche dominiert in diesem Trio das Matthäusevangelium. Lukas stand in seinem Schatten und wurde mit seinen Besonderheiten, etwa dem umfangreichen Reisebericht vor dem Einzug Jesu in Jerusalem oder der von Matthäus und Markus erheblich abweichenden Passionsgeschichte, viel weniger wahrgenommen. Dagegen wirkten Erzählungen seines Sonderguts nachhaltig auf die christliche Frömmigkeit ein: vor allem die Verkündigung an Maria, der Besuch Marias bei Elisabeth, die Weihnachtsgeschichte mit der Verkündigung an die Hirten sowie bekannte Gleichnisse wie der Barmherzige Samariter und der Verlorene Sohn.
Während die anderen kanonischen Evangelien in sich abgeschlossene Schriften sind, handelt es sich beim Lukasevangelium um den ersten Teil des sogenannten „lukanischen Doppelwerks“: Das Evangelium und die Apostelgeschichte bilden formal und inhaltlich eine Einheit.

## Buchtitel
Der griechische Buchtitel lautet (εὐαγγέλιον) κατὰ Λουκᾶν (euangélion) katà Lukãn „(Evangelium) nach Lukas“ und findet sich erstmals im Papyrus Bodmer XIV ({\displaystyle {\mathfrak {P}}}75) als Kolophon (subscriptio) am Ende des Textes. Er begegnet in den großen Bibelcodices des 4. und 5. Jahrhunderts (Sinaiticus, Alexandrinus, Vaticanus, Ephraemi Rescriptus) und später sowohl am Textende als subscriptio als auch am Textanfang als inscriptio. Der häufige Name Lukas (Λουκᾶς Lukãs) ist eine Kurzform von Λουκανός Lukanós, Λουκάνιος Lukánios oder Λούκιος Lúkios, gräzisierten Formen der lateinischen Namen Lucanus, Lucanius und Lucius.

## Textüberlieferung
| Neues Testament |
| --- |
| Evangelien |
| - Matthäus - Markus - Lukas - Johannes |
| Apostelgeschichte |
| Paulusbriefe |
| - Römer - 1. Korinther - 2. Korinther - Galater - Epheser - Philipper - Kolosser - 1. Thessalonicher - 2. Thessalonicher - 1. Timotheus - 2. Timotheus - Titus - Philemon - Hebräer |
| Katholische Briefe |
| - Jakobus - 1. Petrus - 2. Petrus - 1. Johannes - 2. Johannes - 3. Johannes - Judas                                                                                                 |
| Offenbarung |

Als ältester Textzeuge des Lukasevangeliums wird meist {\displaystyle {\mathfrak {P}}}4 angenommen. Dieser Papyrus wird in die Zeit um 200 n. Chr. oder ins 3. Jahrhundert datiert und enthält lediglich die Kapitel 1–6. Nur wenig jünger ist {\displaystyle {\mathfrak {P}}}75, der die Kapitel 3–18 und 22–24 und damit etwa 80 Prozent des Gesamttextes enthält. Ins 3. Jahrhundert werden auch die Papyri {\displaystyle {\mathfrak {P}}}45, {\displaystyle {\mathfrak {P}}}69 und {\displaystyle {\mathfrak {P}}}111 datiert. Als ältestes Fragment einer Pergamenthandschrift gilt Unzial 0171; hier wird im Novum Testamentum Graece28 eine Datierung „ca. 300“ vorgeschlagen.
Die ältesten Handschriften mit dem Gesamttext des Lukasevangeliums sind die beiden großen Codices Sinaiticus und Vaticanus aus dem 4. Jahrhundert. Im 5. Jahrhundert folgen der Codex Alexandrinus und der Palimpsest Codex Ephraemi Rescriptus (letzterer mit erheblichen Textlücken). Im Codex Bezae (5. Jahrhundert) finden sich einige Texterweiterungen, darunter zwei Jesus-Agrapha:
- zu Lk 6,5 EU: „An diesem Tag sah Jesus einen Menschen am Sabbat arbeiten und sagte zu ihm: Lieber Mann, selig bist du, wenn du weißt, was du tust. Wenn du das aber nicht weißt, bist du verflucht und ein Gesetzesbrecher.“
- zu Lk 22,28 EU: „Wachst in meinem Dienst als Diener.“

Das Arrangement der neutestamentlichen Bücher ist in den spätantik-frühmittelalterlichen Manuskripten variabel. Es ist aber kein neutestamentliches Bücherarrangement bekannt, in dem Lukasevangelium und Apostelgeschichte direkt aufeinander folgen. Deshalb ist es wahrscheinlich, dass diese beiden Werke zwar den gleichen Verfasser haben, aber als zwei physische Einheiten getrennt publiziert wurden und deshalb auch auf unterschiedlichen Wegen ins Neue Testament fanden.

## Verfasser, Entstehungszeit und -ort

### Altkirchliche Überlieferung
In drei Briefen des Neuen Testaments wird ein Paulusmitarbeiter namens Lukas erwähnt:
- Phlm 1,23–24 EU: „Es grüßen dich Epaphras, mein Mitgefangener in Christus Jesus, Markus, Aristarch, Demas und Lukas, meine Mitarbeiter.“
- Kol 4,14 EU: „Es grüßen euch Lukas, der geliebte Arzt, und Demas.“
- 2 Tim 4,11 EU: „Lukas ist als Einziger bei mir. Nimm Markus und bring ihn mit; denn er ist für mich nützlich zum Dienst.“

Bei Irenäus von Lyon (um 180) findet sich der erste sichere Beleg für die Tradition, dass „Lukas, der Begleiter des Paulus, … das von diesem verkündigte Evangelium in einem Buch zusammengestellt“ habe. Mehr Informationen hat der Kanon Muratori, dessen Datierung allerdings unsicher ist. Demnach hatte Paulus den Arzt Lukas „gewissermaßen als Rechtskundigen“ (quasi ut iuris studiosum) zum Begleiter gewählt. Weitere biografische Angaben macht der sogenannte „antimarkionitische“ Prolog zum Lukasevangelium (4. Jahrhundert). Demnach war der Arzt und Paulusbegleiter Lukas ein Syrer aus Antiochia am Orontes, der ehelos lebte und 74-jährig in Bithynien starb. Die Tradition, dass der Evangelist ein Arzt aus Antiochia gewesen sei, war auch Eusebius von Caesarea und Hieronymus bekannt. Hinsichtlich des Abfassungsorts des Evangeliums gab es eine solche feste Tradition im 4./5. Jahrhundert nicht. So schwankte Hieronymus zwischen Rom und der Gegend von Achaia und Boötien.
Die Legende von Lukas als dem Maler Mariens, Jesu Christi und der Apostel lässt sich, allerdings unsicher, bis ins 6. Jahrhundert zurückverfolgen; mit dem Heiligen Lukas verbindet sich daher „die Prototypik ikonischer Malerei“.

### Historisch-kritische Diskussion
Die historisch-kritische Exegese stellt fest, dass der Verfassername Lukas aus den drei Erwähnungen des Paulusmitarbeiters Lukas in den neutestamentlichen Briefen (siehe oben) kombiniert werden konnte. Insbesondere der 2. Brief an Timotheus, der mehrheitlich nicht als authentischer Paulusbrief, sondern als Schrift eines Paulusschülers gilt, nennt Lukas als den letzten bei Paulus in römischer Gefangenschaft ausharrenden Mitarbeiter. Da die Apostelgeschichte gute Kenntnis der Biografie des Paulus zeigt und mit seiner Gefangenschaft in Rom endet, passt das zu einer Verfasserschaft des Lukas. Mit dieser Argumentation kann die Entstehung der altkirchlichen Lukas-Tradition erklärt werden, sie ist damit jedoch nicht falsifiziert.
Gegen die Autorschaft eines Apostelschülers Lukas werden vor allem Diskrepanzen zwischen dem lukanischen Doppelwerk und den Paulusbriefen vorgebracht. Bereits Rudolf Bultmann argumentierte, dass, falls es zwischen Paulus und dem Verfasser des Evangeliums eine enge Beziehung gab, sich diese kaum theologisch auf das Lukasevangelium ausgewirkt habe. Die neuere Forschung sieht dagegen durchaus Berührungspunkte: das lukanische Doppelwerk weise „eine Nähe zur paulinischen Theologie auf, auch in terminologischer Hinsicht (so zeigen zum Beispiel der Schluss der Paulusrede in Apg 13,38 f. und das Gleichnis vom Pharisäer und Zöllner in Lk 18,9–14 Berührungen mit der Rechtfertigungslehre des Paulus).“ Schwerer zu erklären bleiben die chronologischen und sachlichen Widersprüche: So steht die zweite Jerusalemreise des Paulus vor dem Apostelkonzil nach der Apostelgeschichte (Apg 11,30  und Apg 12,25 ) im Gegensatz zur Aussage des Paulus im Galaterbrief (Gal 1,17-2,1 ). Lukas nennt Paulus auch nicht „Apostel“, was für das Selbstverständnis des Paulus in seinen Briefen zentral ist. Daraus folgt beispielsweise für Udo Schnelle und Ingo Broer, dass der Autor des lukanischen Doppelwerks nicht der Freund und Reisebegleiter des Paulus gewesen sein könne.
Unter historisch-kritischen Neutestamentlern dominiert eine Spätdatierung des lukanischen Doppelwerks in der Zeit zwischen etwa 70 und 90 n. Chr. Lukas benutzte nämlich das Markusevangelium, dessen Abfassung nach Mehrheitsmeinung um das Jahr 70 anzusetzen ist; damit ist ein frühestmöglicher Zeitpunkt gegeben. Ein zweites, nur von einigen Neutestamentlern gebrachtes Argument ist die Bezugnahme auf den Jüdischen Krieg im Lukasevangelium. Beispielsweise Ingo Broer und Henry Wansbrough meinen, dass Lk 21,20–24  nicht nur auf die Zerstörung Jerusalems durch römische Legionäre zurückblicke, sondern auch ein Wissen um die katastrophalen Folgen der Niederlage für die Bevölkerung Judäas erkennen lasse. Ein spätestmöglicher Zeitpunkt ist für das lukanische Doppelwerk schwerer zu bestimmen. Das erste sichere Zitat der Apostelgeschichte in frühchristlicher Literatur findet sich im Ersten Clemensbrief (1 Clem 18,1 zitiert Apg 13,22 ), der Mitte der 90er Jahre angesetzt wird. Eine sichere obere Grenze bildet die Didache, die sich in 1,4 auf die lukanische Feldrede (Lk 6,27-30 ) bezieht. Doch ist die Datierung der Didache schwierig. Peter Pilhofer meint, dass Lukas noch am Ende seines Doppelwerkes (Apg 28,30–31 ) davon ausgehe, dass ein friedliches Leben der Christen unter Duldung der römischen Behörden möglich sei. Darauf deuten auch die lukanische Version der Perikope vom Hauptmann von Kafarnaum (Lk 7,1–10 ) sowie die Erzählung vom Centurio Kornelius in der Apostelgeschichte (Apg 10,2–22 ). Eine solche friedliche Koexistenz sei jedoch erst seit der Herrschaft Trajans (reg. 98–117 n. Chr.) endgültig ausgeschlossen gewesen. „Zu seiner Zeit war das Verhältnis zwischen christlichen Gemeinden und römischen Behörden irreparabel, denn das Christsein als solches war ein mit der Todesstrafe bewehrtes Verbrechen“. Demnach müsste die Wirkungszeit des Lukas am Ende des 1. Jahrhunderts anzusiedeln sein. Aus diesem Grund sowie aus inhaltlichen Beobachtungen datiert Pilhofer die Abfassungszeit des lukanischen Doppelwerkes auf etwa 90.
Eine Frühdatierung in die 50er oder 60er Jahre des 1. Jahrhunderts wird dagegen in der neueren Exegese nur selten vertreten. Karl Jaroš, der das Markusevangelium auf 44 n. Chr. datiert, nimmt eine Entstehung des lukanischen Doppelwerks „Ende der 50er Jahre“ an. Donald A. Carson und Douglas J. Moo argumentieren, dass der einzige Grund für ein Abfassungsdatum nach dem Jahr 70 die Spätdatierung des von Lukas benutzten Markusevangeliums sei. „Aber wenn Markus in die frühen 60er Jahre datiert wird, kann Lukas sehr wohl Mitte oder Ende der 60er Jahre geschrieben worden sein.“ Klaus Berger sieht „das Jahr 66 n. Chr. als terminus ad quem der Entstehung beider Schriften“ an, da Lukas zwar von der Ankunft des Paulus in Rom wisse, aber noch nichts von seiner Hinrichtung, die Berger auf das Jahr 68 datiert.
Die Unsicherheit über den Abfassungsort des lukanischen Doppelwerks besteht bis heute. Vermutet werden Antiochia am Orontes, Caesarea Maritima, die Dekapolis, Kleinasien (Ephesos), Achaea (Korinth), Makedonien (Philippi) oder Rom. Eindeutig ist nur, dass der Verfasser keine gute Kenntnis der Geographie Palästinas hatte (Beispiel: Lk 17,11 ); das macht eine Abfassung in Caesarea unwahrscheinlich, obwohl diese Stadt ein wichtiger Schauplatz in der Apostelgeschichte ist. Der synoptische Vergleich zeigt, wie Lukas die Realien an die im mediterranen Raum üblichen Verhältnisse angleicht: das Dach ist geziegelt (Lk 5,19 ), das Haus ist unterkellert (Lk 6,48 ).

## Sprache und Stil

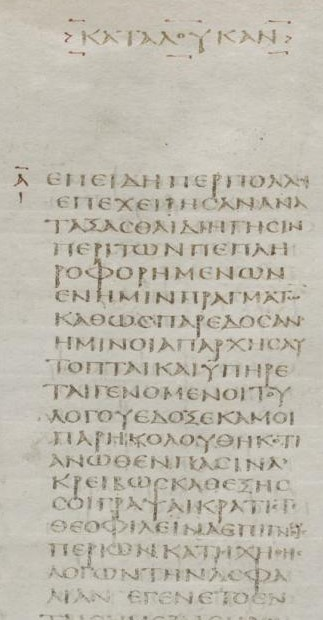
im Codex Sinaiticus
(BL, Add MS 43725, fol. 228 r.)

Unter den vier kanonischen Evangelien sticht das Lukasevangelium durch seinen reichen und differenzierten Wortschatz hervor: 2055 Wörter, davon 971 Hapax legomena. Ein besonderes medizinisches Fachvokabular, das den Verfasser als Arzt ausweisen würde, lässt sich nicht belegen.
Lukas nahm sich sowohl die Sprache der griechischen Klassiker als auch die Sprache der Bibel zum Vorbild. Im Proömium (Lk 1,1–4 ) demonstrierte er, dass er fast klassisches Griechisch zu schreiben imstande war, während die in Kapitel 1 und 2 folgenden Kindheitsgeschichten stark vom Septuaginta-Griechisch mit den typischen Semitismen beeinflusst sind. Im Evangelium wechseln Passagen, die in gehobenem Koine-Griechisch gehalten sind (insbesondere die Gleichnisse des Sonderguts) mit Passagen in einem kunstvoll die Septuaginta imitierenden Stil ab. Bibelgriechisch sind beispielsweise καὶ ἐγένετο kaì egéneto „und es geschah“, καὶ ἰδου kai idú „und siehe“, ἐνώπιον enṓpion „vor.“ Eine Formulierung wie „die Langsamen im Herzen zum Glauben“ (βραδεῖς τῇ καρδίᾳ τοῦ πιστεύειν bradeĩs tễ kardía tũ pisteúein, Lk 24,25 ) kommt zwar nicht in der Septuaginta vor, klingt aber so. Der Septuaginta-Stil ist bei Lukas Mittel zum Zweck, um deutlich zum machen, dass er heilige Geschichte schreibt. Einem griechisch gebildeten Lesepublikum konnten einige sehr poetische Formulierungen gefallen, aber das Werk als Ganzes hätte nach Einschätzung von Marius Reiser archaisierend und „barbarisch“ gewirkt und nicht dem gehobenen Geschmack entsprochen.

## Religiöser Hintergrund
In der älteren historisch-kritischen Literatur wurde mit großer Sicherheit behauptet, Lukas sei Heidenchrist, weil er sich nicht für Fragen der rituellen Reinheit interessiere (Auslassung von Mk 7,1–23 ) und die Sühnetodvorstellung bei ihm zurücktrete. Da Lukas andererseits den Ablauf von Synagogengottesdiensten kannte (Lk 4,16–20 ), könnte er in einem nichtjüdischen Umfeld aufgewachsen sein und sich später (als Gottesfürchtiger oder Proselyt) einer Synagogengemeinde angeschlossen haben. Allerdings war er durch seine hervorragende Kenntnis der Septuaginta in der Lage, ihren Stil nachzuahmen und die Jesusgeschichte als Fortsetzung der Geschichte Israels zu schreiben. Die lukanischen Kindheitsgeschichten zeigen „präzise Kenntnis jüdischer Milieus“, Lehrdifferenzen von Sadduzäern und Pharisäern waren Lukas geläufig (Apg 23,6–8 ); aufgrund dieser Beobachtungen hält Michael Wolter für wahrscheinlich, dass Lukas wie Paulus aus einer jüdischen Familie stammte und „nicht nur seine primäre, sondern auch seine sekundäre Sozialisation in einem jüdischen Milieu erfahren hat.“ Dagegen gewichtet Udo Schnelle die Argumente für eine heidenchristliche Herkunft stärker; Lukas habe in Kontakt mit einer jüdischen Synagogengemeinde der Diaspora gestanden und judenchristliche Überlieferungen in sein Werk einbezogen: „Die kulturell-theologische Identität des Lukas kann nicht monokausal bestimmt werden, wobei die pagan-jüdische Doppelcodierung nicht als Gegensatz, sondern als Synthese zu verstehen ist.“

## Von Lukas benutzte Quellen

Statistische Angaben: A. M. Honoré, 1968

Das Lukasevangelium ist kein Augenzeugenbericht, das ist seit der Zeit der Alten Kirche unumstritten. Dass Lukas Quellen benutzte und auf vorhergehende Berichte zurückgreifen konnte, schrieb er selbst im Vorwort seines Werks (Lk 1,1–4 ).

### Markusevangelium
Eine dieser von Lukas benutzten Quellen war das Evangelium nach Markus; daran lässt sich aufzeigen, wie Lukas mit dem von ihm gesammelten Material umging. Auch Matthäus benutzte das Markusevangelium, aber er neigte dazu, es mit anderen Quellen (Logienquelle Q, Sondergut) zusammenzuarbeiten. Bei Lukas dagegen wechselt der von ihm sprachlich-stilistisch überarbeitete Markustext blockweise mit Nicht-Markustext ab. Das Markusevangelium lieferte Lukas den Aufriss der Biografie Jesu, die er vor allem mit den vorgeschalteten Kindheitserzählungen und dem ersten öffentlichen Auftritt Jesu in Nazareth und einer großen Einschaltung heterogenen Materials (sogenannter Reisebericht) vor der Passionserzählung komplettierte. Das alternative Erklärungsmodell eines aus Nicht-Markusstoffen bestehenden Evangeliums („Proto-Lukas“), das von Lukas nachträglich mit dem Markusevangelium zusammengearbeitet worden sei, konnte sich nicht durchsetzen.
Der Markustext, den sowohl Matthäus als auch Lukas übereinstimmend übernahmen, unterscheidet sich allerdings im Detail vom heutigen kanonischen Markusevangelium (minor agreements von Matthäus und Lukas gegen Markus); doch gelingt es nicht, den Text der beiden vorliegenden Rezensionen („Deuteromarkus“) zurückzugewinnen.
Auffällig ist die umfangreiche Auslassung von Mk 6,45  – Mk 8,26  (sogenannte Lukanische Lücke). Möglicherweise lag Lukas eine kürzere Fassung des Markusevangeliums vor; plausibler ist aber, dass er selbst redaktionell kürzte, um Dubletten zu vermeiden. Damit sind allerdings die Streichung von Mk 7,1–23  (Gespräch über die rituelle Reinheit) und von Mk 7,24–30  (Heilung der Tochter einer Nichtjüdin) noch nicht erklärt. Knut Backhaus verweist darauf, dass die Frage der kultischen Reinheit und der Aufnahme von Nichtjuden im zweiten Teil des lukanischen Doppelwerks, der Apostelgeschichte, breit behandelt werden; hätte Jesus diese Fragen bereits während seines irdischen Lebens entschieden, verlöre die Diskussion und Lösungsfindung in der Urgemeinde beim Leser erheblich an Interesse.

### Gemeinsamer Stoff von Matthäus und Lukas
Über das Markusevangelium hinaus haben Matthäus und Lukas umfangreichen gemeinsamen Stoff. Eine Minderheit insbesondere englischsprachiger Neutestamentler erklärt dies durch die Annahme, Lukas habe das Matthäusevangelium benutzt (sogenannte Farrer-Goulder-Hypothese oder Mark-without-Q-Hypothese, vertreten beispielsweise von Mark Goodacre und Francis Watson). Ihre Stärken sind, dass sie die Übereinstimmungen von Matthäus und Lukas gegen Markus erklären kann und ohne die Annahme einer nicht erhaltenen, von Matthäus und Lukas benutzten Quelle auskommt. Als Defizit gilt, dass Lukas der Farrer-Goulder-Hypothese zufolge die großen Redekompositionen des Matthäusevangeliums auflöste; dies wird von Vertretern dieser Hypothese damit erklärt, dass Lukas sich stärker an den Konventionen griechisch-römischer Lebensbeschreibungen orientiert habe.
Größere Attraktivität hat die Zweiquellentheorie, die annimmt, dass Matthäus und Lukas unabhängig voneinander nicht nur das Markusevangelium, sondern auch eine zweite schriftliche Quelle benutzten, die Logienquelle Q. Sie wird mehrheitlich, aber nicht konsensual vertreten. Bedenken bestehen, weil kein Manuskript dieser Quelle bekannt ist und sie auch in der frühchristlichen Literatur nirgendwo erwähnt wird. Unsicher ist ihr Umfang: Q-Stoffe, die nur von Matthäus oder nur von Lukas überliefert wurden, sind im Sondergut des jeweiligen Evangelisten nicht sicher identifizierbar. Auch wo Matthäus und Lukas gemeinsamen Stoff haben, könnte dieser (zumal bei größeren sprachlichen Unterschieden) aus der mündlichen Überlieferung und nicht aus der Logienquelle stammen; möglich wäre das beispielsweise beim Vaterunser, bei den Gleichnissen vom Verlorenen Schaf, vom großen Gastmahl oder von den anvertrauten Talenten.
Christoph Heil geht als Mitherausgeber des Internationalen Q Projekts (IQP) davon aus, dass der Wortlaut der Logienquelle weitgehend wiederherstellbar sei, was nicht von allen Vertretern der Zweiquellentheorie so optimistisch gesehen wird. Auf Grundlage der IQP-Rekonstruktion der Logienquelle stellt er fest, dass Lukas auf der Makroebene die Abfolge (Akoluthie) der Q-Logien weitgehend und besser als Matthäus bewahrt habe, während er seine Q-Vorlage auf der Ebene der kleinen literarischen Einheiten stark bearbeitete. Die ursprünglichen Logiensammlungen verortet Heil im ländlichen Milieu galiläischer „Dorflehrer“, während Lukas und sein Lesepublikum städtischen Hintergrund hatten. Beispielsweise identifizierten sich die Trägerkreise von Q mit den Armen aufgrund der elenden sozio-ökonomischen Lage der Landbevölkerung in Palästina. Lukas dagegen hatte den starken Gegensatz von Arm und Reich in den Städten vor Augen – er appellierte an die Reichen, mit den Armen zu teilen, weil er eine Wiederintegration der Verarmten in die städtische Gesellschaft für machbar hielt.

### Sondergut des Lukas
Das umfangreiche Sondergut des Lukas zieht besonderes Interesse auf sich, weil dazu sehr bekannte Stoffe gehören, wie das Gleichnis vom Barmherzigen Samariter, das Gleichnis vom Verlorenen Sohn, die Erzählungen von Zachäus und von den Emmausjüngern. Michael Wolter versteht das Lukas-Sondergut als heterogene Rest-Kategorie (alle lukanischen Stoffe, die sich nicht bei Markus oder Matthäus finden) – alle Versuche, es zu einer Quellenschrift mit eigenem Profil aufzuwerten, seien methodisch verfehlt. „Manches ist Q-Stoff, der von Matthäus ausgelassen wurde, bei anderem handelt es sich um verstreute und von Lukas zusammengetragene mündliche Überlieferung, und wieder anderes geht auf Lukas selbst zurück.“
Udo Schnelle meint dagegen, dass es in diesem Sondergut thematische Schwerpunkte gebe, beispielsweise eine Parteinahme für die Armen sowie Demut und Gebet als Grundhaltungen der Jesusjünger. Hans Klein betrachtet die größeren Sondergut-Texteinheiten, die von der Lehre und der Lebenspraxis Jesu handeln, als Einheit; Lukas habe sie aber umformuliert und in einigen Fällen durch hinzugefügte Sätze aus Markus oder aus Q in ein neues Licht gesetzt. Lukas habe auch Passions- und Ostererzählungen aus seinem Sondergut genutzt und redaktionell mit der markinischen Darstellung verbunden. Die Trägerkreise dieses Sonderguts vermutet Klein in der Jerusalemer Urgemeinde. Etwas anders sieht er die Geburts- und Kindheitserzählungen am Anfang des Lukasevangeliums; Lukas habe hier selbständig erzählt unter Aufnahme jüdischer und christlich-hellenistischer Überlieferungen.

### Ein Marcion vorliegendes Evangelium
Marcion war im 2. Jahrhundert ein Mitglied der stadtrömischen Kirche, mit der er sich überwarf. Nach seinem auf 144 datierten Ausschluss gründete er eine eigene (marcionitische) Kirche, die Katholizität für sich beanspruchte und deren erfolgreiche Mission die römische Kirche zeitweise in die Defensive drängte. Marcion vertrat eine Erlösungsreligion, die den höchsten, guten Gott der antiken Philosophie und den nur gerechten Gott des Judentums, den Weltschöpfer und Gesetzgeber, dualistisch gegenüberstellte. Kanongeschichtlich wichtig ist, dass Marcion annahm, die ursprüngliche christliche Verkündigung sei judaisierend verfälscht worden. Als authentische christliche Urkunden sah er nur das Lukasevangelium und die Paulusbriefe an, die von ihm philologisch überarbeitet wurden.
Das von Marcion verwendete (nicht von ihm geschriebene) Evangelium ist nicht erhalten, sondern musste aus Zitaten seiner Gegner rekonstruiert werden. Es war eindeutig kürzer als das kanonische Lukasevangelium, ließ insbesondere das Proömium und die Kindheitserzählungen aus und begann mit Lk 3,1 . Altkirchlichen Autoren zufolge lag Marcion das kanonische Lukasevangelium vor, in dem er Streichungen vorgenommen habe. Dass das kanonische Lukasevangelium älter sei, setzten sie wegen der Verfasserschaft des Apostelschülers Lukas voraus. Die seit dem späten 18. Jahrhundert (Johann Salomo Semler, Josias Friedrich Löffler, Heinrich Corrodi) gelegentlich vertretene Gegenposition einer Marcion-Priorität wurde von Adolf von Harnack abgelehnt und trat daher im 20. Jahrhundert in den Hintergrund. Sie wird als Minderheitsmeinung in der heutigen Exegese vor allem von Matthias Klinghardt wieder vertreten: „Markion hat das kanonische Lk-Evangelium nicht verstümmelt. Vielmehr stellt Lk eine redaktionelle Erweiterung des älteren Evangeliums dar, das auch Markion benutzt hatte.“ Im Jahr 2015 legten Dieter T. Roth und Matthias Klinghardt zwei unterschiedliche Rekonstruktionen des marcionischen Evangeliums vor.

## Inhalt

### Gliederung
Das Proömium des Lukasevangeliums hebt sich klar vom Rest des Werks ab. Nach den miteinander verschränkten Erzählungen von Empfängnis, Geburt und Kindheit Johannes des Täufers und Jesu in den beiden ersten Kapiteln kommt mit Lk 3,1–2 (Synchronismus) ein starkes Gliederungssignal. Weil ähnliche Signale für neue Abschnitte in den übrigen Kapiteln fehlen, ist es üblich, Ortswechsel als Signale für neue Abschnitte zu lesen: Jesus beginnt seine öffentliche Wirksamkeit in Galiläa (Lk 4,14), er begibt sich auf den Weg nach Jerusalem (Lk 9,51), er zieht in Jerusalem ein (Lk 19, 28–29). Daraus ergibt sich folgende Einteilung:
- Proömium: 1,1–4
- Vorgeschichten: 1,5–4,13
- 1. Teil: Jesus in Galiläa und Judäa: 4,14–9,50
- 2. Teil: Auf der Wanderung nach Jerusalem („Reisebericht“): 9,51–19,27
- 3. Teil: In Jerusalem: 19,28–24,53

### Proömium (Lk 1,1–4)
Wie hellenistisch-jüdische Historiker, etwa der Verfasser des 2. Makkabäerbuchs oder Flavius Josephus, stellte Lukas seinem Werk ein Vorwort voran, das auf Vorgänger verweist und eigenes Quellenstudium erwähnt:

„Schon viele haben es unternommen, einen Bericht über all das abzufassen, was sich unter uns ereignet und erfüllt hat. 2 Dabei hielten sie sich an die Überlieferung derer, die von Anfang an Augenzeugen und Diener des Wortes waren. 3 Nun habe auch ich mich entschlossen, allem von Grund auf sorgfältig nachzugehen, um es für dich, hochverehrter Theophilus, der Reihe nach aufzuschreiben. 4 So kannst du dich von der Zuverlässigkeit der Lehre überzeugen, in der du unterwiesen wurdest.“

Ungewöhnlich für ein historisches Werk sind die dem Briefstil entnommene Anrede des Adressaten Theophilus und der Übergang zur 1. Person, für die es aber in den Biographien Plutarchs und in antiker Fachliteratur Parallelen gibt. Ungewöhnlich ist auch, dass der Name der Hauptperson Jesus von Nazareth im Proömium nicht genannt wird; stattdessen hebt der Verfasser auf die Wahrheit der Überlieferung ab. Da Proömien antiker Geschichtswerke deutlich länger sind als das lukanische Proömium und kunstvoll zum Beginn der Handlung überleiten, sieht Loveday Alexander eine größere Nähe zu den knappen Vorworten der antiken (beispielsweise medizinischen) Fachliteratur. Sean A. Adams wendet dagegen ein, dass Alexander sich zu stark auf Thukydides als den antiken Historiker beziehe. Sehe man von Thukydides ab, sei Lukas’ Proömium im Vergleich zu Proömien antiker Historiker nicht ungewöhnlich kurz – wenn man es in Proportion zur Gesamtlänge des jeweiligen Werks betrachte. Michael Wolter urteilt, Alexanders These einer größeren Nähe des Lukas-Proömiums zu antiker Fachliteratur sei „nicht ganz von der Hand zu weisen“, das von ihr postulierte Entweder-oder sei aber „zu dualistisch.“

### Vorgeschichten (Lk 1,5–4,13)

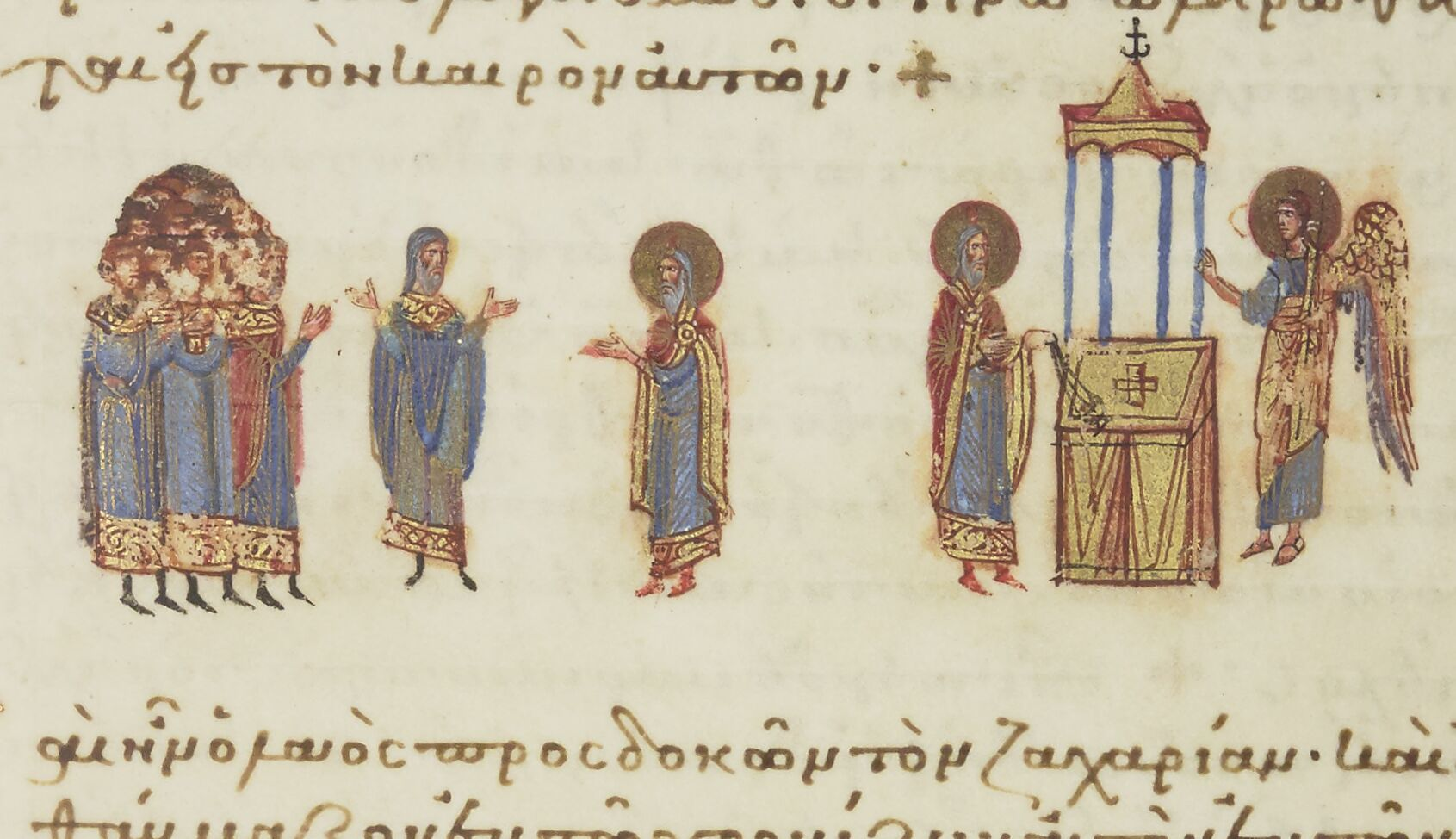
Der Engel Gabriel erscheint Zacharias beim Opfer am Altar – Zacharias entlässt die Menge stumm
(BnF, Grec 74 fol. 105 r.)

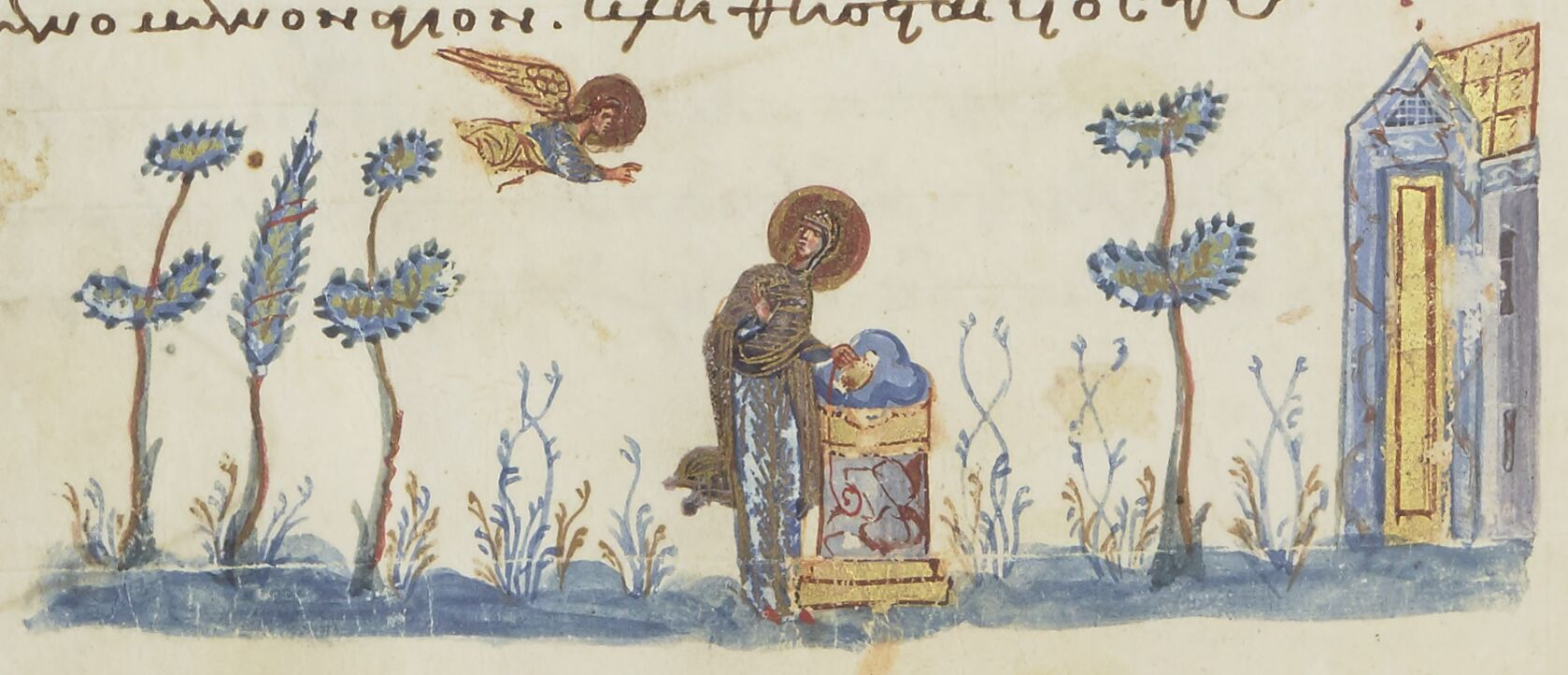
Der Engel Gabriel erscheint Maria
(BnF, Grec 74 fol. 105 v.)

Nach dem in gehobenem Griechisch verfassten Proömium versetzt Lukas „einem unvorbereiteten Leser einen kleinen Stilschock“: In Lk 1,5  bis Lk 2,52  folgt ein sprachlich stark an der Bibel (Septuaginta) orientierter Zyklus von Szenen, die von der Empfängnis, Geburt und Kindheit Johannes des Täufers und Jesu handeln; er lässt sich folgendermaßen gliedern:
- Ankündigungsszenen
  - Lk 1,5–25 EU: Ankündigung der Geburt des Täufers Johannes. Was der Engel Gabriel dem greisen Priester Zacharias mitteilt, folgt dem in der antiken Literatur gängigen Schema der Geburtsankündigung, wobei sich Lukas besonders an Beispielen aus dem Alten Testament orientierte. Der Name des Kindes wird bekanntgegeben und seine künftige Bedeutung beschrieben.[59]
  - Lk 1,26–38 EU: Ankündigung der Geburt Jesu. Auf Marias Frage hin erklärt ihr Gabriel nicht, wie sie ohne Mitwirkung eines Mannes schwanger werden kann, „sondern warum ihr Kind heilig und Sohn Gottes sein wird. Die Antwort Gabriels … enthält eine Leerstelle, deren Auffüllung Lukas der Imagination der Leser überlässt.“[60]
  - Lk 1,39–56 EU: Begegnung der beiden Mütter. Diese Szene verknüpft die beiden Ankündigungserzählungen; sie gelangt allerdings über die Begrüßung nicht hinaus, denn es geht nur darum, einen Rahmen für Reden von Elisabeth und Maria zu schaffen, in denen die beiden schwangeren Frauen das Geschehen deuten.[61]
- Geburtsszenen
  - Lk 1,57–80 EU: Geburt des Johannes
  - Lk 2,1–21 EU: Geburt Jesu
- Tempelszenen
  - Lk 2,22–39 EU: Jesus wird als Säugling in den Tempel gebracht
  - Lk 2,40–52 EU: Jesus pilgert als Zwölfjähriger mit seiner Familie zum Tempel

Das Geschehen beginnt im Jerusalemer Tempel mit dem alten Priester Zacharias, der das Räucheropfer darbringt, und kehrt am Ende in den Tempelbereich zurück, in dem der jugendliche Jesus dauerhaft bleiben möchte. Lukas hat diesen Zyklus planvoll komponiert, wobei über die von ihm möglicherweise verwendeten Quellen kein Konsens besteht. Sowohl die einzelnen Episoden der Erzählung als auch die dazwischen wie zur Bestätigung eingefügten und einander ergänzenden vier poetischen Stücke (Benedictus, Magnificat, Gloria, Nunc dimittis) sind, so Rainer Dillmann, von einer frühjüdischen „Armenfrömmigkeit“ geprägt, wie sie auch in einigen späten Psalmen und in der Hymnenrolle von Qumran begegnet. Ihre Kennzeichen sind: Menschliche und göttliche Herrschaft stehen im krassen Gegensatz zueinander (Psalm 146); Gott ist der Retter der unterdrückten Armen und heilt ihre „gebrochenen Herzen“ (Psalm 147); der Gemeinschaft der Frommen bleibt nur das Gotteslob als Waffe gegen das Böse (Psalm 149). Auf der Ebene des Endtextes werden die Anfänge Johannes des Täufers und Jesu parallel erzählt, um die Unterschiede desto mehr hervorzuheben: „So groß auch der erste ist, umso größer ist doch der zweite.“
Lk 3,1  ist mit seiner ausführlichen Datierung (Synchronismus) ein starker Einschnitt. Ab jetzt folgte Lukas dem Erzählfaden des Markusevangeliums: öffentliche Wirksamkeit des Täufers – Taufe Jesu – Versuchung Jesu. Die in den beiden ersten Kapiteln eingeführten Protagonisten treten nun als Erwachsene auf. Lukas ergänzte aus seinem Sondergut ein schroffes Gerichtswort des Täufers (Lk 3,7–9 ). Dieser fordert Taten, welche die bereits vollzogene Umkehr zu Gott als sichtbare „Frucht“ erkennen lassen und verdeutlicht das in ethischen Weisungen an einzelne Personengruppen (sogenannte Standespredigt, Lk 3,10–17 ). Der Täufer kündigt einen Größeren an, der nach ihm kommen werde, und tritt dann von der Bühne ab: Er wird von seinem Landesherrn Herodes gefangengesetzt. Die mit soviel Aufwand eingeführte Figur des Täufers verliert sich nun „im erzählerischen Nebel“ – die Ermordung des Täufers (Mk 6,19–27 ) ließ Lukas nämlich aus.

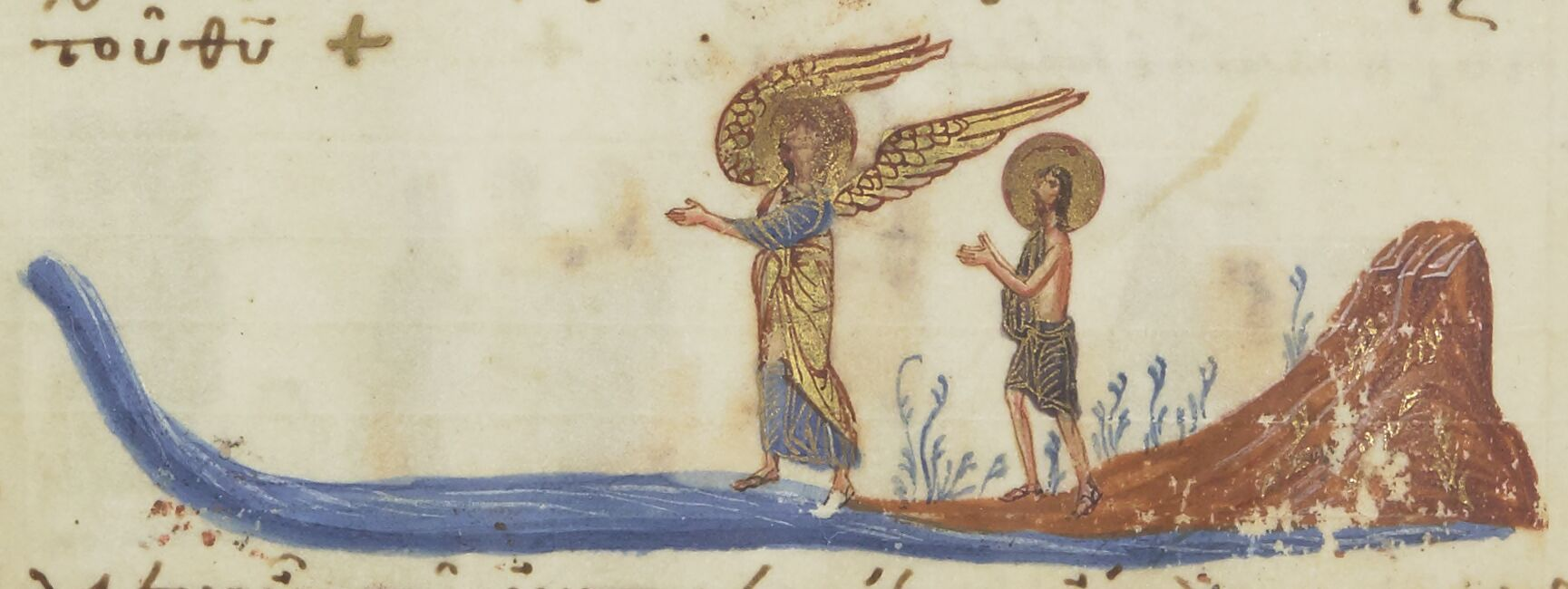
Ankunft des Täufers am Jordan
(BnF, Grec 74 fol. 110 v.)

Die Taufe Jesu (Lk 3,21–22 ) wird im Lukasevangelium so erzählt, dass sich Johannes als Wegbereiter und Jesus als der von ihm angekündigte Größere quasi nicht begegnen: „Im Ablauf der Zeit der Erzählung ist Johannes schon im Gefängnis, in Bezug auf die Zeit des Erzählten wird vorausgesetzt, dass er noch aktiv ist … obwohl er nicht als Erzählfigur präsent ist.“ Jesus verharrt bei der Taufe im Gebet, so wie er im Lukasevangelium immer wieder als Beter gezeichnet wird, und empfängt den Heiligen Geist.
Der an dieser Stelle von Lukas „wie ein Querriegel“ eingefügte Stammbaum Jesu führt dessen Abstammung über Josef, der ihm als Vater Jesu im sozialen Sinne galt, über König David bis auf Adam zurück, „der stammte von Gott“ (Lk 3,38 ). Die Namen von David bis auf Adam konnte Lukas der Septuaginta entnehmen, aber die Abstammung Josefs „aus dem Haus und Geschlecht Davids“ (vgl. Lk 2,4 ) führte Lukas im Gegensatz zu Matthäus an dem Thronerben Salomo und allen nach ihm in Jerusalem regierenden Davididen vorbei auf den unbedeutenden Davidssohn Natan zurück. Es folgt die Erzählung von der Versuchung Jesu durch den Teufel, die auch Matthäus bringt, aber mit Umstellung der zweiten und dritten Versuchung.

### Jesus in Galiläa und Judäa (Lk 4,14–9,50)

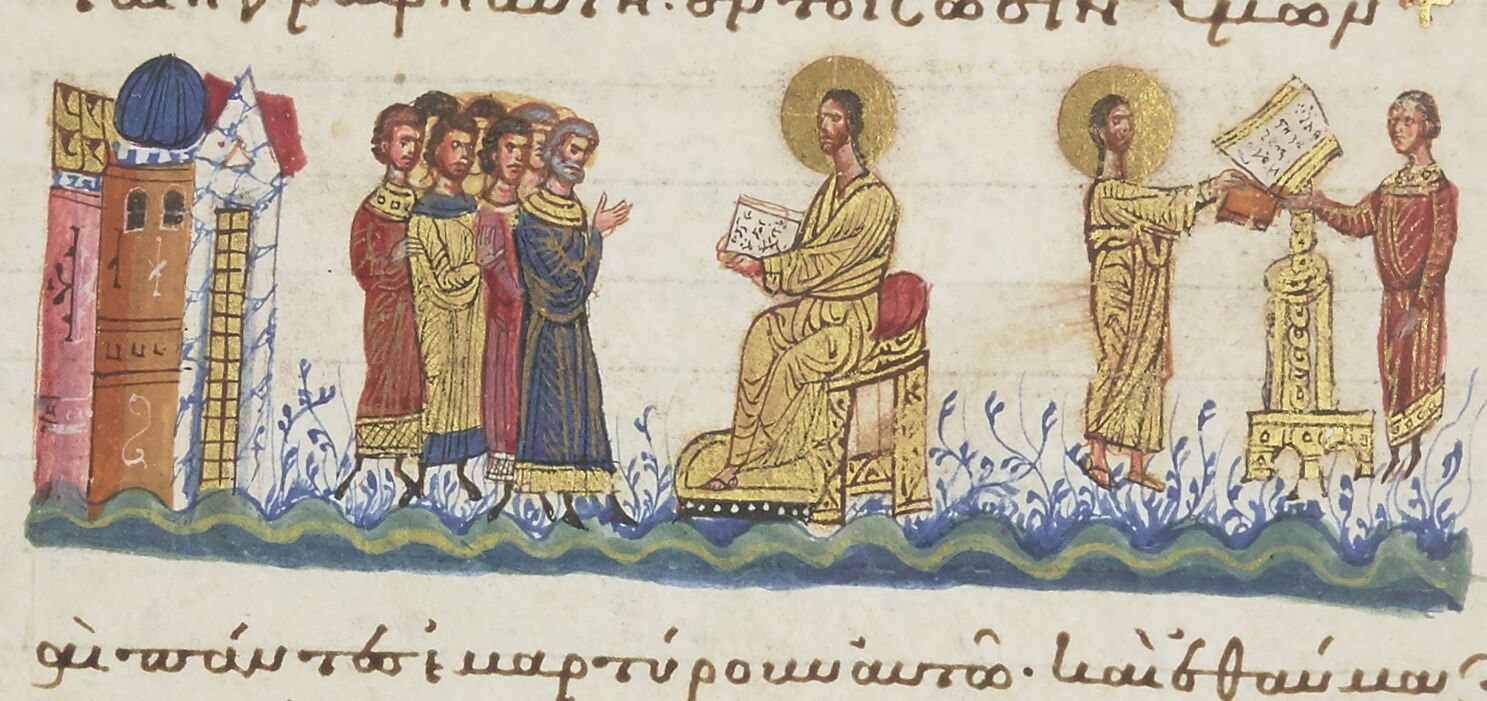
Jesus in der Synagoge von Nazareth
(BnF, Grec 74 fol. 113 v.)

Lukas stellte den markinischen Bericht über die Ablehnung Jesu in seinem Heimatort Nazareth (Mk 6,1–6) an den Anfang seines öffentlichen Wirkens und gab dieser Szene damit besonderes Gewicht: Jesus besucht am Sabbat die Synagoge von Nazareth; er liest ein Mischzitat aus dem Jesajabuch vor und legt es den Nazarenern aus (Lk 4,16–30 ). Lukas veränderte den Septuagintatext erheblich, um „die schwebende, übertragene Sprache von Jes 61,1 f.  in soziale Richtung [zu konkretisieren] … Die durch verschiedene Streichungen und Weglassungen aus ihrem ursprünglich heilsgeschichtlichen Sinn gelösten Begriffe werden durch die Einfügung von Jes 58,6  explizit auf ihren wörtlichen, vornehmlich sozialen Bedeutungsinhalt festgelegt.“ Jesus macht in dieser sogenannten Antrittspredigt die Parteinahme für die Armen zu seinem Programm. Dass diese Zuwendung nicht exklusiv den Armen in Israel, sondern allen Armen gelten soll, lehnen die Nazarener in aggressiver Weise ab; doch Jesus geht einfach davon. Wie, erläutert der Erzähler nicht und vermittelt so den Eindruck, das Geschehen folge einem höheren Willen, dem menschlicher Widerstand nichts anhaben könne.

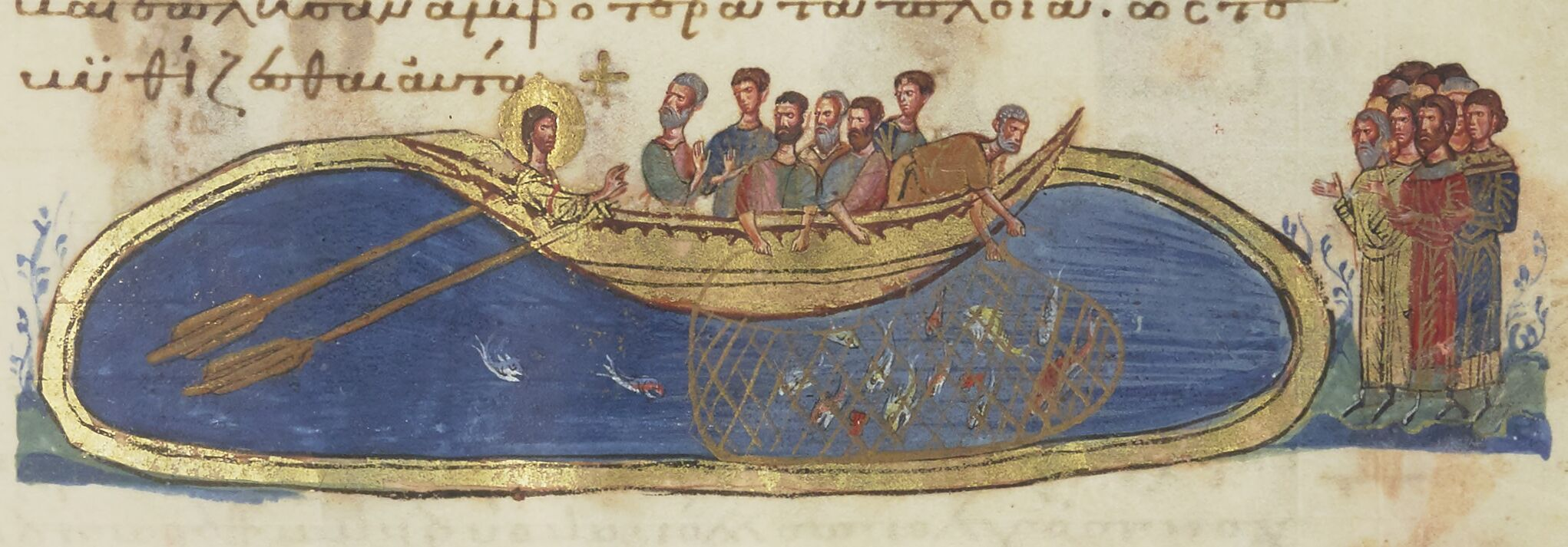
Fischzug des Petrus
(BnF, Grec 74 fol. 115 r.)

Im Anschluss an Markus erzählte Lukas in Lk 4,31–41  von einem Sabbat, den Jesus in Kafarnaum verbringt. Er vollzieht einen Exorzismus in der Synagoge, was die Anwesenden erschreckt und ihnen Gesprächsstoff bietet, und heilt die fieberkranke Schwiegermutter des Simon. „Erstmals betritt Simon Petrus, gleichsam en passant, die Bühne der Erzählung.“ Ein Summarium hält fest: Exorzismen und Heilungen sind kennzeichnend für Jesu Wirken in Galiläa. In Lk 5,1–11  trug Lukas die Berufung der ersten Jünger nach. Da Jesus bereits bekannt ist, wirkt es besser motiviert als bei Markus (Mk 1,16–20 ), dass sich ihm Menschen anschließen. Lukas konzentriert sich auf die Begegnung von Jesus und Petrus; die anderen Jünger sind nur dessen Gefährten. In Kapitel 5 und 6 folgen einige locker gereihte Episoden, die Jesus als Heiler, Lehrer und Diskussionspartner von Pharisäern und Schriftgelehrten zeigen (vgl. Mk 1,40 –Mk 3,6 ). Kapitel 6 schließt ab mit der Berufung der Zwölf als dem engeren Kreis der Jesusnachfolger und der Feldrede. Ihr liegt (ebenso wie der Bergpredigt bei Matthäus) eine programmatische Rede Jesu aus der Logienquelle zugrunde, die vom Evangelisten im Sinne seiner eigenen Theologie überarbeitet wurde. Bei Lukas ist die Feldrede Höhepunkt der Zeit Jesu in Galiläa. Als Weisheitslehrer bietet Jesus darin ethische Unterweisung, besonders zum Thema soziale Gerechtigkeit, und verweist dabei auf den Tun-Ergehen-Zusammenhang.
Kapitel 7 erzählt von mehreren Begegnungen Jesu mit Menschen, die dabei wesentliche Lernerfahrungen machen: der Hauptmann von Kafarnaum vertraut als Nichtjude darauf, dass Jesus per Fernheilung seinen sterbenden Sklaven rettet; für die trauernde Witwe von Nain vollbringt Jesus erstmals eine Totenauferweckung; die Jünger des inhaftierten Täufers Johannes unterweist Jesus in einem Lehrgespräch, dass mit seiner Zuwendung zu den Armen, seinen Heilungswundern und seiner Fähigkeit, Tote zu erwecken, das Heil Gottes jetzt erfahrbar geworden sei. Jesus deutet den Täufer als Elija-Gestalt, mit dem die prophetische Tradition ihren Höhepunkt erreicht habe.

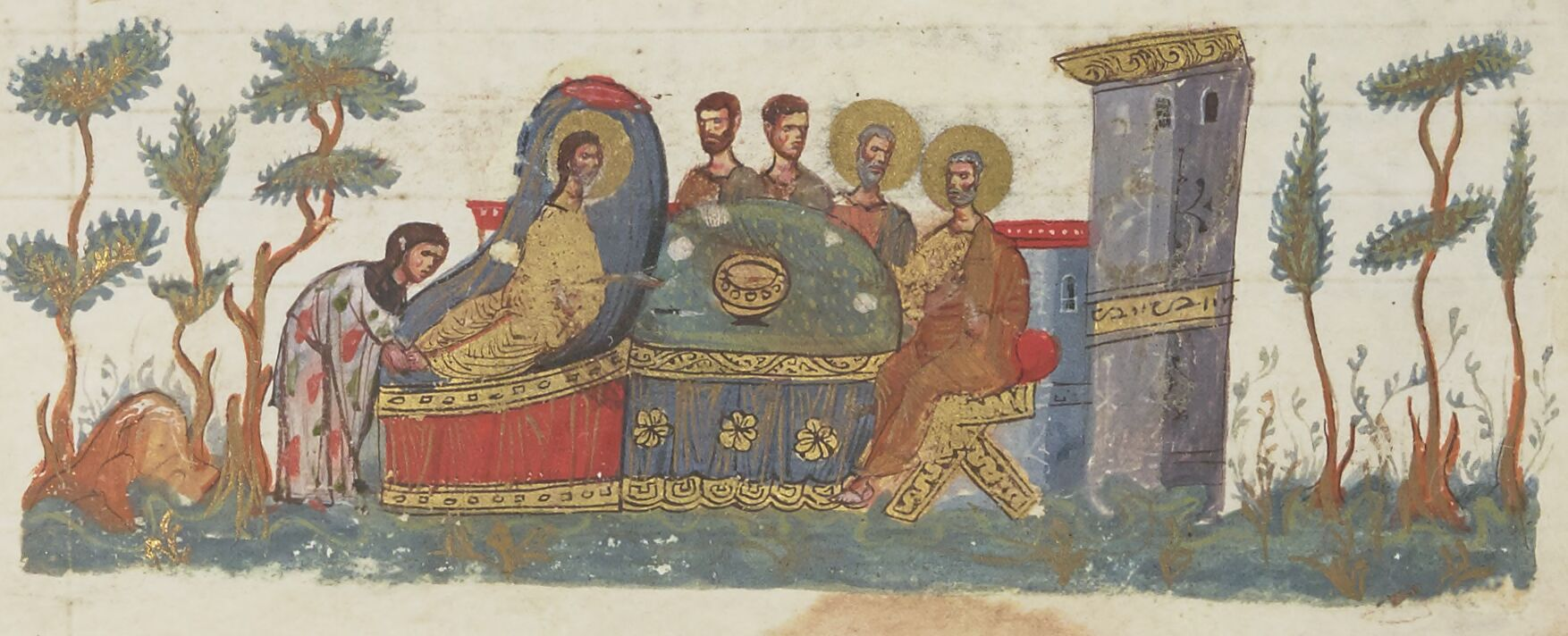
Jesus und die Frau mit dem Salböl
(BnF, Grec 74 fol. 122 r.)

Nun folgt als lukanisches Sondergut die Erzählung von der Frau mit dem Salböl (Lk 7,36–50 ), die sich in eine Gastmahlszene und ein Lehrgespräch gliedert. Jesus nimmt eine ehrenvolle Einladung bei dem Pharisäer Simon an; als ungebetener Gast kommt eine stadtbekannte „Sünderin“ hinzu und salbt Jesus die Füße. Simon missbilligt dies schweigend, doch Jesus spricht ihn darauf an. Er kritisiert, dass Simon in der distanzierten Beobachterrolle verbleibe, während die Frau etwas riskiert habe.

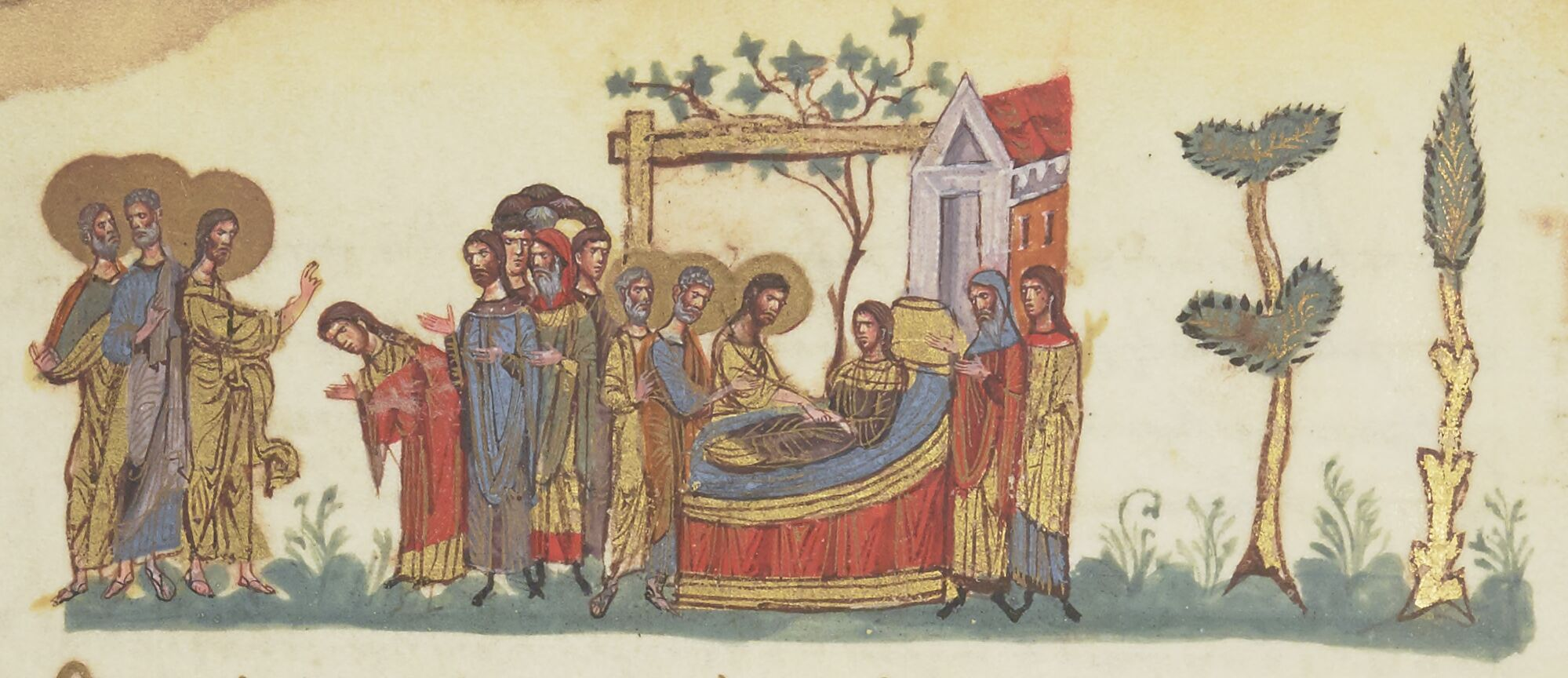
Die an Blutungen leidende Frau und die Tochter des Jaïrus
(BnF, Grec 74 fol. 126 v.)

Nach einem Summarium über Frauen, die Jesus unterstützen (Lk 8,1–3 ) folgt in Lk 8,4–21  eine Erzählsequenz, die verdeutlicht, wie wichtig das Hören auf die Lehre Jesu ist. Sie wird eingeleitet durch das Gleichnis vom vierfachen Ackerfeld und ein Schulgespräch über dessen Deutung; daran schließt sich ein Bildwort vom Licht auf dem Leuchter an. Die Sequenz schließt mit dem Besuch der Mutter und der Brüder Jesu, die draußen stehen bleiben und ihn zu sehen wünschen. Lukas zufolge hat Jesus keinen Konflikt mit seinen Angehörigen, begegnet ihnen aber auch nicht. Jesus ordnet seine Familienbeziehungen neu: wer immer Gottes Wort hört und tut, gehört dazu. Der Rest von Kapitel 8 ist ein von Markus übernommener Zyklus von Erzählungen, die Jesu Macht über Wind und Wellen (Sturmstillung), über eine ganze Legion von Dämonen (Heilung des besessenen Geraseners) und über Krankheit und Tod (Heilung der an Blutungen leidenden Frau – Auferweckung der Tochter des Jaïrus) herausstellen.
Kapitel 9 lässt sich schlecht gliedern. Grundsätzlich folgte Lukas dem Markusevangelium, kürzte aber stark: zwischen Lk 9,17 und Lk 9,18 ließ er den Stoff von Mk 6,45–8,26 aus (die Lukanische Lücke) und straffte auch sonst mehrfach, so dass „ein erzählerisches Sammelbecken [entsteht], das seine Kohärenz dadurch gewinnt, dass es die Einweisung der Jünger in die Nachfolge in den Mittelpunkt stellt.“ Die redaktionellen Eingriffe des Lukas stellen neue Sinnzusammenhänge her: das Petrusbekenntnis folgt bei ihm direkt auf die Speisung der Fünftausend. Während die Jünger bei Markus durch die Brotvermehrung nicht zur Einsicht kommen (Mk 6,52 ), ist es bei Lukas gerade umgekehrt.

### Auf der Wanderung nach Jerusalem (Lk 9,51–19,27)
Im Markusevangelium fand Lukas eine Reise Jesu von Galiläa durch das Ostjordanland (Peräa) nach Jerusalem (Mk 10,1–52 ). Er baute diese Information mit Material aus der Logienquelle und seinem Sondergut zu einem eigenen Hauptteil aus – „Jesus wiederholt und vertieft bei der Reise sein Auftreten als wundertätiger, prophetischer Weisheitslehrer“ in Wort und Tat. Doch fällt auf, dass nur am Anfang eine Reisesituation beschrieben wird (Lk 9,51–56 ) und das Unterwegssein dann nur noch durch redaktionelle Notizen des Lukas in Erinnerung gerufen wird (Lk 10,38 , Lk 13,22 , Lk 17,11 ).
Angeregt von der Leben-Jesu-Forschung wurde seit Anfang des 20. Jahrhunderts diskutiert, ob Jesus bei seiner Reise nach Jerusalem die Route durch das Ostjordanland oder durch Samaria gewählt habe. Die Samaria-Route ließ sich als Zuwendung Jesu zu den Nichtjuden und – im Rahmen des lukanischen Doppelwerks – als Vorbereitung der Heidenmission im Leben des Jesus von Nazareth überhöhen. Die formgeschichtliche Forschung betrachtete den „Reisebericht“ im Anschluss an Karl Ludwig Schmidt als wenig interessanten Rahmen, in dem der vor allem als Sammler und Kompilator verstandene Evangelist umfangreiches Material aus Logienquelle und Sondergut untergebracht habe, um den Gesamtaufriss des Markusevangeliums nicht zu stören. Ganz anders Hans Conzelmanns redaktionskritische Interpretation: Anstelle der vom Markusevangelium vorgegebenen Zweigliedrigkeit Galiläa–Jerusalem trete eine „biographisch-heilsgeschichtliche Dreigliedrigkeit“ einer lukanischen Jesus-Biografie, die von den Anfängen in Galiläa „über das Leidensbewußtsein bis zur Erhöhung“ führe: Lukas biete die „Darstellung dreier Epochen, die zugleich Entwicklungsstufen vom Messiasbewußtsein über das Leidensbewußtsein zur Ausübung des Kultkönigtums über Israel im Tempel darstellen.“ Anstelle des Conzelmann’schen Leidensbewusstseins schlug Peter von der Osten-Sacken vor, dass sich für Jesus nach lukanischer Darstellung auf der Reise nach Jerusalem seine Stellung zu Israel kläre. Andere Entwürfe stellen Parallelen zwischen dem Reisebericht und alttestamentlichen Weggeschichten her, beispielsweise Christopher F. Evans: Lukas habe Jesus als „Propheten wie Mose“ gezeichnet (Apg 3,22 ) und nach dem Vorbild des Buchs Deuteronomium eine Reise mit Belehrung unterwegs entworfen. Dass die Interpretationen so stark auseinandergehen, macht fraglich, ob der „Reisebericht“ eine theologisch profilierte Komposition des Evangelisten Lukas ist und nicht einfach eine Abfolge locker gereihter Episoden. Reinhard von Bendemann urteilt: „Die Mehrzahl der von Lukas erzählerisch planvoll ausgearbeiteten dramatisch-episodischen Abschnitte … gibt keine explizite Anbindung an ein ‚Reisemotiv‘ zu erkennen. […] Weg bzw. Wanderschaft und Instruktionsterminologie sind in den Abschnitten der Jüngerunterweisung in Lk 11,1–18,30 nirgends verkoppelt.“ Michael Wolter beschränkt sich daher auf die erzählpragmatische Bedeutung des Unterwegsseins nach Jerusalem. „Ortslosigkeit“ verbinde die Episoden dieses Hauptteils; das reiche Material, das Lukas hier bringt, fülle einen „fiktionalen zeitlichen und topographischen Raum“ und suggeriere, dass die Reise von unbestimmt längerer Dauer gewesen sei. Mit Wolter lässt sich der „Reisebericht“ folgendermaßen gliedern:
- Lk 9,51–56 EU: Ein samaritanisches Dorf verweigert Jesus die Gastfreundschaft, weil er zum Jerusalemer Tempel pilgert, der von den Samaritanern als illegitimes Heiligtum betrachtet wird. Das Brüderpaar Jakobus und Johannes wünscht sich ein Strafwunder gegen dieses Dorf, wird aber von Jesus zurechtgewiesen. Ob die Gruppe in einem anderen Samariterdorf Quartier findet, interessiert den Erzähler nicht, dem es hier um das Unverständnis der Jünger geht.[88]
- Lk 9,57–62 EU: Drei Jesus-Logien gelten den Konsequenzen der Nachfolge: Ein Jünger muss „die tägliche Unsicherheit des Lebens auf sich nehmen“ und mit seiner Familie komplett brechen; Pflichten der Pietät dürfen sein Handeln nicht einschränken.[89]
- Lk 10,1–24 EU: Jesus sendet eine Gruppe von zweiundsiebzig Jüngern paarweise aus, die sein Kommen in den Orten am Weg vorbereiten sollen. An ihrer gastlichen Aufnahme oder Ablehnung entscheidet sich das Geschick des Orts im künftigen Gericht Gottes. Die Boten kehren voll Freude zurück; sie hatten Erfolg. Jesus sieht den Satan vom Himmel stürzen. In seinem jubelnden Lobpreis Gottes des Vaters wird seine enge Verbindung mit ihm deutlich: „Im Boten kommt Jesus, in Jesus der Vater ins Blickfeld.“[90]

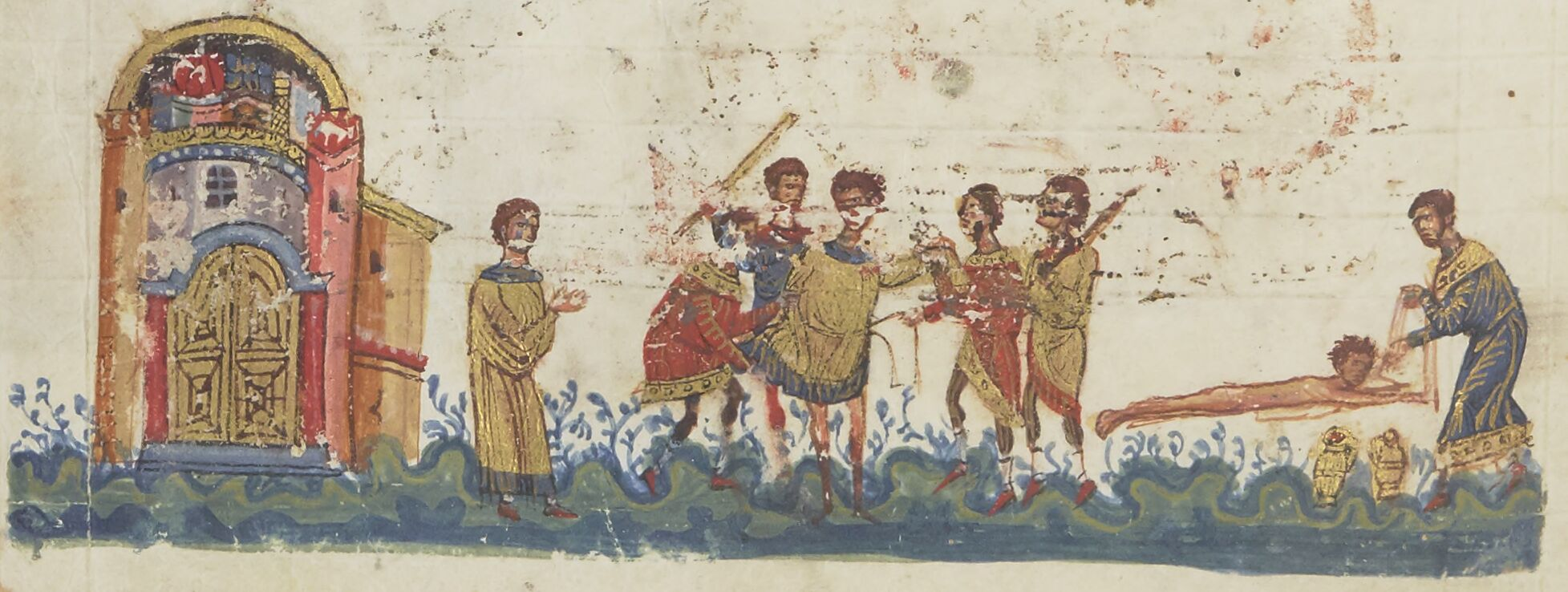
Raubüberfall zwischen Jerusalem und Jericho – Erste Hilfe für das Opfer
(BnF, Grec 74 fol. 131 v.)

- Lk 10,25–37 EU: In einem Lehrgespräch mit einem Rechtskundigen (νομικός nomikós) geht es um die Frage: „Wer ist mein Nächster?“ Jesus erzählt ihm das Gleichnis vom barmherzigen Samariter. Das Gleichnis malt im Detail aus, dass der verachtete Samaritaner nicht nur die Wunden des ihm unbekannten Schwerverletzten verbindet, sondern ihn auch an einen sicheren Ort bringt, ihn dort pflegt und seine weitere Versorgung organisiert.[91] Die Pointe scheint auf den ersten Blick, dass sich in akuter Not die eigentlich Nahestehenden entziehen und ein ganz unwahrscheinlicher Helfer Verantwortung übernimmt und so zum Nächsten wird – dann aber auch, dass Jesus diesen Samaritaner als Vorbild hinstellt, an dem der jüdische Rechtskundige sich orientieren soll.[92]

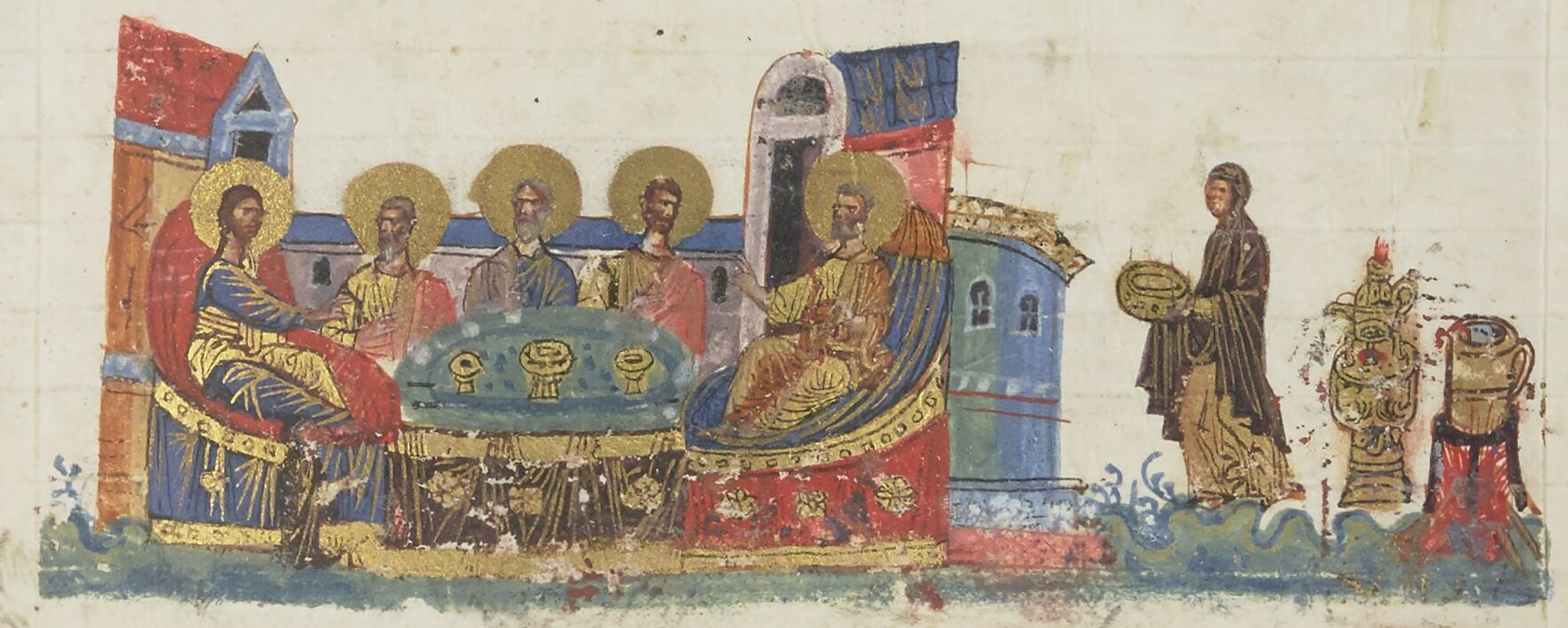
Jesus zu Gast bei Maria und Martha
(BnF, Grec 74 fol. 132 r.)

- Lk 10,38–42 EU: Maria und Martha, zwei offenbar ledige Schwestern, nehmen Jesus als Gast in ihr Haus auf. Während Martha aktiv die Bewirtung übernimmt, sitzt Maria als exemplarische Jüngerin zu Füßen Jesu und hört ihm zu. Die Erzählung des Lukas-Sonderguts, die durch einen Schuss geschwisterlicher Rivalität authentisch wirkt, veranschaulicht, was in der Jüngerbelehrung schon Thema war: das Hören auf Jesus hat absolute Priorität – die Verpflichtungen des Alltags müssen zurücktreten.[93]
- Lk 11,1–13 EU: Auf die Frage eines Jüngers hin lehrt Jesus als Grundgebet das Vaterunser und fügt das Gleichnis vom bittenden Freund hinzu. Es wendet die antike Freundschaftsethik und die Konventionen der Gastfreundschaft auf die Beziehung zwischen Mensch und Gott an.[94] Zwei Bildworte erläutern anschließend, ob Gott jede Bitte erfüllt und worum man Gott bitten soll.[95]
- Lk 11,14–28 EU: Die Wundertaten Jesu erzwingen die Entscheidung, ob er die Macht dazu von Gott oder vom Satan hat. Jesus argumentiert, dass er mit seinen Heilungen und Exorzismen Satans Reich zerstört, und Satan kann nicht gegen sich selbst sein. Vielmehr machen Jesu Heilungen und Exorzismen das Reich Gottes erfahrbar. Ein Bildwort kommentiert: In den Palast eines bewaffneten Starken (= Satan) ist ein noch Stärkerer (= Jesus) eingedrungen und hat ihn entwaffnet; jetzt plündert er den Palast und verteilt die Beute. Ein anderes Bildwort veranschaulicht, dass nach der Erfahrung der Macht Gottes (Austreibung eines bösen Geistes aus seinem „Haus“, dem besessenen Menschen) Konsequenzen folgen müssen; wenn nichts geschieht, macht sich eine ganze Dämonenherde in dem schutzlosen „Haus“ breit, und der Besessene ist schlimmer dran als vor dem Exorzismus.[96]
- Lk 11,29–32 EU: Jesus kennzeichnet seine Zeitgenossen als „böse Generation“, die in seinen Heilungen und Exorzismen eben nicht die Nähe des Reiches Gottes erkennen wollen. Ein zusätzliches Beglaubigungswunder wird es für sie aber nicht geben.
- Lk 11,33–36 EU: Zwei Bildworte vergleichen die Lehre Jesu mit dem Licht. Wenn dieses Licht auf ein „gesundes“ Auge trifft, erfüllt es den Menschen und bringt ihn zum Leuchten. Wenn das Auge aber „schlecht“ ist (hier kommt eine ethische Komponente hinzu), kann es das Licht nicht aufnehmen.[97]
- Lk 11,37–54 EU: Jesus ist zu Gast im Haus eines Pharisäers, der überrascht ist, dass Jesus sich nicht an die Reinheitsgebote hält. Daraus entwickelt sich ein Streitgespräch, in dem Jesus grundsätzliche Kritik an Pharisäern einerseits, Rechtsgelehrten andererseits übt. Lukas nutzt Material aus der Logienquelle, das in Mt 23, 13-36 in abweichender Weise zu sieben Wehe über Pharisäern und Schriftgelehrten arrangiert wurde.[98]

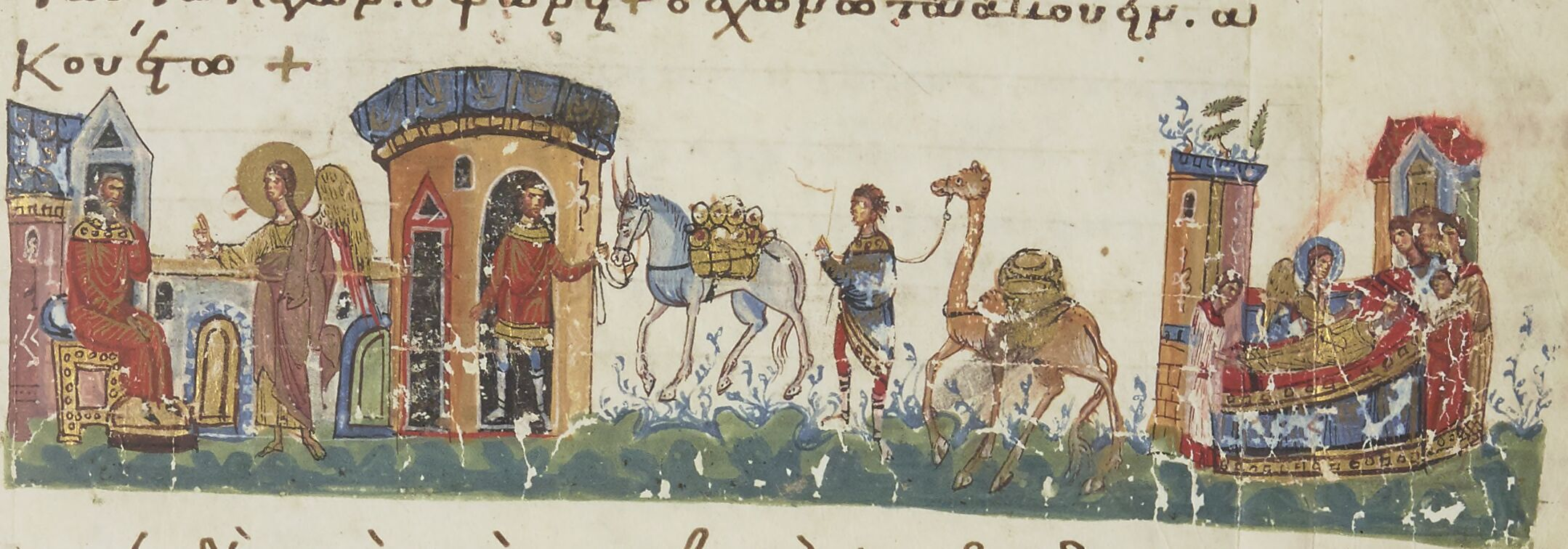
Gleichnis vom reichen Kornbauern
(BnF, Grec 74 fol. 136 r.)

- Lk 12,1–53 EU: Jesus fordert die Jünger, die er seine Freunde nennt, zum furchtlosen Bekenntnis auf. Nicht einmal die Spatzen sind von Gott vergessen, um wie viel weniger die Menschen. In diese Unterweisung der Jünger ist als Antwort auf den Zwischenruf eines Außenstehenden das Gleichnis vom reichen Kornbauern als Mahnrede an die Menge eingefügt. Wieder als Jüngerbelehrung folgt die mit Beispielen aus dem Tier- und Pflanzenreich motivierte Aufforderung, das Reich Gottes an die erste Stelle zu setzen und nicht die eigene Existenzsicherung. Die Grundhaltung der Jünger ist das Stets-Bereitsein für Gott, illustriert durch drei Gleichnisse zur Wachsamkeit, die aus der Welt der Sklavenhaltung genommen sind. Dieser Teil der Jüngerunterweisung schließt mit der Voraussage, dass in Folge des Auftretens Jesu der Frieden in den Familien zerbricht.[99]
- Lk 12,54–59 EU: Jesus wendet sich an die Menge: Wetterphänomene kann sie deuten, den Kairos, d. h. „die durch das Auftreten Jesu qualifizierte Zeit“,[100] aber nicht. Wer den Kairos erkannt hat, müsste sich verhalten wie ein Schuldner, der noch auf dem Weg zum Gericht versucht, seinen Gläubiger zufriedenzustellen. Denn steht er erst vor dem Richter, setzt eine Kettenreaktion ein, die ihn völlig zugrunde richtet.

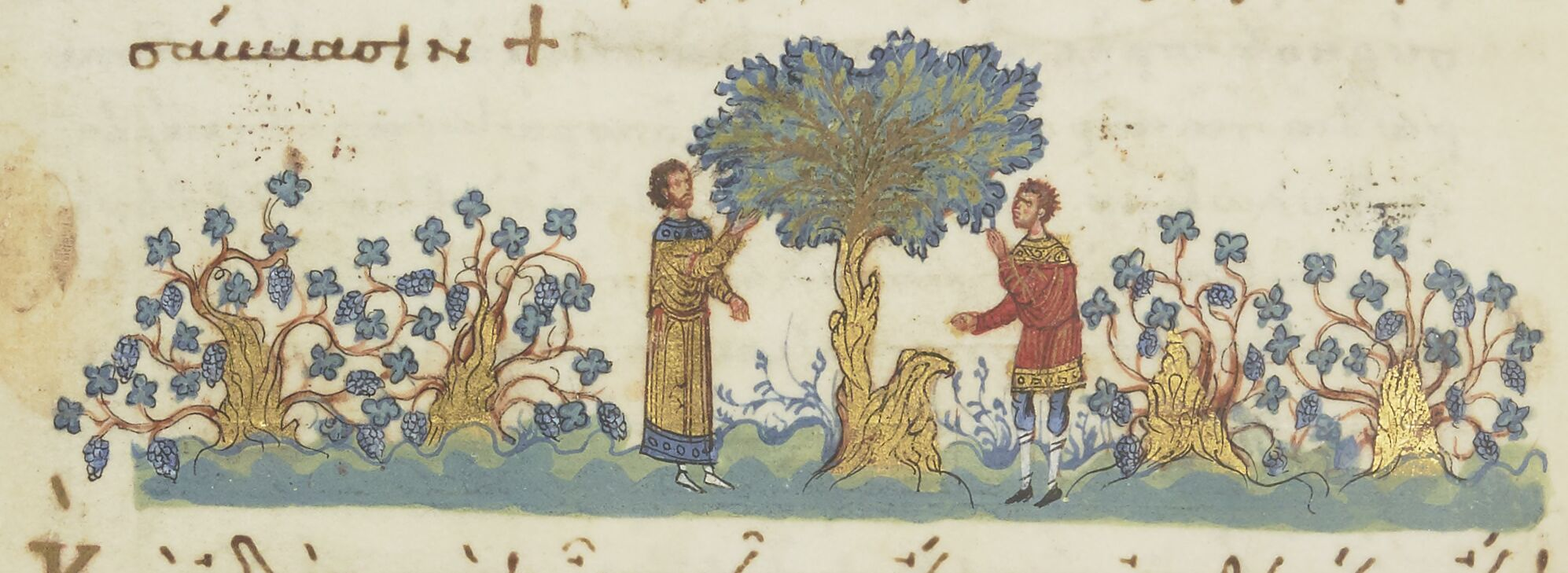
Gleichnis vom Feigenbaum ohne Früchte
(BnF, Grec 74 fol. 139 v.)

- Lk 13,1–9 EU: Immer noch an die Menge gerichtet, verweist Jesus auf ein Massaker, das Pontius Pilatus unter galiläischen Pilgern im Jerusalemer Tempel anrichtete. Im Geschichtswerk des Flavius Josephus findet sich dafür keine Parallele, aber mehrere ähnliche Begebenheiten.[101] Eine zweite Katastrophe, die Menschen unterschiedslos traf, war der Einsturz eines Turms in der Jerusalemer Stadtmauer. Die jeweils Überlebenden waren keine besseren Menschen als die Toten; der ganzen Bevölkerung werde es ebenso schlimm ergehen, wenn sie nicht zu Gott umkehrt. Es gibt dafür eine allerletzte Frist – dazu erzählt Jesus das Gleichnis vom Feigenbaum ohne Früchte.
- Lk 13,10–21 EU: Jesus besucht am Sabbat eine Synagoge und heilt eine verkrümmte Frau, die er als „Tochter Abrahams“ bezeichnet. Diese Heilungsgeschichte aus dem Sondergut lässt sich im Licht des vorangegangenen Feigenbaum-Gleichnisses so verstehen, dass Jesus sich nun noch einmal besonders intensiv um Israel bemüht, in der Hoffnung auf eine positive Reaktion.[102] Er erzählt die Gleichnisse vom Senfkorn und vom Sauerteig.
- Lk 13,22–35 EU: Das endzeitliche Heil ist im Lukasevangelium als ein Festmahl vorgestellt, an dem aber nur wenige Menschen teilhaben werden:[103] Unterwegs nach Jerusalem, unterweist Jesus die Jünger mit einer Metapher, sie sollten alles daran setzen, durch die enge Tür in das Haus des Festmahls einzutreten. Wenn der Hausherr erst die Tür verschlossen hat, ist alles Anklopfen und Argumentieren zwecklos. Gewarnt vor den Nachstellungen seines galiläischen Landesherrn Herodes Antipas, blickt Jesus voraus nach Jerusalem, der Stadt, in der die Propheten getötet werden. Das Bildwort von Henne und Küken veranschaulicht, dass alles Bemühen Jesu um Jerusalem vergeblich war. Deshalb gilt den Jerusalemern das Drohwort Lk 13,35 EU – Gott gibt den Tempel preis. „Aus dem ‚Haus Gottes‘ wird ‚euer Haus‘.“[104]
- Lk 14,1–24 EU: Jesus ist an einem Sabbat zu Gast bei einem führenden Pharisäer. Er heilt dort einen an Wassersucht leidenden Mann und argumentiert, dass Mensch und Tier am Sabbat gerettet werden dürfen. Von den Anwesenden bleibt jede Reaktion aus.[105] Bei Tisch lehrt Jesus die Geladenen, nicht selbst den Ehrenplatz zu wählen, sondern sich vom Gastgeber einen guten Platz zuweisen zu lassen. Wer ein Gastmahl ausrichtet, solle nicht Gleichgestellte dazu einladen, sondern die Armen, die keine Gegeneinladung aussprechen können. Obwohl die Szene immer noch das Haus des Pharisäers ist, sind die Jünger angesprochen. Ihnen werden die Grundhaltungen der Demut und der Großzügigkeit empfohlen.[106] Hier schließt Jesus das Gleichnis von der zurückgewiesenen Einladung an.
- Lk 14,25–35 EU: Wieder unterwegs, erklärt Jesus seinen Begleitern, dass jeder Jünger sein Kreuz aufnehmen und ihm folgen müsse. Der Entschluss zur Jüngerschaft solle gut überlegt sein, wie ein Doppellogion erläutert: sowohl ein Bauherr als auch ein Kriegsherr überschlägt die Kosten, bevor er sich auf eine große Unternehmung einlässt.

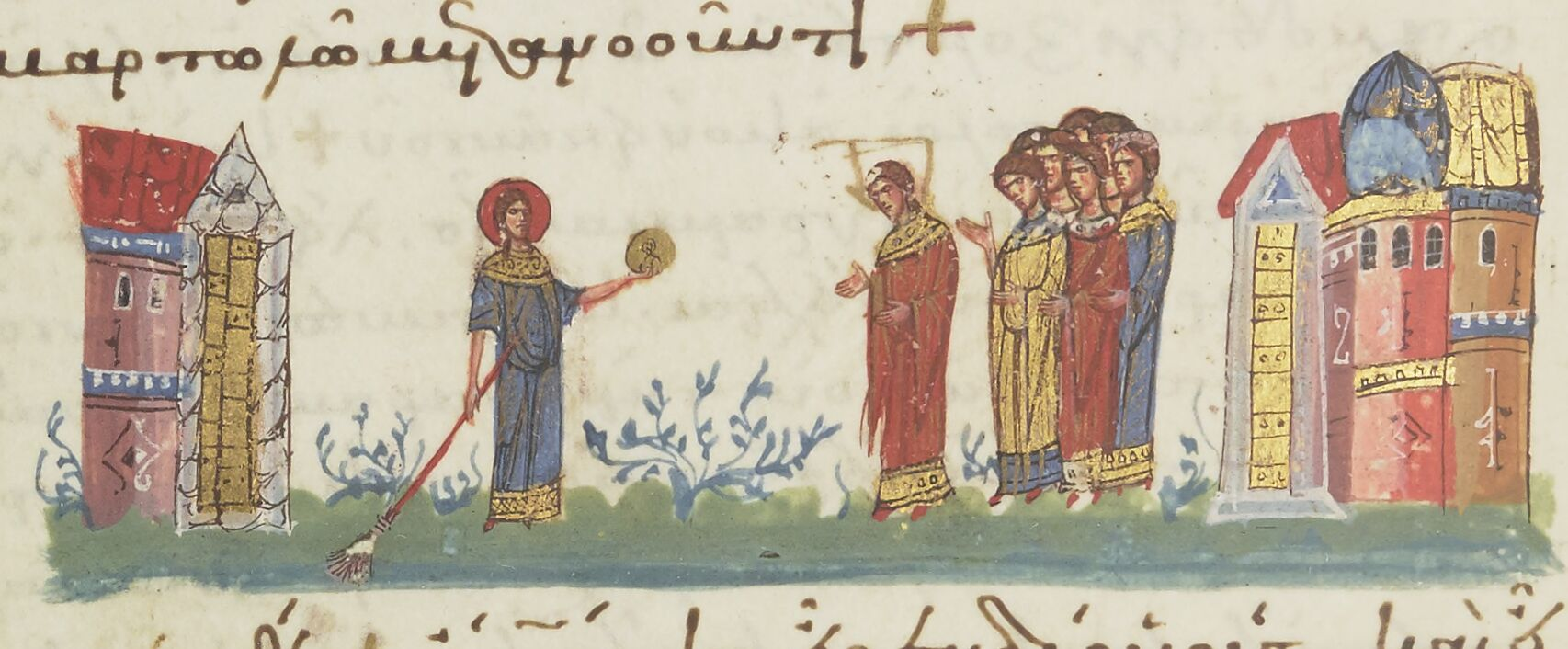
Gleichnis von der verlorenen Drachme
(BnF, Grec 74 fol. 142 v.)

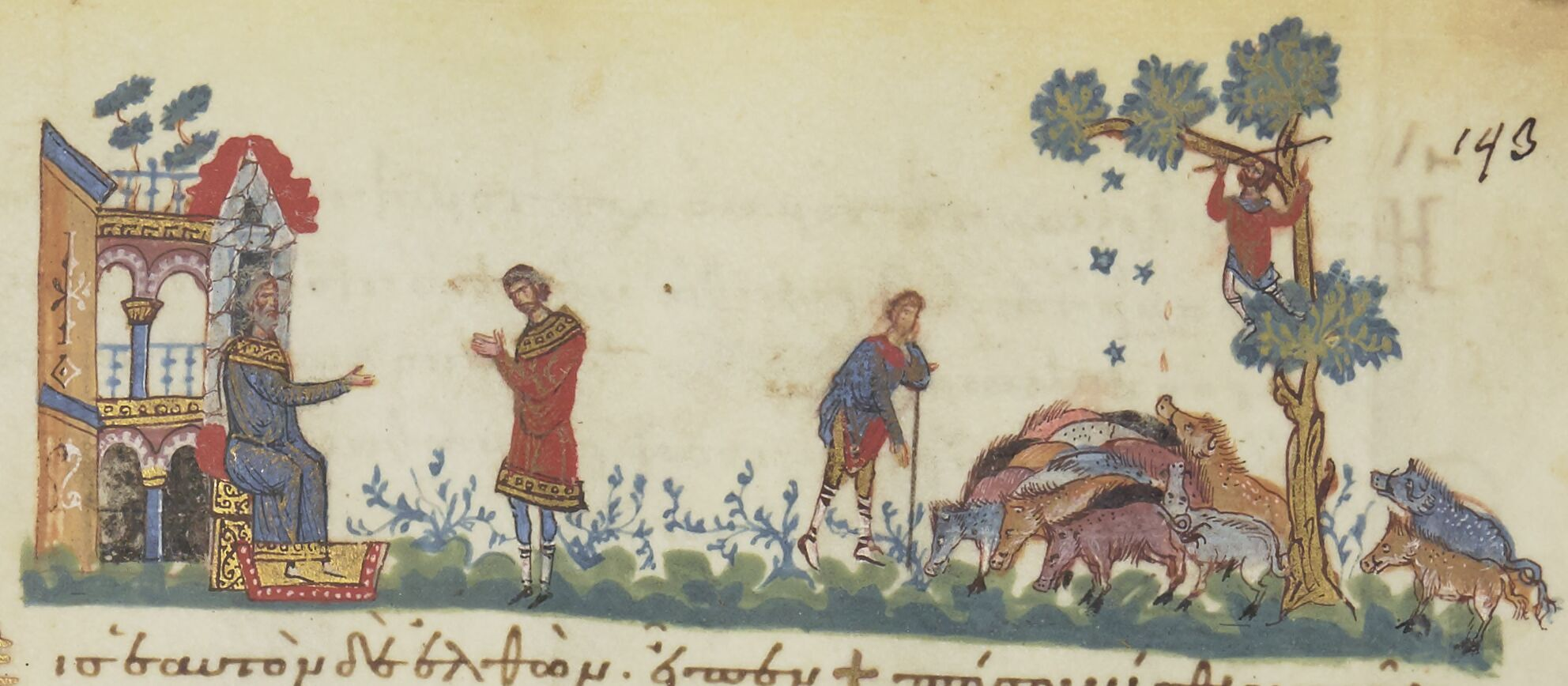
Der verlorene Sohn als Schweinehirt
(BnF, Grec 74 fol. 143 r.)

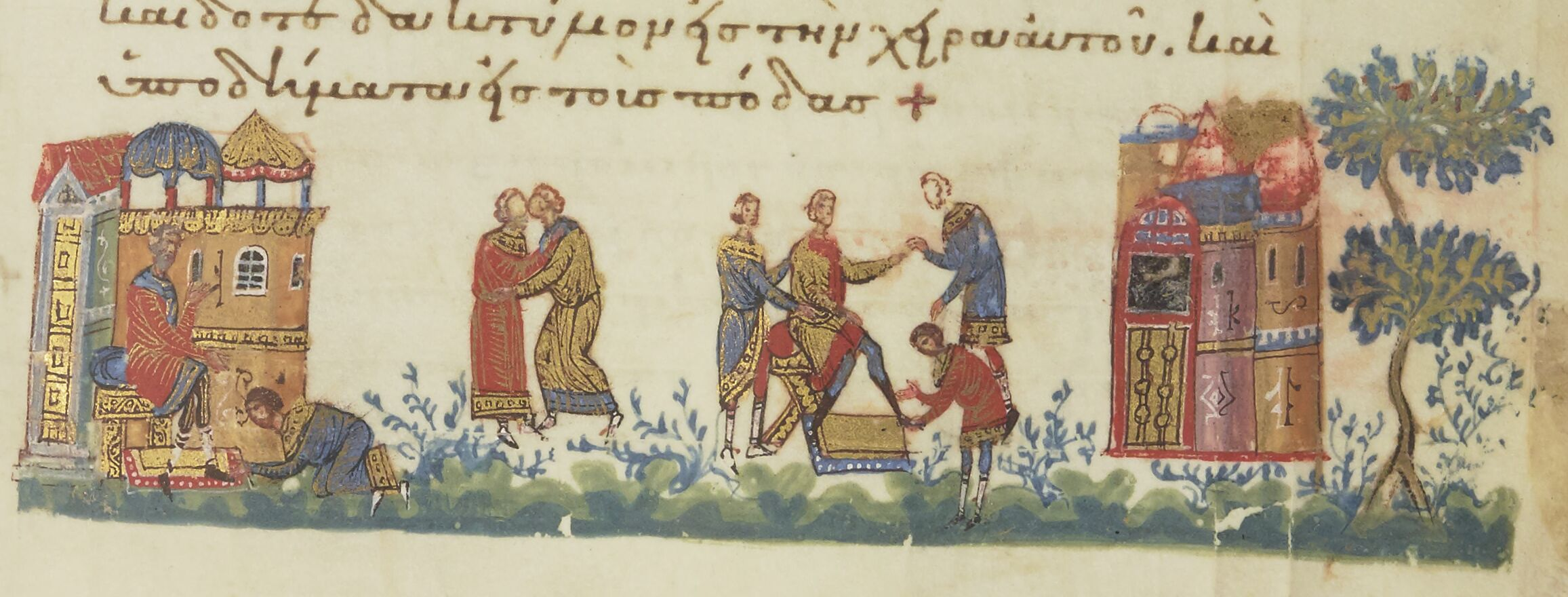
Heimkehr des verlorenen Sohnes – er wird mit Gewand, Ring und Sandalen ausgestattet
(BnF, Grec 74 fol. 143 r.)

- Lk 15,1–35 EU: Eingebettet in ein Streitgespräch über die Umkehr von Zöllnern und Sündern, erzählt Jesus das Doppelgleichnis vom verlorenen Schaf und von der verlorenen Drachme sowie das Gleichnis vom verlorenen Sohn.
- Lk 16,1–31 EU: Jesus mahnt zunächst die Jünger, dann die Pharisäer zum richtigen Umgang mit Geld und Besitz: An die Adresse der Jünger gerichtet, ruft das Gleichnis vom gerissenen Verwalter im lukanischen Kontext dazu auf, alle Mittel kreativ einzusetzen, um sich „Freunde zu machen“, d. h. neue Mitglieder zu gewinnen.[107] An die Adresse der Pharisäer ist das Gleichnis vom reichen Mann und armen Lazarus gerichtet.
- Lk 17,1–10 EU: Ohne szenische Einbettung setzt Jesus die Jüngerunterweisung fort und erzählt das Gleichnis von den Sklaven, die keine Dankbarkeit erwarten dürfen.[108]
- Lk 17,11–21 EU: Jesus begegnet zehn Aussätzigen und heilt sie, aber nur einer, ein Samaritaner, kehrt zurück, lobt Gott und dankt Jesus. Anschließend wird Jesus von Pharisäern gefragt, woran man erkennt, dass die Gottesherrschaft anbricht. Jesus antwortet, dass sie sich nicht durch Vorzeichen ankündigt, weil sie bereits da ist, und zwar ἐντὸς ὑμῶν entòs hymõn – Martin Luther übersetzte im Anschluss an die Vulgata (intra vos): „inwendig in euch“; moderne Übersetzungen und die Mehrheit der Lukaskommentare bevorzugen „mitten unter euch,“ das zwar schon von Johann Albrecht Bengel in seinem Gnomon Novi Testamenti vorgeschlagen wurde, sich aber erst im Anschluss an Johannes Weiß’ grundlegende Studie Die Predigt Jesu vom Reiche Gottes (1892) in der historisch-kritischen Forschung allgemein durchsetzte. Sprachlich ist „inwendig in euch“ allerdings die näherliegende Übersetzung,[109] die aus sachlichen Gründen weithin abgelehnt wird, „weil eine solche Verinnerlichung dem … Reich-Gottes-Verständnis [des Lukas] widerspricht.“[110]
- Lk 17,22 EU – Lk 18,8 EU: Jesus fährt mit der Jüngerunterweisung fort und hält eine Rede über den Menschensohn, der zunächst leiden muss, dann aber mit überwältigender Majestät wiederkommen wird. Das wird vergleichbar sein mit dem Beginn der Sintflut oder der Zerstörung von Sodom und Gomorrha. Die Rede kündigt einerseits eine Vernichtung allen Lebens, andererseits eine „radikal individualisierende Verteilung von Heil und Unheil“[111] an – Nachbarn und Angehörige werden getrennt, weil die einen (zu ihrem Heil) „weggenommen“ oder „entrückt“ werden und die anderen zurückbleiben. Mit dem Gleichnis vom Richter und der Witwe versichert Jesus seinen Zuhörern, dass beharrliches Beten nicht ohne Wirkung bleibt.
- Lk 18,9–14 EU: An selbstgerechte Fromme richtet Jesus das Gleichnis vom Pharisäer und dem Zöllner.
- Lk 18,15–17 EU: Mit der Kindersegnung Jesu kehrte Lukas nach langer Unterbrechung wieder zum Stoff des Markusevangeliums zurück. Er machte daraus aber eine Segnung von Säuglingen (τὰ βρέφη tà bréphē), die herbeigetragen werden, weil er „ihr völliges Angewiesensein auf Hilfe, ihre Unfähigkeit, sich selber durchzusetzen“ stärker betonen wollte.[112]
- Lk 18,18–30 EU: Aus seiner Markus-Vorlage übernahm Lukas die ebenfalls vor dem Einzug in Jerusalem spielende Episode von dem reichen jungen Mann, der das ewige Leben sucht und dann lieber doch nicht in die Nachfolge Jesu eintritt – Lukas machte aus ihm einen „führenden Mann“ (ἄρχων árchōn) –, und das Logion vom Kamel und vom Nadelöhr.
- Lk 18,31–34 EU: Jesus kündigt zum zweiten Mal sein künftiges Leiden und seine Auferstehung an.

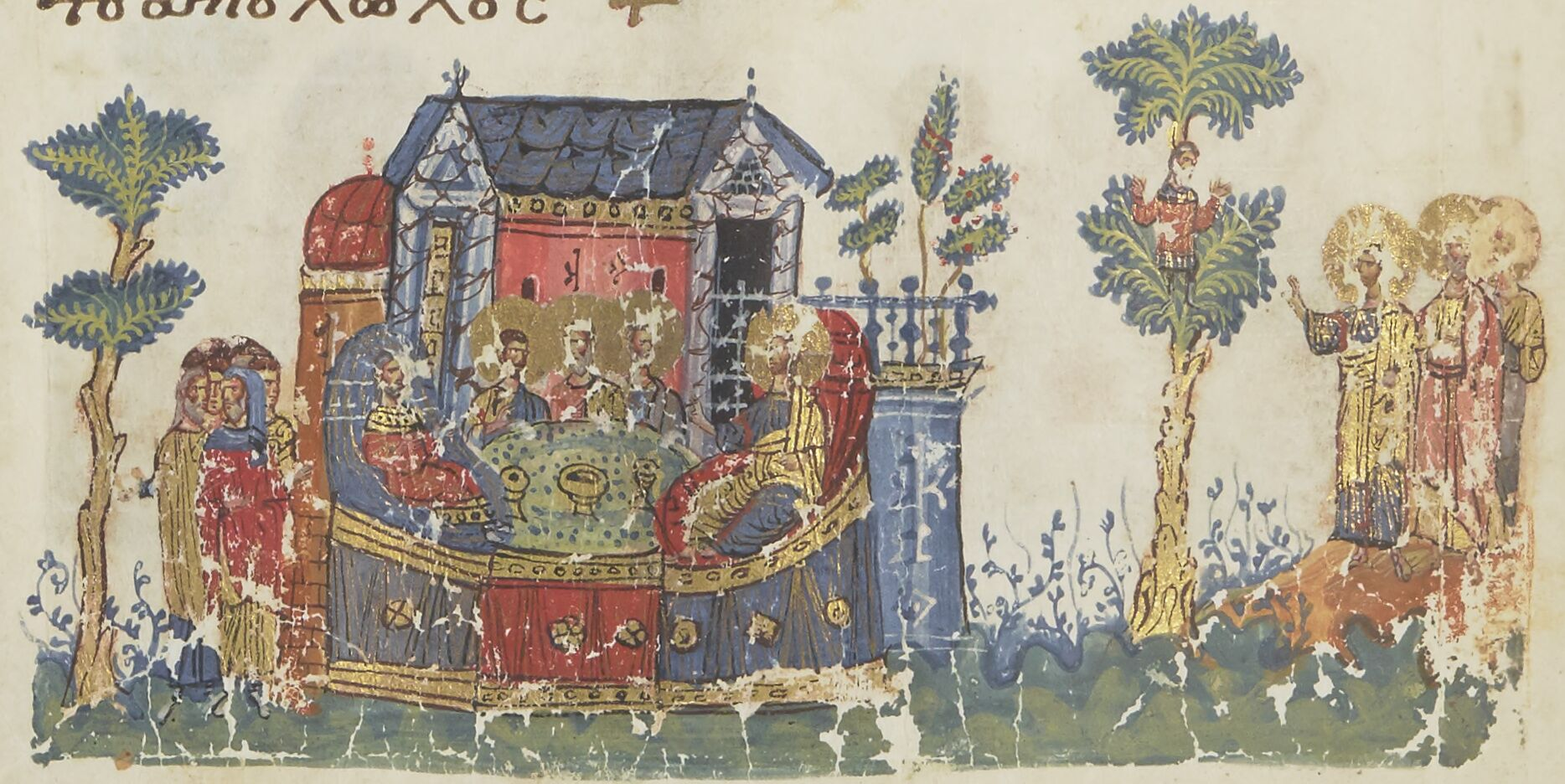
Jesus zu Gast bei Zachäus
(BnF, Grec 74 fol. 149 v.)

- Lk 18,35 EU – Lk 19,27 EU: Jesus trifft in Jericho ein und nähert sich seinem Ziel Jerusalem nun immer weiter an. Vor Jericho heilt er einen Blinden. Damit nimmt Lukas den Markus-Erzählfaden kurz auf, bringt dann aber wieder sein Sondergut: Bei der Durchquerung der großen Oase begegnet Jesus dem Zollpächter Zachäus und ist bei ihm zu Gast. Diese sehr bekannte Erzählung aus dem Sondergut weist für den Evangelisten Lukas typische Themen auf: „das Gehen, der Reichtum, das Bedürfnis zu sehen, die Umkehrung der Werte, die Begegnung mit Jesus, das Heute des Heils, die Identität und Mission Jesu.“[113] Kurz vor Jerusalem erzählt Jesus seinen Begleitern, die meinen, der Beginn der Gottesherrschaft stehe unmittelbar bevor, das Gleichnis vom Thronprätendenten, dessen Erhebung zum König seine Untertanen zu hintertreiben suchen. Es ist verschränkt mit dem Gleichnis vom anvertrauten Geld.

### In Jerusalem (Lk 19,28–24,53)

#### Festlicher Einzug, letzte Streitgespräche, Endzeitrede
Den Einzug Jesu in Jerusalem schildert das Lukasevangelium als „messianischen Festzug“, der mit der Tempelaktion endet und antike Triumphzugsbeschreibungen verfremdend zitiert, wobei dem Leser des Evangeliums aber bereits klar ist, dass Jesus keinen politischen Anspruch erhebt. Lukas folgte nun wieder dem Aufriss des Markusevangeliums, doch ergänzte er die Trauer Jesu über die zukünftige Zerstörung Jerusalems (Lk 19,39–44 ). „Daran ist nichts zu finden, was für die Ereignisse des Jahres 70 spezifisch wäre … Aber natürlich steht genau diese Tragödie allen denen vor Augen, die ca. 20 Jahre später diese Klage Jesu hören oder lesen.“ Lukas ließ die Verfluchung des Feigenbaums und die Frage nach dem höchsten Gebot aus. Letztere hatte er nämlich bereits im Zusammenhang mit dem Gleichnis vom Barmherzigen Samariter behandelt.

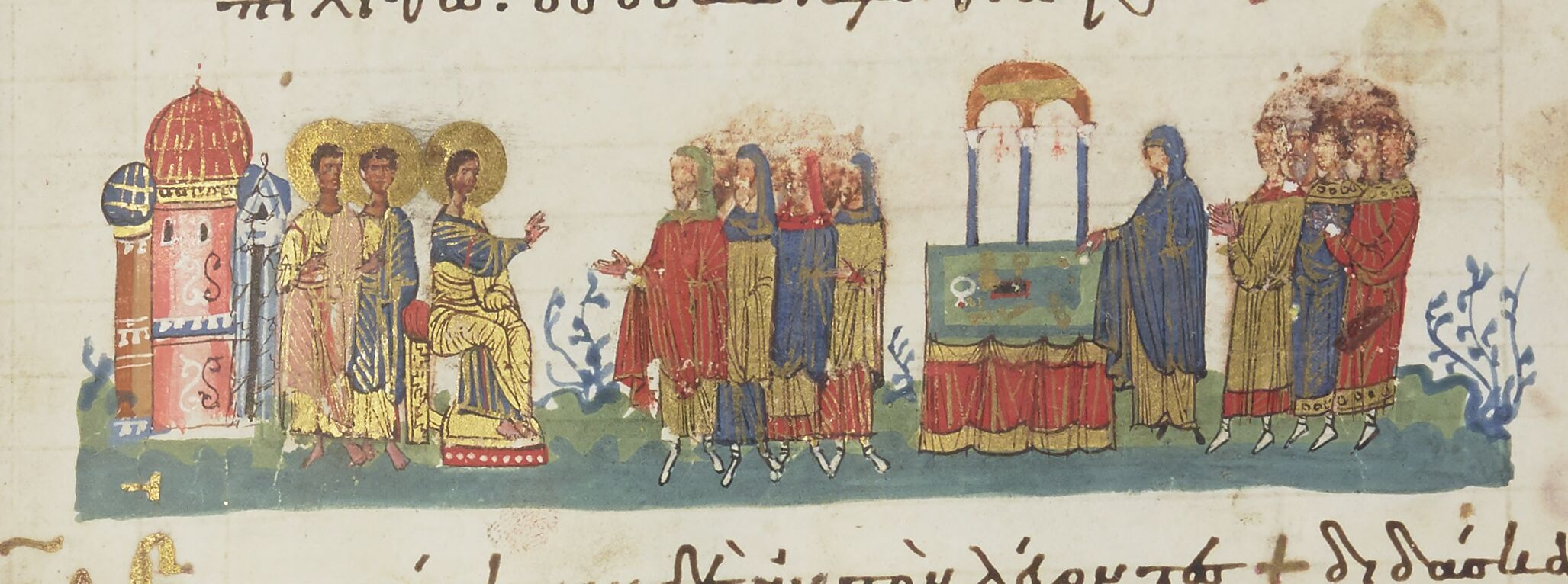
Die Gabe der Witwe
(BnF, Grec 74 fol. 154 r.)

Standen Streitgespräche mit Schriftgelehrten und Pharisäern am Anfang der öffentlichen Wirksamkeit Jesu, so wird er auch an deren Ende in mehrere Streitgespräche verstrickt, die auf dem weitläufigen Gelände des Jerusalemer Tempels stattfinden. Seine Gegner hier sind Schriftgelehrte, Hohepriester und Sadduzäer. An das Volk gerichtet, erzählt Jesus das Gleichnis von den bösen Weingärtnern. Er entzieht sich einer verfänglichen Frage zum Thema, ob man dem Kaiser Steuern zahlen dürfe, durch die Sentenz: „Gebt dem Kaiser, was des Kaisers ist!“ – Lukas präzisierte, dass die Fragesteller Provokateure sind, die im Auftrag der Schriftgelehrten und Hohepriester Material für die Anklage sammeln, Jesus weigere sich, Steuern zu zahlen (vgl. Lk 23,2 ). Die Kontroversen zwischen Jesus und verschiedenen Jerusalemer Autoritäten schließt Lukas ab mit dem Hinweis Jesu auf eine bedürftige Witwe, die zwei kleine Münzen in den Opferstock des Tempels einwirft. Hier konkurrieren zwei Interpretationen: Nach traditionellem Verständnis stellt Jesus die Witwe den reichen Großspendern als positives Beispiel entgegen: Sie hat mehr gegeben als diese. Nach anderer Auffassung sieht Jesus die Witwe als bedauernswertes Opfer des zuvor von ihm kritisierten Tempel-Establishments.

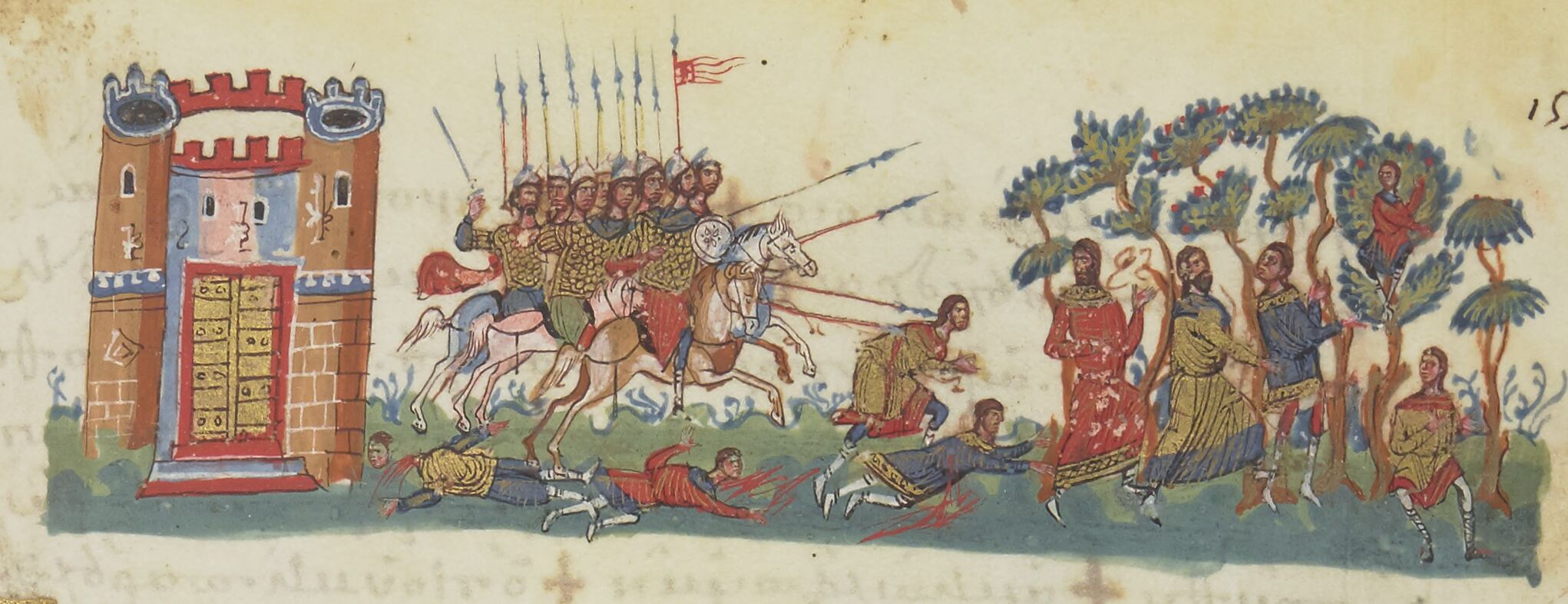
Aufruf zur Flucht aus dem belagerten Jerusalem
(BnF, Grec 74 fol. 155 r.)

Hier schließt sich die große Endzeitrede an Lk 21,5–36 , die Lukas aus dem Markusevangelium (Kapitel 13) übernommen und bearbeitet hat; dabei verfolgte er, so Christfried Böttrich, eine „Doppelstrategie“: einerseits die Erwartung der direkt bevorstehenden Wiederkunft Christi zu mäßigen und insbesondere die flammenden Aufrufe zur Flucht zu entschärfen – andererseits aber die Parusieerwartung selbst lebendig zu halten. Darum klingt die große Endzeitrede bei Lukas mit Mahnungen zur Wachsamkeit aus.

#### Passahmahl mit den Jüngern
Nach einem Summarium über die Wirksamkeit Jesu in Jerusalem (Lk 21,37–38 ) beginnt die Passionserzählung, wobei Lukas aus seiner Markus-Vorlage das dortige Tages- und Stunden-Schema übernahm. Andererseits hat die lukanische Passionsgeschichte viele Eigentümlichkeiten, die sie manchmal in die Nähe des Johannesevangeliums bringen. In Lk 22,3  berichtete Lukas von der Rückkehr des Satans, der nach der Versuchung Jesu zeitweise weichen musste (Lk 4,13 ) und nun von Judas Besitz ergreift. Er nahm nun das bereits in Lk 9,44  und Lk 18,32  anklingende Motiv des „Ausgeliefertwerdens“ Jesu wieder auf, das sich wie ein roter Faden durch seine Passions- und Auferstehungserzählung zieht.
Das gemeinsame Essen und Trinken ist im lukanischen Doppelwerk ein wiederkehrendes Motiv. Den Bericht vom Letzten Mahl Jesu gestaltete Lukas als großes Symposion, dessen Vorbereitung noch eng an Markus anschließt, in der Mahlfeier (Lk 22,14–20 ) aber eigene Wege geht. Durch Verdopplung des Jesusworts von der Gottesherrschaft ließ Lukas „zwei proportional etwa gleichgewichtige Teile entstehen, von denen der erste das Passahmahl in seiner Ausrichtung auf die Gottesherrschaft, der zweite aber die Deutung von Brot und Wein auf das bevorstehende Geschick Jesu thematisiert.“ Die Deuteworte Jesu über Brot und Wein sind im Neuen Testament in den synoptischen Evangelien und bei Paulus (1 Kor 11,23–25 ) überliefert, wobei Matthäus den Wortlaut von Markus fast ohne Änderungen übernahm und der Wortlaut im Lukasevangelium den markinischen und den paulinischen Deuteworten etwa gleich nahe steht. Das Mahl klingt aus mit Gesprächen zwischen Jesus und den Jüngern; drei Redegänge lassen sich unterscheiden. Im ersten geht es darum, „welcher von ihnen“ Jesus verraten werde, im zweiten geraten die Jünger in Streit darüber, „welcher von ihnen“ der größte sei. Joel B. Green kommentiert: „Obwohl einer der Zwölf Jesus ‚verraten‘ wird, deutet Lukas ironisch an, dass alle Zwölf seine grundlegende Botschaft vom Reich Gottes ‚verraten‘, die direkte Implikationen für Status- und Rangfragen hat.“ Statusfragen sind ein typisches Gesprächsthema für Symposien; die Belehrung, mit der Jesus darauf antwortet, erinnert an eine Abschiedsrede: Rückblick auf das eigene Leben, Mahnung, Bestimmung eines oder mehrerer Nachfolger. Auch der letzte Redegang gehört dem Genre Abschiedsrede an. Jesus sagt voraus, dass Petrus ihn verleugnen wird. An alle Jünger gewandt, erinnert Jesus daran, dass sie in der Vergangenheit keinen Mangel litten, obwohl er sie besitzlos auf die Reise schickte. Aber nun brechen andere Zeiten an, und sie müssen sich gegen offene Feindschaft wappnen. Nur metaphorisch sei, so Joel B. Green, der Rat Jesu gemeint, sich ein Schwert zu kaufen; die Jünger beweisen ein weiteres Mal ihren Unverstand, indem sie Jesus zeigen, dass sie sich bereits reale Waffen besorgt haben. Jesus gibt es auf, bei ihnen Verständnis zu finden.
Lukas ließ die Szene vom Gebet Jesu am Ölberg und die Verhaftungsszene ineinander übergehen, indem er Mk 14,41c–42  ausließ. Ein textkritisches Sonderproblem ist Lk 22,43–44 : der betende Jesus wird von einem Engel gestärkt, und sein Schweiß tropft wie Blut zu Boden. Ob diese Verse zum ursprünglichen Text gehören oder eine spätere Ergänzung darstellen, ist umstritten. Den kürzeren Text haben der Codex Vaticanus und {\displaystyle {\mathfrak {P}}}75. Die Blutschweiß-Szene war aber bereits Justin dem Märtyrer und Irenäus von Lyon im 2. Jahrhundert bekannt – das hat ebenso viel Gewicht, und sowohl für nachträgliche Ergänzung als auch für nachträgliche Streichung lassen sich Gründe finden. Der früheste Textzeuge für den längeren Text ist Unzial 0171 (Foto).

#### Prozess
Der Prozess gegen Jesus beginnt in der Markus-Vorlage damit, dass der Gefangene dem Hohepriester und dem Synhedrium vorgeführt wird; Lukas hat die Szenen umgruppiert und dadurch den Ablauf klarer gestaltet. Jesus wird demnach in der Nacht seiner Verhaftung ins Haus des Hohepriesters gebracht. Petrus, der ihm bis in den Hof folgt, wird vom Personal auf seine Bekanntschaft mit Jesus angesprochen, die er recht gelassen verneint – Lukas entlastete den führenden Apostel von der panischen Selbstverfluchung Mk 14,71a . Nicht nur der Hahnenschrei, der Petrus sozusagen ins Wort fällt und das Ende der Nacht ankündigt, erinnert Petrus daran, dass ihm Jesus seine Verleugnung vorhergesagt hatte. Jesus selbst blickt ihn an (Lk 14,61 ), und Petrus verlässt die Szene weinend und also bereuend.
Nachdem Jesus in der Nacht von seinen Bewachern misshandelt wurde, tritt am nächsten Morgen das Synhedrium zusammen, um ihn zu verhören und Beweismaterial zu sammeln, das Pilatus übergeben werden kann. Im Unterschied zur Markus-Vorlage ist dies noch kein förmlicher Prozess und erfolgt daher kein Todesurteil. Die Verhandlung vor Pilatus hat Lukas in drei Szenen gegliedert:
- Lk 23,1–5 EU: Das Synhedrium, das bei Lukas als Gruppe agiert, bringt Jesus zu Pilatus und trägt die Anklage vor: Jesus rufe dazu auf, dem Kaiser keine Steuern zu zahlen, und beanspruche, ein gesalbter König zu sein. Von Pilatus nach diesem Anspruch befragt, antwortet Jesus knapp: Σὺ λέγεις Sy légeis. Die Ausleger sehen darin teils eine Bejahung („Du sagst es!“), teils eine an Pilatus zurückgegebene Frage („Und das sagst du?“). Pilatus erklärt Jesus für unschuldig bzw. für harmlos, die Mitglieder des Synhedriums betonen nun die Gefährlichkeit des Gefangenen.[128]

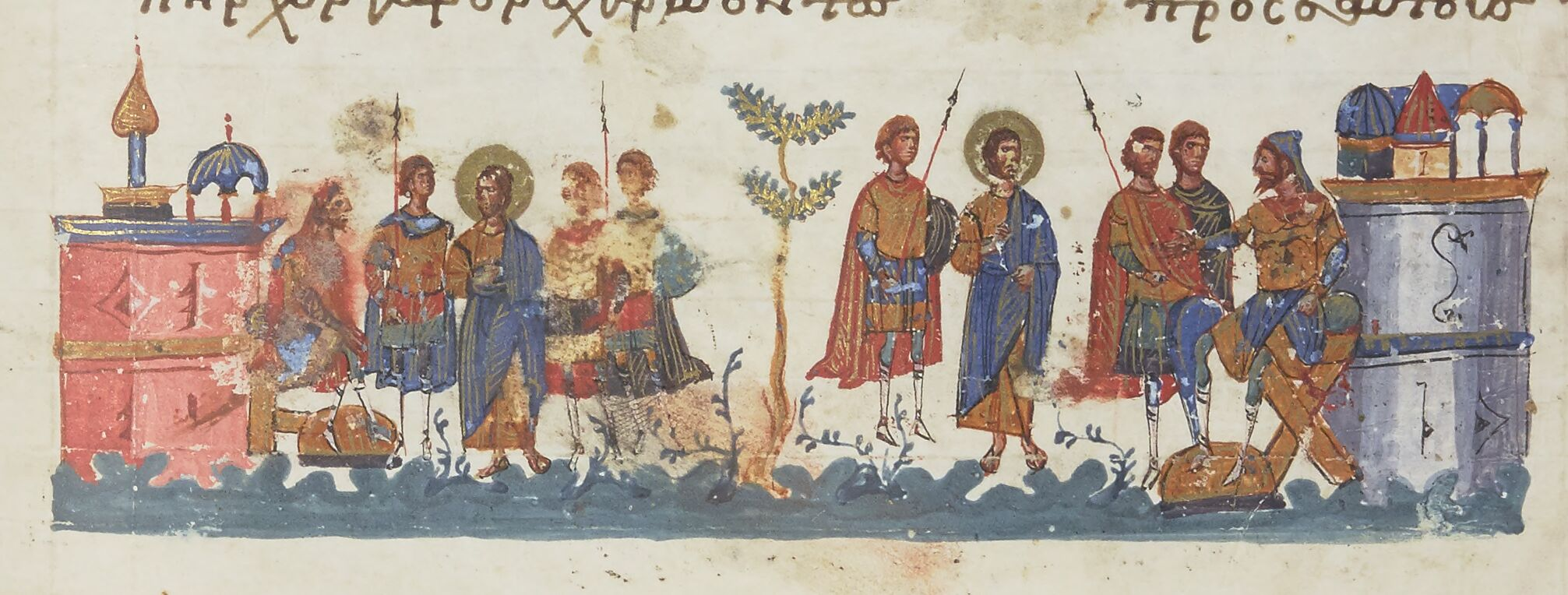
Jesus vor Pilatus und Herodes
(BnF, Grec 74 fol. 160 r.)

- Lk 23,6–12 EU: Pilatus überstellt Jesus an Herodes Antipas, der gerade in Jerusalem weilt. Im Licht von Apg 18,15 EU und Apg 25,19–20 EU kann man diese rätselhafte Episode aus dem lukanischen Sondergut so interpretieren, dass Pilatus die Angelegenheit als innerjüdisches bzw. provinziell-galiläisches Problem behandeln möchte, mit dem er nichts zu tun haben mag. Herodes jedenfalls schickt Jesus, zum Spott mit einem leuchtend weißen Wollmantel bekleidet, zu Pilatus zurück.[129] Das weiße Prunkgewand karikiert Jesus als Möchtegern-König Israels und hat damit die gleiche Bedeutung wie der Purpurmantel, den die Soldaten Jesus umhängen.[130]
- Lk 23,13–25 EU: Nun ringen Pilatus und die aus Hohepriestern, Sanhedrin und der gesamten Jerusalemer Bevölkerung bestehende Anklägerschaft um das Urteil über Jesus. Pilatus sollte eigentlich Herr des Verfahrens sein, kommt dem aber nicht nach. Mit der Jerusalemer Bevölkerung (im Sinne des Lukas weder eine zufällig anwesende Schar von Einwohnern noch das ganze jüdische Volk) tritt nun eine Gruppe hinzu, von der man bisher annehmen konnte, sie sei Jesus gegenüber positiver eingestellt als ihre Führung; dies wirkt sich aber auf die Handlung nicht aus. Dreimal will Pilatus Jesus freilassen, dreimal gibt er der Ankläger-Gruppe nach und liefert ihn schließlich „ihrem Willen aus“ Lk 23,25 EU. Die Jerusalemer Juden als Kollektiv haben dem Lukasevangelium zufolge die Hauptverantwortung für die Hinrichtung Jesu; nimmt man zur Interpretation Apg 3,13–14 EU hinzu, so war Lukas der Meinung, die Jerusalemer hätten (ähnlich wie Petrus) Jesus unbegreiflicherweise „verleugnet“.[131]

#### Hinrichtung
„Sie“ übernehmen nun die Verbringung Jesu zur Hinrichtungsstätte und die Kreuzigung zusammen mit zwei weiteren Todeskandidaten. Rein grammatisch sind „sie“ weiterhin die Jerusalemer Juden; Lukas konnte aber mit dem Vorwissen seiner Leser rechnen, dass die Strafe der Kreuzigung nur von römischen Soldaten vollzogen wurde.
Auch bei der Kreuztragung und Kreuzigung hat Lukas einige Szenen seiner Markus-Vorlage umgestellt und bietet darüber hinaus zusätzliches Material, nämlich:
- Lk 23,27–31 EU: Jesus wendet sich mit einer Unheilsankündigung an die um ihn weinenden Frauen Jerusalems: ihnen und ihren Kindern stehe ein noch schlimmeres Schicksal bevor.
- Lk 23,34 EU: Jesus betet für seine Henker, d. h. je nach Vorverständnis für die Jerusalemer Juden, die römischen Soldaten oder beide.[133] Im Novum Testamentum Graece28 wird dieser Satz als sekundäre Ergänzung beurteilt. Bruce Metzger erläutert dazu, das Fehlen des Satzes bei mehreren frühen Zeugen, darunter {\displaystyle {\mathfrak {P}}}75, Codex Vaticanus und Codex Bezae, sei „höchst eindrucksvoll und kaum als absichtliche Auslassung von Kopisten erklärbar.“[134] Dagegen steht aber, dass der Codex Sinaiticus die Vergebungsbitte hat und diese schon Tatian, Hegesippus und Irenäus im späten 2. Jahrhundert bekannt ist. Damit ist die Authentizität allein mit der äußeren Textkritik nicht entscheidbar. François Bovon begründet eine sekundäre Streichung des Satzes mit „Gründen der Folgerichtigkeit und des Antisemitismus:“ die Zerstörung Jerusalems war für frühchristliche Autoren der Beweis, dass Gott den Juden die Kreuzigung Jesu nicht vergeben hatte, andererseits sollte ein Gebet Jesu nicht vergeblich gewesen sein.[135]
- Lk 23,34 EU: Einer der beiden Mitgekreuzigten bittet Jesus um seine Zuwendung, wie das während des öffentlichen Wirkens Jesu viele Menschen taten. Jesus hat für ihn ein Trostwort: „unmittelbar nach seinem Tod [werde er] in das im Himmel befindliche Paradies und in die Gemeinschaft mit ihm entrückt“ werden.[136] Er werde also, obwohl zu Lebzeiten ein Verbrecher, im Jenseits das Geschick eines Gerechten haben.
- Lk 23,48 EU: Die Jerusalemer Bevölkerung ist bei der Kreuzigung als schaulustige Menge anwesend und reagiert auf den Tod Jesu mit einer Trauergeste.

#### Der Auferstandene

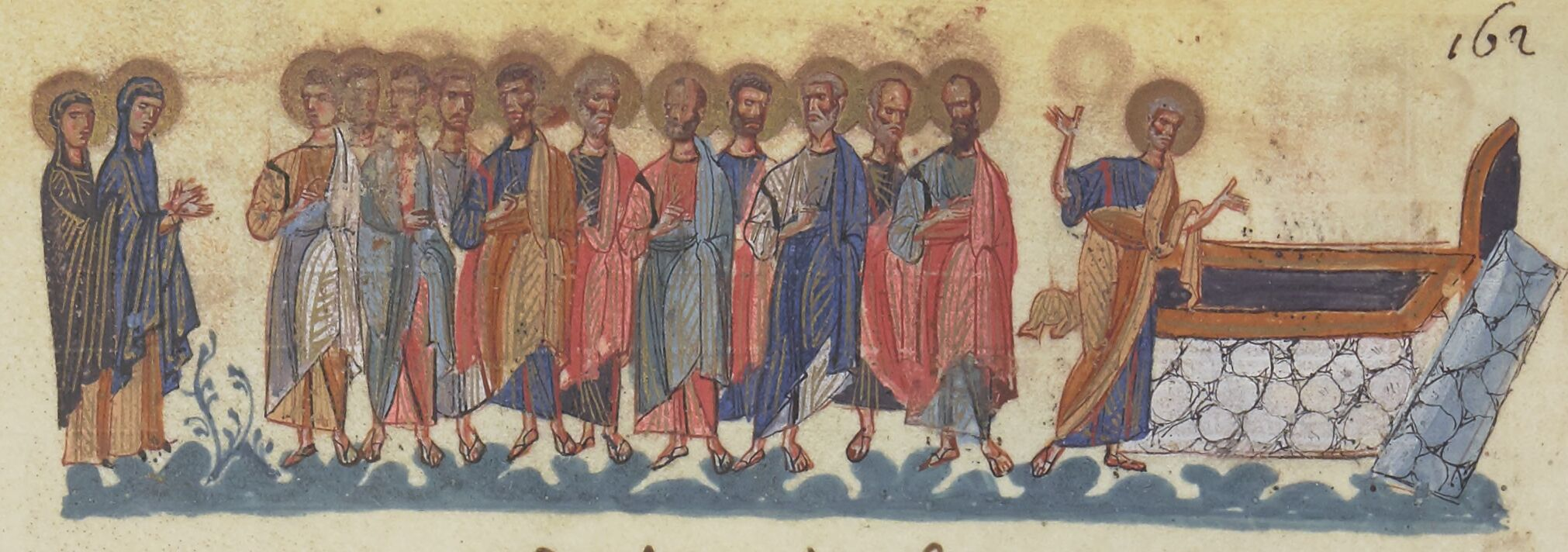
Die Jüngerinnen berichten den Aposteln – Petrus blickt ins leere Grab
(BnF, Grec 74 fol. 162 r.)

Bei der Grablegung folgte Lukas wieder der Markus-Vorlage. Auch bei ihm sind Jüngerinnen, die den Leichnam nach Ende des Sabbat mit Spezereien und Duftölen salben wollen, im Morgengrauen des ersten Tages der neuen Woche die ersten Zeuginnen der Auferstehung. Sie finden aber im Apostelkreis keinen Glauben. Petrus allerdings geht zum Grab und schaut hinein. Dass dort nur die Leichenbinden liegen, deutet die Auferstehung an, denn wer den Leichnam hätte forttragen wollen, hätte ihn eingewickelt gelassen, schon um ihn besser transportieren zu können. Die Binden einer früheren Bestattung sind es aber auch nicht, denn Jesus war in ein neues Grab gelegt worden. Was er sieht, macht auf Petrus Eindruck, führt aber noch nicht zum Osterglauben: er geht davon und „wundert sich“ (Lk 24,12 ). Nach alter urchristlicher Überlieferung erschien der auferstandene Christus zuerst dem Petrus (1 Kor 15,5 ); es ist aber keine Erzähltradition dazu bekannt. Lukas löste das Problem so, dass er hier die Sondergut-Erzählung von den Emmausjüngern einschob. Als diese beiden Jünger nach Jerusalem zurückkehren, werden sie von den Aposteln begrüßt: „Der Herr ist wirklich auferstanden und ist dem Simon [Petrus] erschienen.“ (Lk 24,34 ) Böttrich zufolge ist die Emmausgeschichte aus dem Sondergut geradezu eine lukanische Schlüsselerzählung. Sie zeige, wie der auferstandene Christus auf andere Weise als bisher seinen Jüngern nahe ist: indem er sie auf dem Weg begleitet, durch Deutung der Bibel neue Impulse gibt und beim Brotbrechen den Segen spricht.

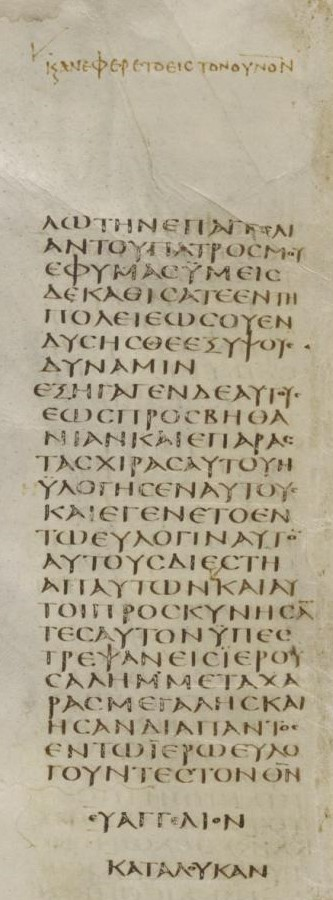
Ende des Lukasevangeliums im Codex Sinaiticus. Im Text erster Hand von Lk 24,51 fehlen die Worte „und er wurde in den Himmel emporgehoben“; ein Korrektor trug sie am oberen Rand nach, einzufügen in Zeile 16 nach dem Pfeil-Symbol
(BL, Add MS 43725, fol. 246 v.)

Die letzte Episode des Lukasevangeliums gliedert sich in drei Szenen. Dass der Auferstandene nicht nur Einzelnen, sondern einer Gruppe von Jüngern erschienen sei, ist älteste Überlieferung (1 Kor 15,5–7 ). Wie Lk 24,36–42  davon erzählt, hat Berührungspunkte mit dem Johannesevangelium (Joh 20,19–29 ). Während er noch einmal mit ihnen isst, wiederholt Jesus die Bibelauslegung für die beiden Emmausjünger der ganzen Gruppe (Lk 24,43–49 ). Abschiedsworte folgen: Bald werden die sichtbaren Erscheinungen des Auferstandenen enden, und die Jünger werden dann seine Zeugen in der Völkerwelt sein, gestärkt durch Gottes Geist. Damit verweist Lukas schon auf den zweiten Teil des Doppelwerks, die Apostelgeschichte. Lukanisches Sondergut ist die letzte Szene des Evangeliums (Lk 24,50–53 ). Sie handelt davon, wie Jesus seine Jünger aus Jerusalem ins nahegelegene Bethanien hinausführt, sie dort segnet und sich dann von ihnen entfernt, indem er in den Himmel emporgehoben wird. Dieser letzte Satz birgt eine weitere textkritische Klippe, denn einige Handschriften lassen das Emporgehoben-Werden fort, machen also keine Vorgabe, wie die Entfernung des Auferstandenen vorzustellen sei. Die Jünger beten ihn an und kehren freudig nach Jerusalem zurück, wo sie sich nun fortwährend auf dem Tempelgelände aufhalten. Der Kreis schließt sich: das Evangelium, das im Tempel begann, endet auch dort. Mit der letzten Szene zieht der Erzähler sich in größere Distanz zurück und nimmt die Leser mit. Zwar sehen sie noch, wie Jesus segnet und wie die Jünger ihn anbeten, aber die diese Gesten begleitenden Worte erfahren sie nicht.

## Theologische Grundgedanken

### Heilsgeschichte
Lukas ging als Leser des Alten Testaments davon aus, dass Gott in der Geschichte handelt. Sowohl das Auftreten des Jesus von Nazareth als auch die Ausbreitung der christlichen Kirche deutete er als Erfüllung göttlicher Verheißungen. Die Zeit bis zur Wiederkunft Christi war länger als erwartet. In der älteren Forschung wurde dies als Problem der „Parusieverzögerung“ angesprochen, mit dem Lukas ringe; Lukas’ Interpretation der seit Tod und Auferstehung verflossenen Jahre lässt sich jedoch auch positiver „als eine durch die Ausbreitung der Christusbotschaft auszufüllende Phase“ beschreiben.
Die Forschungsgeschichte ist stark geprägt durch ein Modell, das Hans Conzelmann 1954 vorlegte: Demnach ist im lukanischen Doppelwerk der Versuch erkennbar, den Ablauf der Heilsgeschichte in drei Perioden zu gliedern:
1. Die Zeit Israels als Zeit des Gesetzes und der Propheten, bis zu Johannes dem Täufer;
2. Die Zeit Jesu als die „Mitte der Zeit“;
3. Die Zeit der Kirche als die Zeit des Geistes.

Doch wird heute eher eine Zwei- als eine Dreiteilung der lukanischen Heilsgeschichte vertreten. Die Zeit Jesu und die Zeit der Kirche sind demnach, ohne ineinanderzufließen, stärker miteinander verbunden, als Conzelmann dies sah. Conzelmann zufolge rechnete Lukas den Täufer noch zur Zeit Israels (vgl. Lk 16,16 ); dies ist uneindeutiger geworden, und es wird auch die Ansicht vertreten, dass der Täufer für Lukas zur Zeit Jesu gehörte.
Lukas schärfte seinen Lesern ein, die Zeit bis zur Wiederkunft Christi nicht zu berechnen: Mk 1,15  – „Die Zeit ist erfüllt, das Reich Gottes ist nahe.“ – ist gestrichen, Lk 21,8  warnt vor denen, die sagen, das Ende sei nahe (vgl. Lk Lk 17,20–21 ). Die eschatologische Hoffnung richtet sich im lukanischen Doppelwerk nicht so sehr auf die Wiederkunft Christi, sondern auf die individuelle Auferstehung. Lukas löste die Erwartung des Reiches Gottes von der Terminfrage. Denn ihm ging es, so Conzelmann, vor allem um das Wesen des Gottesreiches (Lk 4,43 ; Lk 8,1 ; Lk 9,2 ; Lk 16,16 ; Apg 1,3 ; 8,12 ; 20,25 ; 28,31 ). Michael Wolter zufolge war das Hauptinteresse des Evangelisten, sich und seine Leser durch den Reich-Gottes-Gedanken der Kontinuität mit der Jesusgeschichte und mit den Verheißungen an Israel zu vergewissern.

### Politische Apologetik
Im Lukasevangelium fällt Pilatus kein Todesurteil über Jesus, sondern überlässt ihn den Jerusalemer Juden, die damit Hauptverantwortliche für die Hinrichtung sind. Einerseits soll mit dieser Konstruktion die Kreuzigung als Erfüllung alttestamentlicher Verheißungen in die Heilsgeschichte eingebunden werden. Andererseits war Lukas daran interessiert, den Vertretern des Römischen Reiches zu demonstrieren, dass Jesus keinen für sie gefährlichen politischen Herrschaftsanspruch vertreten habe.
Martin Meiser verweist auf das gewandelte Bild des Kaisers Domitian in der neueren althistorischen Forschung; eine allgemeine Christenverfolgung unter Domitian ist demnach eine von frühchristlichen Autoren genährte Fiktion. Lukas, der zur Zeit Domitians schrieb, hatte demnach eine eingeschränkte Meinungsfreiheit, die ihm ermöglichte, Kritik an römischen Autoritätspersonen der Vergangenheit zu üben und jüdische Autoritäten so darzustellen, dass Konflikte mit ihnen für die christlichen Leser transparent wurden auf die Probleme, die man mit römischen Behörden hatte. Sein Ziel war es, „in einer Zeit zunehmender Repressalien für die Christen durch antichristliche und antijüdische Aggressionen einerseits, durch Distanzierungsversuche der Synagoge andererseits … den Christen dazu [zu] verhelfen, die Harmlosigkeit des Christentums für das Imperium Romanum offensiv zu vertreten, ihre Unschuld zu erweisen und auf ihr Recht zu pochen.“

### Christologie
In den Schlüsselmomenten seines Lebens stellt das Lukasevangelium Jesus als Beter dar: bei seiner Taufe (Lk 3,21 ), vor dem Bekenntnis des Petrus (Lk 9,18 ), vor der Verklärung (Lk 9,28 ) und besonders in der Nacht vor seiner Verhaftung (Lk 22,40–46 ). Das letzte Wort des Gekreuzigten ist Gebet (Lk 23,46 ). Der lukanische Jesus zieht sich oft zum Gebet an einsame Orte zurück (Lk 5,16 ; Lk 6,12 ) und lehrt seine Jünger das regelmäßige Gebet. Neben dem Gebet zählt der Gehorsam gegenüber Gott-Vater im Sinne des Lukas zu den menschlichen Zügen des Nazareners; Güte, Mitleid und Barmherzigkeit gegenüber den Mitmenschen zeichnen ihn aus. Lukas verwendet als christologische Hoheitstitel: Kyrios, Christos (= Messias), Sohn Gottes, Menschensohn, Prophet, Soter (= Retter) und König. „Heilsbedeutsam ist nicht erst sein Sterben (22,19 f.), sondern sein dienendes Wirken insg. (22,27 diff. Mk 10,45) mit dem Ziel, ‚das Verlorene zu suchen und zu retten‘ (19,10; vgl. 15,6.9.14.32).“

### Marienbild
In den Vorgeschichten zeichnet Lukas die Mutter Jesu als Idealbild eines glaubenden Menschen: sie hört bereitwillig auf die Botschaft Gabriels, bedenkt, was die besonderen Umstände der Geburt Jesu bedeuten, und auch im Nichtverstehen bleibt sie gehorsam (Lk 2,50–51 ). Gabriel und Elisabeth rühmen sie als Begnadete, Erwählte, Erleuchtete; Simeon kündigt ihr an, dass ihr Schicksal eng mit dem ihres Sohnes verbunden sein werde (Lk 2,35 ). Logischerweise übernahm Lukas die Notiz von der Ablehnung Jesu durch seine Familie aus der Markus-Vorlage (Mk 3,21 ) nicht, betonte aber, dass das Hören und Tun des Wortes Gottes wirkliche Verwandtschaft mit Jesus begründe (Lk 8,19–21 ) und wofür seine Mutter selig zu preisen sei (Lk 11,27–28 ) – diese letztere Stelle versteht Walter Radl als „Zeichen beginnender Verehrung“. Am Beginn der Apostelgeschichte nimmt Maria als die exemplarisch Glaubende ihren Platz inmitten der Apostel ein.

### Tradition
Als Angehöriger der dritten christlichen Generation besaß Lukas bereits eine Traditionsvorstellung. Besonders Ernst Käsemann kennzeichnete Lukas deshalb als Vertreter des „Frühkatholizismus“; für ihn seien die Apostel Träger und Garanten der Zuverlässigkeit der Überlieferung gewesen. Verglichen mit Ignatius von Antiochia, einem Autor des frühen 2. Jahrhunderts, fehlt bei Lukas aber das Interesse an einer kirchlichen Ämterhierarchie. „Lehre und Geist werden bei Lukas noch nicht an eine kirchliche Organisation und an Ämter gebunden.“

### Besitzethik
Im lukanischen Doppelwerk finden sich zwei Anleitungen zum Umgang mit den eigenen Gütern: einerseits Besitzverzicht, andererseits Almosengeben. Beides steht in Spannung zueinander, denn wer auf seine ganze Habe verzichtet hat, hat auch nichts mehr, womit er Bedürftige unterstützen könnte. Kiyoshi Mineshige kommentiert, dass Besitzverzicht für Lukas ein Phänomen der Vergangenheit sei. Während der Lebenszeit des Jesus von Nazareth verließen Menschen „alles“ (nicht nur Besitz, sondern auch Beruf und Familie), um ihm nachzufolgen. Das zeigte die Radikalität ihrer Lebenswende. Die Ausrüstungsregel schickte die Boten Jesu fast besitzlos auf die Reise, im Vertrauen darauf, dass sie unterstützt würden. Auch sie galt für die Lebenszeit Jesu. Die Gütergemeinschaft der Jerusalemer Urgemeinde zeichnete Lukas gleichfalls als Phänomen der Vergangenheit. Dagegen wandte sich Lukas mit der Aufforderung, von ihrem überschüssigen Vermögen die Armen zu unterstützen, direkt an seine Leser. Nicht ausgeschlossen ist dabei, so Mineshige, dass Lukas es auch in seiner eigenen Zeit wünschenswert fand, wenn einige Christen auf ihren gesamten Besitz verzichteten; er forderte das aber nicht von allen.
Einen anderen Zugang wählt die redaktionsgeschichtliche Studie Vincenzo Petraccas: Er stellt eine breite Differenzierung der Aussagen zum Besitz im lukanischen Doppelwerk fest und begründet diese Vielfalt mit den unterschiedlichen sozioökonomischen und sozioreligiösen Konflikten, in denen sich die Adressatengemeinden befanden; Lukas wählte für sie aus christlichen, jüdischen und hellenistischen Traditionen aus, was ihm jeweils passend erschien. Durch die Komposition des Evangeliums werden die widersprüchlichen Anleitungen zum Umgang mit Besitz zusammengehalten: „In Kapitel 1–7 entwickelt er seine Besitzethik programmatisch anhand der Konzeption der Umkehrung der Verhältnisse, um sie in Kapitel 10–21 in Gleichnis- und Nachfolge- bzw. Bekehrungserzählungen als Konkretisierung des Doppelgebots der Liebe narrativ zu entfalten.“

## Rezeptionsgeschichte

### Spätantike
Das Lukasevangelium gehörte zu den vier kanonischen Evangelien der Alten Kirche. Als Werk eines Apostelschülers wurde es aber weniger kommentiert als das Matthäus- und das Johannesevangelium, die als Schriften von Aposteln galten. Dieser Trend ist im griechischen Sprachraum noch ausgeprägter als im lateinischen.
Justin der Märtyrer zeigte Mitte des 2. Jahrhunderts Kenntnis des Lukasevangeliums. Marcion ließ nur eine kürzere Fassung des Lukasevangeliums und einige Paulusbriefe als Heilige Schrift gelten. Tertullian verfasste zwecks Widerlegung Marcions das vierte Buch Adversus Marcionem als eine Art Kommentar zum Lukasevangelium.

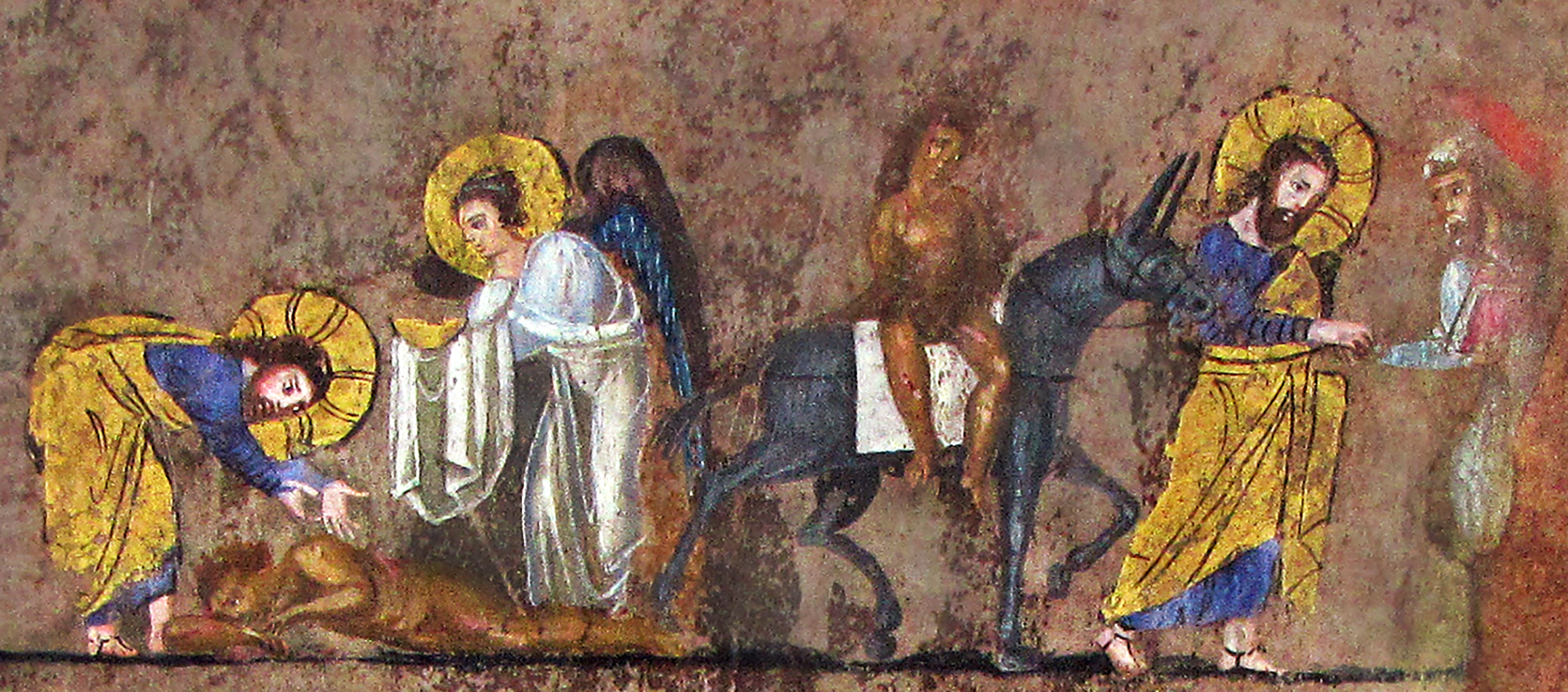
Christus der Barmherzige Samariter (Codex purpureus Rossanensis, 6. Jahrhundert, Syrien)

Origenes schrieb einen fünfbändigen Kommentar zum Lukasevangelium, der aber nicht erhalten blieb; in der lateinischen Übersetzung des Hieronymus liegen 39 Predigten des Origenes zu diesem Evangelium vor, von denen sich die meisten mit Lk 1–2 befassen. Das Interesse des Origenes galt der Kontinuität zwischen Altem und Neuem Testament, der Inkarnation des Logos und der Jungfrauengeburt wie auch der Kindheit Jesu. Origenes wusste, dass das Magnificat von einigen nicht als Lobgesang der Maria, sondern der Elisabeth angesehen wurde. Die unterschiedlichen Stammbäume Jesu nach Matthäus und nach Lukas seien für viele Leser irritierend, so Origenes. Er löste das Problem, indem er den matthäischen Stammbaum auf die sündige Menschheit bezog, an der Christus durch die Inkarnation Anteil hatte. Den lukanischen Stammbaum ordnete Origenes dem nach der Taufe „nicht durch Salomo, sondern durch Natan“ wiedergeborenen Christus zu. Bereits bei Origenes findet sich die in der altkirchlichen Exegese immer wieder variierte allegorische Deutung des Gleichnisses vom Barmherzigen Samariter: „Der Mann, der hinabgeht, ist Adam. Jerusalem ist das Paradies, Jericho ist die Welt. … Der Priester ist das Gesetz, der Levit sind die Propheten, der Samaritaner ist Christus. … Die Herberge, die alle aufnimmt, die eintreten wollen, ist die Kirche.“
Von Lukaskommentaren anderer spätantiker griechischer Autoren (Eusebius von Caesarea, Athanasius der Große, Titus von Bostra, Theodor von Mopsuestia) sind nur Fragmente bekannt. Erhalten ist dagegen der umfangreiche lateinische Lukaskommentar des Ambrosius von Mailand (Expositio evangelii secundum Lucam, 10 Bücher). Dass sich Ambrosius ausgerechnet dem Lukasevangelium zuwandte, liegt an der Attraktivität, die das lukanische Konzept der Heilsgeschichte für ihn hatte. Die allegorische Interpretation besonders der Gleichnisse ermöglichte ihm darüber hinaus, Entsprechungen „zwischen dem Lebensweg Christi und einem persönlichen Glaubensweg des Christen sowie den rituellen und sakramentalen Handlungen der Kirche“ aufzuzeigen.
Welche Bedeutung dem Lukasevangelium in den christologischen Kontroversen des frühen 5. Jahrhunderts zukam, zeigen die 150 Predigten Kyrills von Alexandria über das Lukasevangelium, die indirekt gegen den Nestorianismus gerichtet waren. Augustinus von Hippo bot im zweiten Buch seiner Quaestionum evangelicarum libri II eine Auslegung schwieriger Texte aus dem Lukasevangelium.

### Mittelalter
Seit dem 6. Jahrhundert wurde es in der orthodoxen Kirche des byzantinischen Ritus und dann auch in einigen orientalischen Nationalkirchen üblich, Bibelkommentare in Form von Katenen, d. h. als Exzerpte aus älteren Kommentarwerken, neu zusammenzustellen. „Manche exzerpierten wortgetreu mit zuverlässiger Quellenangabe, andere suchten ohne Nennung der Autoren durch tiefgreifende Umgestaltung und Verschmelzung der Quelle(n) einen neuen Komm[entar] aus einem Guß herzustellen.“ Bei der Kommentierung von Lukas werden mehrere Typen dieser Kompilationen unterschieden. Der älteste geht ins 6. Jahrhundert zurück und enthält unter anderem Auslegungen des Titus von Bostra; zwei weitere werden als Werke des Petros von Laodikeia bzw. Niketas von Herakleia († nach 1117) angesehen. Eigene Lukaskommentare schrieben Theophylakt von Ohrid († nach 1107) und Euthymios Zigabenos († nach 1118).
Der große Lukaskommentar des Ambrosius blieb in Lateineuropa das ganz Mittelalter hindurch maßgeblich. Beda Venerabilis († 735) legte seinen Lukaskommentar als eine Collage von Auslegungen der vier Kirchenlehrer an, weil er nichts Eigenes bieten wollte. Er machte durch ein System von Randinitialen deutlich, wen er jeweils zitierte: Ambrosius (AM), Augustinus (AV), Gregor den Großen (GR) oder Hieronymus (HR). Um die spirituelle Bedeutung eines Verses zu erheben, nutzte Beda das ganze Instrumentarium der spätantiken christlichen Bibelexegese: Etymologien, Zahlensymbolik, Analogien in Natur und Geschichte, andere Bibelverse, die sich zu dem auszulegenden Vers in Beziehung setzen ließen. Sein Vorgehen lässt sich an der Auslegung von Lk 15,22  veranschaulichen: Demnach wird der verlorene Sohn bei seiner Wiederannahme vom Vater mit Gewand, Ring und Sandalen bekleidet. Das Gewand steht bei Beda für Unschuld und Unsterblichkeit, der Ring steht für den wahren Glauben, den die Kirche bei ihrer Vermählung mit Christus empfangen habe, und die Sandalen stehen für den göttlichen Auftrag, das Evangelium zu verkündigen und dabei Skorpione und Schlangen zu zertreten.
Bedas Homilien zu Evangelienperikopen, darunter 14 zu Lukas, boten den Extrakt seiner Kommentare in allgemeinverständlicher Form. Sie wurden in die Predigtsammlung des Paulus Diaconus (8. Jahrhundert) aufgenommen und dadurch sehr breit rezipiert. Die Kommentierung des Lukasevangeliums in der Glossa ordinaria (12. Jahrhundert) stand stark unter dem Einfluss von Ambrosius und Beda. Hildegard von Bingen schrieb 30 von ihrer visionären Theologie geprägte Homilien zu Perikopen des Lukasevangeliums, die in dem Lektionar ihres Nonnenklosters vorkamen. Im 13. Jahrhundert wurde es üblich, nicht nur ausgewählte Perikopen, sondern ganze biblische Bücher auszulegen. Kommentare zu Lukas verfassten die Dominikaner Hugo von Saint-Cher und Albertus Magnus sowie Thomas von Aquin. Letzterer kommentierte Lukas im Rahmen seiner Catena aurea, die eine Art Nachschlagewerk der Kirchenväterauslegung zu den einzelnen Bibelversen darstellt. Er nutzte dafür eine heute verschollene Katene des Niketas von Herakleia, die er übersetzen ließ und die ihm in Lateineuropa bisher unbekannte Auslegungen griechischer Theologen lieferte; Thomas verband die Zitate redaktionell so geschickt, dass sie sich als fortlaufender Kommentar zu Lukas lesen ließen. Den vor dem Hintergrund des Mendikantenstreits verfassten Lukaskommentar Bonaventuras charakterisiert Jan C. Klok als Kompendium franziskanischer Spiritualität. Bonaventura wandte sich an Ordensbrüder, die alltagsbezogen predigen sollten; das Evangelium biete dank dem mehrfachen Schriftsinn, dabei immer ausgehend vom Literalsinn, für alle möglichen Lebenssituationen Orientierung: „Es ist nicht ihre Vagheit oder Doppelsinnigkeit, sondern die Vielfarbigkeit des Lebens, die den Sinn der Schrift in vielerlei Hinsicht verwendbar macht.“

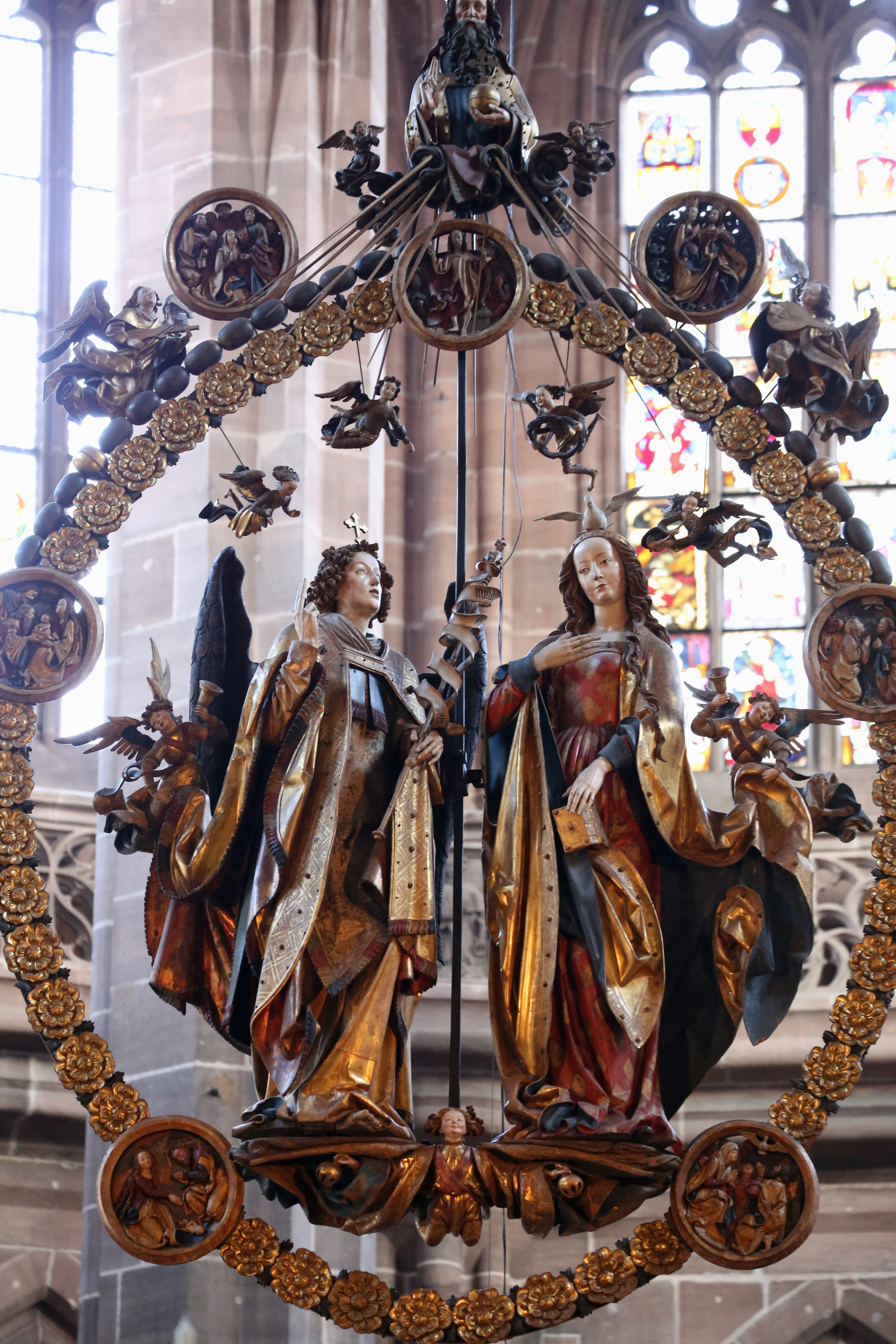
Englischer Gruß (Veit Stoß) in St. Lorenz (Nürnberg), 1517/18

Eine Perikope des Lukasevangeliums wurde zum Thema ausführlicher und separater Kommentierung: die Verkündigungsszene Lk 1,26–38  mit dem Ave Maria, welche die marianische Frömmigkeit inspirierte. Bernhard von Clairvaux verfasste um 1125 vier Homilien Super missus est, die in einer bis auf Origenes zurückgehenden Tradition aus jedem Wort des Bibeltextes wie aus einer Wabe „Honig saugen“. Die Namen Gabriel („Stärke Gottes“) und Maria („Stern des Meeres“) hatten für Bernhard deshalb tiefere Bedeutung. Maria vereine durch Gottes Gnade körperliche wie auch geistige Heiligkeit („eine schöne Verbindung von Jungfräulichkeit und Demut“). Wie Christus der neue Adam ist, sei Maria die neue Eva. Die Maria-Eva-Typologe vertiefte Bernhard durch weitere marianisch gedeutete Motive aus dem Alten Testament wie dem Brennenden Dornbusch oder dem Reis aus der Wurzel Jesse. Kommentare zur Perikope verfassten auch Richard von Saint-Laurent, Konrad von Sachsen und ein anonymer Dominikaner, dessen Mariale als ein Werk des Albertus Magnus Verbreitung fand.

### Frühe Neuzeit
Im Sendbrief vom Dolmetschen (1530) begründete Martin Luther seine Übersetzung des Englischen Grußes Lk 1,28  mit „Gegrüßet seist du Maria, du Holdselige!“ gegen die Kritik Hieronymus Emsers. Für Emser war die lateinische Fassung Ave Maria gratia plena („Gegrüßet seist du, Maria, voll der Gnaden“) mit ihrer umfangreichen Auslegungstradition maßgeblich; Luther wollte an dieser Stelle nicht so sehr den griechischen Text des Lukasevangeliums wiedergeben, sondern das rekonstruieren, was der Engel auf Hebräisch zu Maria gesagt habe. Im Alten Testament fand er Beispiele dafür, wie Engel Menschen freundlich anreden. Noch besseres Deutsch, so Luther, wäre die Übersetzung „… du liebe Maria“ gewesen. Was auf Emser wie plumpe Vertraulichkeit wirkte, war aus Luthers Sicht die im Deutschen emotional stimmige Wortwahl. Luthers Übersetzung der Weihnachtsgeschichte war sprachlich sorgfältig gestaltet und zeigt die Qualitäten seiner Bibelprosa. Er predigte häufig über Perikopen des Lukasevangeliums, verfasste aber ebenso wenig wie die meisten anderen Reformatoren einen Lukaskommentar. Die Ausnahme ist Heinrich Bullinger (1546); er entnahm dem Lukasevangelium Eckdaten für die Geschichte des Bundes Gottes mit den Menschen. Diese Überlegungen zielten auf den Nachweis, dass Bullingers reformierte Kirchgemeinde in Zürich in Kontinuität mit der Evangeliumspredigt der Apostel stehe und daher im Gegensatz zur römisch-katholischen Kirche wahre Kirche sei.
Johannes Calvin kommentierte eine Evangelienharmonie und beschränkte sich dabei weitgehend auf den Literalsinn des Textes. Der spanische Jesuit Juan Maldonado, dessen Kommentar über die vier Evangelien 1596 postum gedruckt wurde, bekämpfte zwar reformatorische Auslegungen, beschränkte sich aber ebenfalls fast immer auf die wörtliche Bedeutung des Bibeltextes. Der Wandel zeigt sich beim Gleichnis vom Barmherzigen Samariter. Erasmus von Rotterdam wiederholte noch die seit der Spätantike gängige Deutung, der Samariter sei Christus. Calvin fand die Gleichsetzung des Samariters mit Christus zwar plausibel, entschied sich dann aber doch für den Literalsinn. Maldonado interpretierte das Gleichnis nach dem Literalsinn und fügte hinzu: „Ob es auch noch eine mystische Bedeutung gibt, will ich weder bestreiten noch zugeben, aber weil die alten Väter sie zustimmend überliefert haben, ist es sehr wahrscheinlich, dass das Gleichnis nicht nur eine allegorische Bedeutung hat – bei der die Väter wahrlich nicht übereinstimmen – sondern auch einen mystischen Sinn, den Gott dem Geist aller Väter eingegeben hat.“
Bis zur Aufklärung wurde die Evangelienharmonie durchgängig höher geschätzt als die vier einzelnen Evangelien. Johann Albrecht Bengel führte 1747 dazu aus: „So hat ein jeder Evangelist an sich selbst schon einen sehr großen Nutzen; wenn man aber alle viere vereiniget, und recht ineinander füget, so geben die zusammenfliessenden Stralen ein gewisses Licht von sich, welches man vorher nicht wargenommen hat.“ Die Entdeckung der Einzelevangelien bahnt sich bei Johann Jakob Griesbach an, und Gotthold Ephraim Lessing formulierte 1778 pointiert, eine Evangelienharmonie sei überflüssig, „wenn wir die Evangelisten vor allererst als gesunde natürliche Menschen schreiben lassen.“

### Vom 19. Jahrhundert bis 1918
Im Jahr 1817 erschien Friedrich Schleiermachers Studie Ueber die Schriften des Lukas, ein kritischer Versuch. Der Autor ging das synoptische Problem von einem Einzelevangelium aus an (Matthäus und Markus widmete er keine derartige Untersuchung). Lukas sei „nur Sammler und Ordner schon vorhandener Schriften, die er unverändert durch seine Hand gehen läßt.“ Deshalb enthalte das Lukasevangelium historisch belastbares altes Überlieferungsgut.

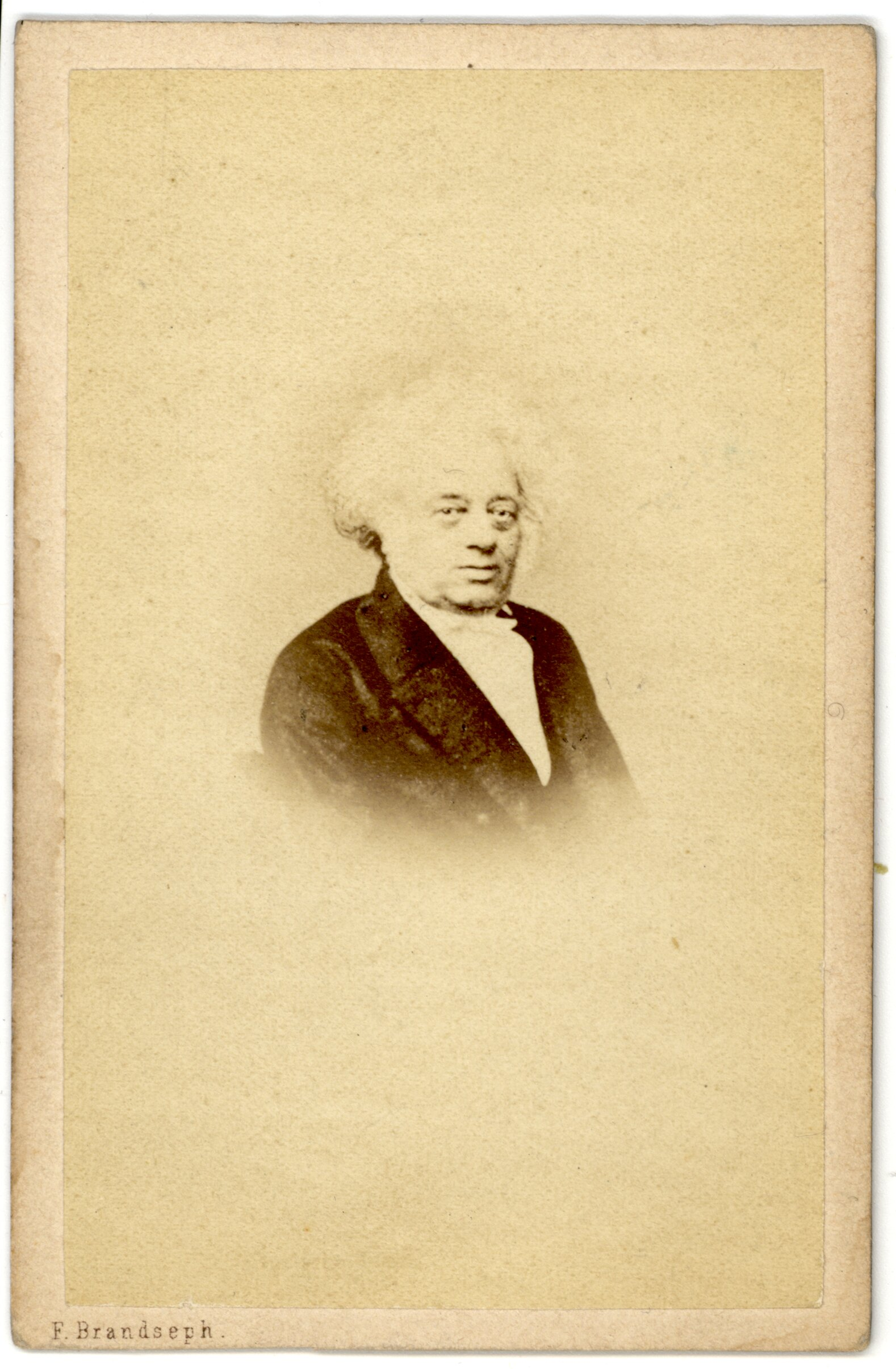
Ferdinand Christian Baur (um 1860)

Ferdinand Christian Baur unterschied 1847 zwischen dem ursprünglichen Lukasevangelium, das Marcion benutzt habe und das er auf etwa 140 n. Chr. datierte, und dem kanonischen Lukasevangelium, das aus der zweiten Hälfte des 2. Jahrhunderts stamme. Er sah bei Lukas eine klare Tendenz, einen „paulinischen Universalismus“, der den jüdischen Partikularismus hinter sich gelassen habe. Nachdem Baurs These einer Marcion-Priorität stark kritisiert wurde, rückte er davon ab. Der Beitrag Baurs und seiner Tübinger Schule zur Lukasforschung liegt darin, dass Lukas als Schriftsteller mit eigenem Profil und nicht als bloßer Sammler und Kompilator gewürdigt wurde.

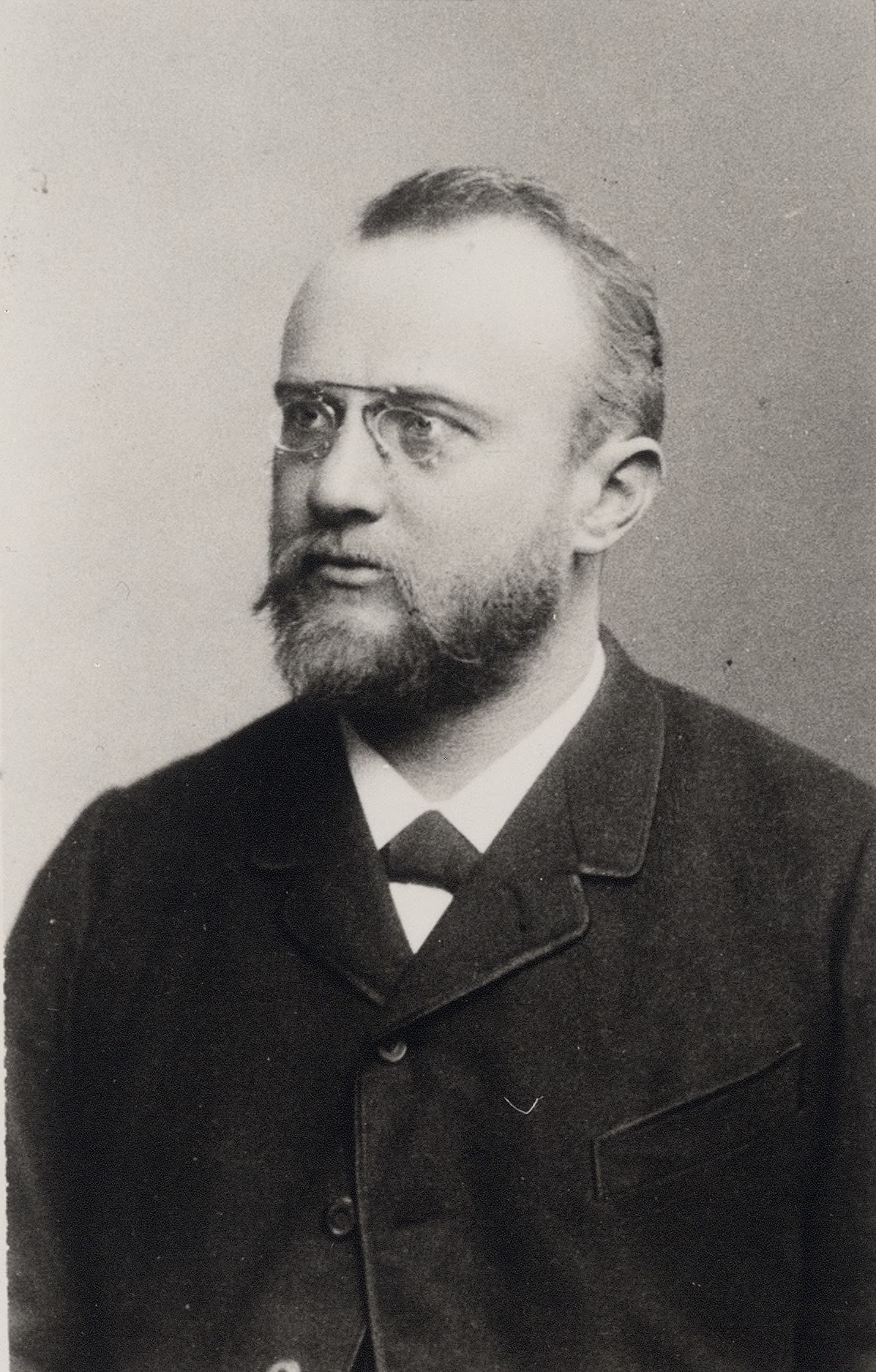
Friedrich Spitta (vor 1896)

In den folgenden rund hundert Jahren interessierte aber der Historiker Lukas als Sammler und Kompilator und nicht der profilierte Schriftsteller und Theologe Lukas. Daher stand die Frage nach seinen Quellen im Mittelpunkt der Forschung. Der Baur-Schüler Karl Reinhold von Köstlin postulierte 1853 als Hauptquelle ein judenchristlich-palästinisches Evangelium, gekennzeichnet durch eine ausgeprägte Armenfrömmigkeit. Carl Heinrich Weizsäcker vertrat die Zweiquellentheorie, verortete aber 1864 einen Teil des Lukas-Sonderguts ähnlich wie Köstlin in judenchristlichen Kreisen („Ebionitismus“). Auch Karl Theodor Keim (1867) und Gustav Volkmar (1870) postulierten ein „ebionitisches Evangelium“, das Lukas benutzt habe. Paul Feine vertrat die Zweiquellentheorie und widmete dem Lukas-Sondergut 1891 eine ausführliche Untersuchung: Eine vorkanonische Überlieferung des Lukas in Evangelium und Apostelgeschichte. Demnach benutzte Lukas eine erweiterte Fassung der Logienquelle, die noch vor dem Jüdischen Krieg (66–70) in Jerusalem entstanden sei und auch die Sondergut-Stoffe enthalten habe. Feines Hypothese zu den Quellen des Lukas übernahm Johannes Weiß 1892 für seine Kommentierung des Lukasevangeliums. James Vernon Bartlett, Kirchengeschichtler am Mansfield College in Oxford, kam 1911 von ähnlichen Prämissen wie Feine ausgehend zu einer Konstruktion der Entstehung des Lukasevangeliums, welche die „Protolukas“-Hypothese (siehe unten) schon teilweise vorwegnahm: eine Vorstufe, die Stoff aus Logienquelle und Sondergut verband, sei mit dem Markusevangelium zusammengearbeitet worden. Ganz aus dem Rahmen fällt Friedrich Spittas Monographie Die synoptische Grundschrift in ihrer Überlieferung durch das Lukasevangelium (1912): Demnach wurde spätestens Anfang der 40er Jahre, also wenige Jahre nach der Kreuzigung Jesu, eine „synoptische Grundschrift“ verfasst, die von allen drei Synoptikern verwendet wurde, aber im Lukasevangelium am besten erhalten sei. Lukas habe diese Grundschrift durch Voranstellung der Vorgeschichten und Einschaltung des „Buchs der Reden Jesu“ (= Reisebericht) sowie einige Einzelüberlieferungen komplettiert.

### Von 1918 bis 1950
Nicht die Jahrhundertwende, aber das Ende des Ersten Weltkriegs markiert einen gewissen Einschnitt in der Lukasforschung. Die Frage nach seinen Quellen ging weiter, aber das Interesse an seinem theologischen Profil wuchs allmählich. Burnett Hillman Streeter, Fellow des Queen’s College in Oxford, legte mit The Four Gospels: A Study of Origins (1924) eine Hypothese vor, die die Diskussion stark prägte. Demnach ist das kanonische Lukasevangelium eine Art erweiterte zweite Auflage eines aus Logienquelle und Sondergut bestehenden älteren Werks („Protolukas“), das etwa gleichzeitig mit dem Markusevangelium und unabhängig von diesem sei. Der gleiche Verfasser (Lukas) ergänzte diese Schrift später um die Kindheitsgeschichten und fügte Auszüge aus dem Markusevangelium ein. Streeters Hypothese gibt dem Sondergut des Lukas größtes Gewicht für die Rückfrage nach dem historischen Jesus. Vincent Taylor (Behind the Third Gospel, 1926) arbeitete die Protolukas-Hypothese weiter aus und gründete seine Beweisführung auf Streeters Annahme, der Passionsbericht des Lukasevangeliums sei vom Markusevangelium unabhängig. „Das bedeutet: mit der Erklärung der Besonderheit des lukanischen Passionsberichtes steht oder fällt die Protolukas-Hypothese in der Form, die sie durch Taylor erhalten hat.“
Von ihren Voraussetzungen her sah die formgeschichtliche Forschung in den Synoptikern Sammler und Kompilatoren, und entsprechend fiel 1921 Rudolf Bultmanns Urteil über Lukas aus: „… das schriftstellerische Können des Lk erhebt sich nicht über eine gewisse Technik … einen ausgeprägten Standpunkt mit bestimmten Tendenzen nimmt er offenbar nicht ein. Auf gewisse Lieblingsgedanken kann man hinweisen: eine Vorliebe für die Armen und Verachteten, ein sentimentaler Zug, zu dem eine gewisse Vorliebe für die Frauen gehört. … Für unsere Betrachtung ist die Erkenntnis wesentlich, daß das Lk-Evg in der Geschichte der synoptischen Tradition insofern den Höhepunkt bildet, als bei ihm die Entwicklung … am weitesten gediehen ist: die Redigierung und Verknüpfung der Einzelstücke zu einem fortlaufenden Zusammenhang.“ Inkonsequenterweise betonten aber sowohl Karl Ludwig Schmidt als auch Martin Dibelius in ihren Publikationen die schriftstellerischen Qualitäten des Lukas.

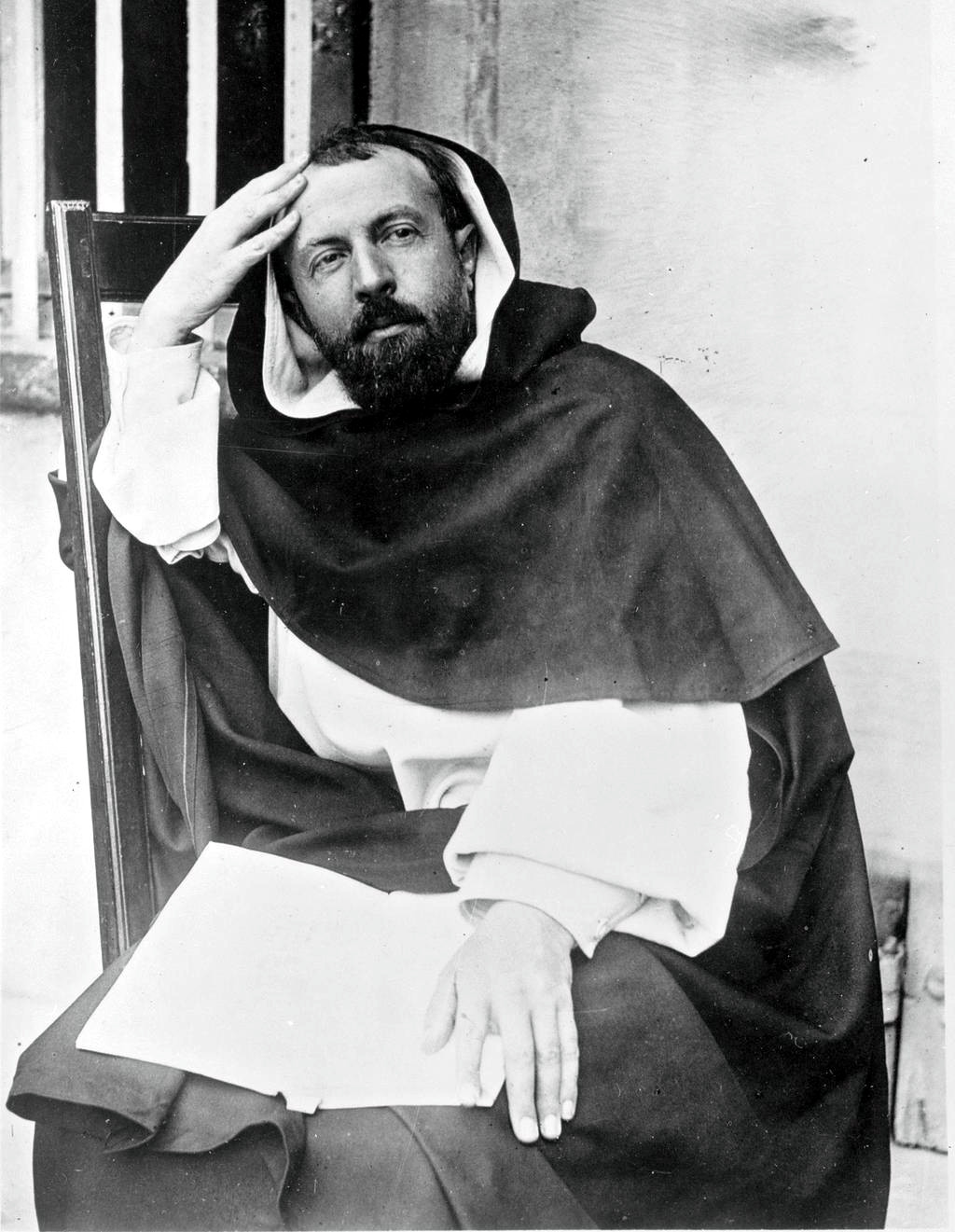
Marie-Joseph Lagrange (1895)

Unterdessen waren römisch-katholische Neutestamentler an die Vorgaben der Päpstlichen Bibelkommission gebunden, die exegetische Fragen besonders zu den Evangelien mit der Autorität des kirchlichen Lehramts entschied. Der Dominikaner Marie-Joseph Lagrange, Gründer der Jerusalemer École biblique, blieb mit seinem umfangreichen, achtmal nachgedruckten Lukaskommentar von 1921 in dem damit gesteckten Rahmen. Demnach war die Zweiquellentheorie falsch, Matthäus schrieb das älteste Evangelium, Lukas war der Reisebegleiter des Paulus, und die Kindheitsgeschichten hatte Maria entweder den Gewährsleuten, die Lukas befragte, oder ihm selbst erzählt. Alfred Loisy, der seit seiner Exkommunikation 1908 in Paris Religionsgeschichte lehrte, veröffentlichte 1924 einen kritischeren Lukaskommentar. Demnach verfasste Lukas für Theophilus um das Jahr 80 ein Evangelium noch ohne Kindheits- und Ostererzählungen; durch Überarbeitung unter Benutzung des Matthäus- und des Johannesevangeliums sei daraus im frühen 2. Jahrhundert das kanonische Lukasevangelium entstanden. Der wichtigste englischsprachige Lukaskommentar der Zwischenkriegszeit erschien 1930 und stammt aus der Feder von John Martin Creed, Fellow des St John’s College (Cambridge). Creed vertrat die Zweiquellentheorie und verwarf Streeters Protolukas-Hypothese; die bei Lukas wahrnehmbaren Tendenzen seien typisch für die Zeit, in der er schrieb, ein besonderes theologisches Profil des Lukas sah er nicht. Eine Besonderheit dieses Kommentars ist die ausführliche Auslegungsgeschichte. Auch die Kommentare von Erich Klostermann (1929, mit philologischem Schwerpunkt) und Friedrich Hauck (1934) setzen die Zweiquellentheorie voraus.

### Von 1950 bis 2000
In der Nachkriegszeit stand das lukanische Doppelwerk im Mittelpunkt des Interesses. „Für etwa zwei Jahrzehnte nehmen die Schriften des Lukas nun den Platz ein, den vorher das JohEv und noch früher die Briefe des Paulus innehatten.“ Den Auftakt machte Philipp Vielhauer 1950; er fragte wie einst Baur und die Tübinger Schule nach dem Theologen Lukas und stellte fest, dass sich bei Lukas „kein einziger paulinischer Gedanke“ finde. Bei Lukas verdrängte, so Ernst Käsemanns scharfes Urteil, die Heilsgeschichte die Apokalyptik, kirchliches Traditions- und Legitimitätsdenken stellte die Eschatologie ins Abseits; an die Stelle der theologia crucis trete bei Lukas die theologia gloriae. Damit sei Lukas der erste Repräsentant eines sich herausbildenden Frühkatholizismus.
Hans Conzelmann prägte für die lukanische Theologie in seiner Heidelberger Habilitationsschrift 1954 die Formel „Die Mitte der Zeit“: Da die Wiederkunft Christi (Parusie) ausblieb, habe Lukas die Naherwartung durch eine in drei Epochen gegliederte Heilsgeschichte (siehe oben) ersetzt. Conzelmanns Lukasinterpretation galt bald als klassisch; die Geister schieden sich daran, ob man diese Theologie von einem evangelischen, an Paulus orientierten Standpunkt positiv oder negativ bewertete – dogmatische und exegetische Fragestellungen waren in der 1950er und 1960er Jahren eng verbunden. Rückblickend kritisierte Ulrich Wilckens 1974, es sei „der existential interpretierte Paulus der dialektischen Theologie, der in so scharfen Gegensatz zu Lukas tritt als dem bedeutenden, aber gefährlichen Verderber des paulinischen Evangeliums. Der existential interpretierte Paulus aber ist nicht der historische Paulus.“ Conzelmanns große Gesamtdeutung trat in den Hintergrund, je mehr sich die Forschung Einzelthemen der lukanischen Theologie zuwandte und dann auch immer weiter auffächerte. In den 1970er Jahren interessierte besonders die Ekklesiologie des Doppelwerks, wodurch sich der Schwerpunkt auf die hierzu ergiebigere Apostelgeschichte verlagerte.
Nach dem Zweiten Vatikanischen Konzil erschienen zwei große deutschsprachige Lukaskommentare römisch-katholischer Exegeten. Den Anfang machte Heinz Schürmann 1969; er zeichnete Lukas in seinem unvollendet gebliebenen Kommentar als „Mann der Kirche, der auch mit seiner Schriftstellerei ihr dienen will, näherhin dadurch, daß er die kirchliche Tradition sichert.“ Er wollte die Kirche seiner Zeit auf die Grundlage der immer gültigen apostolischen Überlieferung stellen; um die Einheit der Kirche zu wahren, „bedurfte es dringend eines ‚ökumenischen‘ Ausgleichs der unterschiedlichen, besonders judenchristlich-palästinensischen und heidenchristlich-paulinischen Traditionen“. Josef Ernsts 1977 erschienener Kommentar wird von Martin Rese als Mischung historisch-kritischer und traditionell-kirchlicher Elemente charakterisiert; so übernahm Ernst die Zweiquellentheorie, was ihn aber nicht davon abhielt, in Lukas’ Erzählung der Verkündigung an Maria und im Magnifikat historisierend Selbstaussagen der „Mutter des Messias“ zu finden. Hinzu kommt bei Ernst ein holzschnittartig-negatives Bild des Judentums (Stichworte: Gesetzlichkeit, Vergeltungsglaube und Selbstvertrauen als vermeintliches „Grundübel jüdischer Frömmigkeit“).
Als einziger neuerer Lukaskommentar evangelischer Provenienz in deutscher Sprache fand Walter Grundmann, Das Evangelium nach Lukas (1961) weite Verbreitung und wurde immer wieder neu aufgelegt – ungeachtet der erheblichen NS-Belastung des Verfassers. In seinem Kommentar von 1961 ging Grundmann von der Zweiquellentheorie aus und übernahm Conzelmanns Interpretation der Theologie des Lukas. Bei der Einzelkommentierung fällt auf, dass Grundmann öfter nur Positionen anderer Exegeten referiert und selbst nicht Stellung bezieht. Im Jahr 1980 legte Walter Schmithals einen Lukaskommentar vor, der einerseits knapp und allgemeinverständlich gehalten ist, andererseits Schmithals’ ganz eigene Thesen zu Quellen und Theologie des Lukas vorträgt. Eduard Schweizers Lukaskommentar von 1982 arbeitet ungewöhnlicherweise mit einer modifizierten Protolukas-Hypothese: Lukas benutzte eine schriftliche Quelle „S + Q“, da es unvorstellbar sei, „daß Lukas eine Fülle einzelner Blätter mit Geschichten, Gleichnissen und Redestoff gehabt hätte. Das macht es relativ wahrscheinlich, daß die meisten Sondergut-Abschnitte in einer zusammenhängenden schriftlichen Quelle gestanden haben.“
Im englischsprachigen Raum löste der umfangreiche und auch philologisch sehr ergiebige Kommentar von Ian Howard Marshall (1978) Creeds Lukaskommentar ab. Marshall stimmt der Zweiquellentheorie grundsätzlich zu und nimmt darüber hinaus im Sondergut einen oder zwei „Traditionszyklen“ an. Bei der Einzelkommentierung nehmen Fragen der Historizität des Berichteten und der Authentizität der Jesuslogien relativ breiten Raum ein, und wenn Marshall hier auch abgewogen und nicht durchwegs affirmativ urteilt, zeigt die Fragestellung, so Rese, dass sich dieser Kommentar an ein konservativ-evangelikales Lesepublikum richtet.
In den Jahren 1989–2009 erschien der vierbändige, aus dem Französischen übersetzte Lukaskommentar von François Bovon. Der Verfasser war Bibelwissenschaftler und Kirchenhistoriker zunächst an der Universität Genf, später an der Harvard University. Entsprechend der Ausrichtung der Reihe Evangelisch-Katholischer Kommentar geht Bovon in der Einzelkommentierung ausführlich auf die Auslegungsgeschichte der jeweiligen Perikope ein.
In der eher konservativ ausgerichteten Reihe Word Biblical Commentary erschien 1989–1993 der Lukaskommentar von John Nolland, einem Neutestamentler am Trinity College in Bristol. Nolland beantwortet die Einleitungsfragen, so Andreas Lindemann, „im ganzen traditionalistisch.“ Sein Kommentar geht von der Markuspriorität aus und nimmt ein weiteres Quellenmaterial an, das auch Matthäus benutzte, „doch über die genaue Form dieses geteilten Materials können wir nicht allzu sicher sein.“ Originell ist Nollands Vorschlag, als idealen Leser des Lukas einen Nichtjuden anzunehmen, der sich einer Synagogengemeinde angeschlossen hatte, ohne ihr durch Beschneidung beizutreten.
Der 1994–1996 erschienene Kommentar von Darrell Bock, einem Neutestamentler am Dallas Theological Seminary, wurde von der Kritik als belesene und dabei konservative Behandlung des Lukasevangeliums mit philologischem Interesse gekennzeichnet. Bock ist stark am Beweis der Historizität der einzelnen Begebenheiten interessiert, und seine „realistische“ Interpretation auch von Einzelheiten des Textes lässt, so der Rezensent Christopher R. Matthews, wenig Raum für die Erzählkunst des Lukas.
Joel B. Green war 1992–1997 Neutestamentler am American Baptist Seminary of the West in Berkeley. Sein 1997 vorgelegter Lukaskommentar kommt ohne Seitenblick auf die beiden anderen Synoptiker aus. Green geht weder auf den Verfasser noch auf dessen mögliche Quellen ein und konzentriert sich auf die literarische Kunst und die narrative Theologie des dritten Evangeliums: „Die lukanische Erzählung ist eine Einladung, eine alternative Sicht der Welt einzunehmen und so zu leben, als hätte die Gottesherrschaft bereits die gegenwärtige Welt revolutioniert.“

### Textausgaben
- Institut für Neutestamentliche Textforschung Münster (Hrsg.): Novum Testamentum Graece (Nestle-Aland). 28., revidierte Ausgabe, Deutsche Bibelgesellschaft, Stuttgart 2012, ISBN 978-3-438-05160-8.
- American and British Committees of the International Greek New Testament Project (Hrsg.): The Gospel According to St. Luke. Clarendon, Oxford.
  - Bd. 1: Chapters 1–12. 1984. ISBN 0-19-826167-5.
  - Bd. 2: Chapters 13–24. 1987. ISBN 0-19-826171-3.

### Hilfsmittel
- Walter Bauer, Kurt Aland: Griechisch-deutsches Wörterbuch zu den Schriften des Neuen Testaments und der frühchristlichen Literatur. Walter de Gruyter, 6., völlig neu bearbeitete Auflage, Berlin u. a. 1988, ISBN 978-3-11-010647-3.
- Kurt Aland (Hrsg.): Synopsis quattuor evangeliorum. Locis parallelis evangeliorum apocryphorum et patrum adhibitis. Deutsche Bibelgesellschaft, 15. Auflage Stuttgart 1996, ISBN 978-3-438-05130-1.

### Überblicksdarstellungen
- Sean Adams, Matthias Becker, Mark Bilby, Helen K. Bond, Christfried Böttrich, Siobhán Dowling Long, Rachel Fulton Brown, Andrew Gregory, Beth Kreitzer, Esther Mulders, Richard Walsh: Luke–Acts. In: Encyclopedia of the Bible and Its Reception (EBR). Band 17, De Gruyter, Berlin/Boston 2019, ISBN 978-3-11-031334-5, Sp. 143–188.
- Ingo Broer: Einleitung in das Neue Testament. 4. überarbeitete Auflage. Echter, Würzburg 2016, ISBN 978-3-429-02846-6, S. 137–161.
- Walter Radl: Lukasevangelium. In: Religion in Geschichte und Gegenwart (RGG). 4. Auflage. Band 5, Mohr-Siebeck, Tübingen 2002, Sp. 546–550.
- Udo Schnelle: Einleitung in das Neue Testament. UTB 1830. 10., neubearbeitete Auflage, Vandenhoeck & Ruprecht, Göttingen 2024, ISBN 978-3-8252-6144-3, S. 368–395.

### Kommentare (Auswahl)
- Darrell Bock: Luke (= Baker Exegetical Commentary on the New Testament, Band 3A-B). Baker, Grand Rapids 1994–1996.
  - Bd. 1: 1:1 – 9:50. BECNT 3A. 1994. ISBN 0-8010-1053-5.
  - Bd. 2: 9:51 – 24:53. BECNT 3B. 1996. ISBN 0-8010-1052-7.
- Christfried Böttrich: Das Evangelium nach Lukas (= Theologischer Handkommentar zum Neuen Testament, Band 3 der Neubearbeitung). EVA, Leipzig 2024, ISBN 978-3-374-07488-4.
- François Bovon: Das Evangelium nach Lukas (= Evangelisch-Katholischer Kommentar). Zürich/Neukirchen-Vluyn 1989 ff.
  - Bd. 1: Lk 1,1 – 9,50. 1989. ISBN 3-7887-1270-8.
  - Bd. 2: Lk 9,51 – 14,35. 1996. ISBN 3-7887-1549-9.
  - Bd. 3: Lk 15,1 – 19,27. 2001. ISBN 3-7887-1810-2.
  - Bd. 4: Lk 19,28 – 24,53. 2009. ISBN 978-3-7887-2345-3.
- Wilfried Eckey: Das Lukasevangelium unter Berücksichtigung seiner Parallelen. 2 Teilbände. 2. Auflage, Neukirchen-Vluyn 2006, Band 1: ISBN 3-7887-2041-7, Band 2: ISBN 3-7887-2043-3.
- Joel B. Green: The Gospel of Luke (= The New International Commentary on the New Testament). Eerdmans, Grand Rapids/Cambridge 1997, ISBN 0-8028-2315-7.
- Hans Klein: Das Lukasevangelium (= Kritisch-exegetischer Kommentar über das Neue Testament, Band 1,3). Vandenhoeck & Ruprecht, Göttingen 2006, ISBN 3-525-51500-6.
- Ian Howard Marshall: The Gospel of Luke. A Commentary on the Greek Text (= The New International Greek Testament Commentary, Band 3). Paternoster Press, Exeter 1978; Reprint: Eerdmans, Grand Rapids 2017, ISBN 0-8028-3512-0.
- John Nolland: Luke, 3 Bände (= Word Biblical Commentary, Band 35A-C). Word Books, Waco u. a. 1989–1993.
  - Bd. 1: Luke 1 – 9:20. WBC 35A. 1989, ISBN 0-8499-0234-7.
  - Bd. 2: Luke 9:21 – 18:34. WBC 35B. 1993, ISBN 0-8499-0254-1.
  - Bd. 3: Luke 18:35 – 24:53. WBC 35C. 1993, ISBN 0-8499-1072-2.
- Heinz Schürmann: Das Lukasevangelium (= Herders theologischer Kommentar zum Neuen Testament, Band 3). Herder, Freiburg/Basel/Wien
  - Teil 1: Kommentar zu Kapitel 1,1 – 9,50. 1969, 4. Auflage 1990, ISBN 3-451-14662-2.
  - Teil 2/1: Kommentar zu Kapitel 9,51 – 11,54. 1994, ISBN 3-451-21858-5.
- Eduard Schweizer: Das Evangelium nach Lukas (= Das Neue Testament Deutsch, Band 3). 3. Auflage der Neubearbeitung. Vandenhoeck und Ruprecht, Göttingen 1993, ISBN 3-525-51362-3.
- Michael Wolter: Das Lukasevangelium (= Handbuch zum Neuen Testament, Band 5). Tübingen 2008, ISBN 3-16-149525-X.

### Einzelstudien
(Literatur zum lukanischen Doppelwerk: siehe dort)
- Reinhard von Bendemann: Zwischen ΔΟΞΑ und ΣΤΑΥΡΟΣ: Eine exegetische Untersuchung der Texte des sogenannten Reiseberichts im Lukasevangelium (= Beihefte zur Zeitschrift für die neutestamentliche Wissenschaft, Band 101). De Gruyter, Berlin/New York 2001, ISBN 3-11-016732-8.
- Peter Böhlemann: Jesus und der Täufer: Schlüssel zur Theologie und Ethik des Lukas (= Monograph Series / Society for New Testament Studies, Band 99). Cambridge University Press, Cambridge u. a. 1997, ISBN 0-521-59421-9.
- Peter Doble: The Paradox of Salvation. Luke’s Theology of the Cross (= Monograph Series / Society for New Testament Studies, Band 87). Cambridge University Press, Cambridge u. a. 1996, ISBN 0-521-55212-5.
- Joel B. Green: The Theology of the Gospel of Luke. New Testament Theology. Oxford University Press, New York u. a. 1995, Reprint Cambridge University Press, Cambridge u. a. 1997, ISBN 0-521-46529-X.
- Sylvia Hagene: Zeiten der Wiederherstellung. Studien zur lukanischen Geschichtstheologie als Soteriologie (= Neutestamentliche Abhandlungen, Band 42). Aschendorff, Münster 2003.
- Friedrich Wilhelm Horn: Glaube und Handeln in der Theologie des Lukas (= Göttinger theologische Arbeiten, Band 26). 2. Auflage. Vandenhoeck & Ruprecht, Göttingen 1986, ISBN 3-525-87377-8.
- Charles A. Kimball: Jesus’ Exposition of the Old Testament in Luke’s Gospel (= Journal for the Study of the New Testament / Supplement Series, Band 94). JSOT Press, Sheffield 1994, ISBN 1-85075-464-0.
- René Krüger: Gott oder Mammon. Das Lukasevangelium und die Ökonomie. Ed. Exodus, Luzern 1997, ISBN 3-905577-19-4.
- Christina Tuor-Kurth: „Die Stimme der Propheten erfüllt“. Jesu Geschick und „die“ Juden nach der Darstellung des Lukas (= Beiträge zur Wissenschaft vom Alten und Neuen Testament, Band 148). Kohlhammer, Stuttgart 2000, ISBN 3-17-016620-4.
- Martin Meiser: Lukas und die römische Staatsmacht. In: Michael Labahn, Jürgen Zangenberg (Hrsg.): Zwischen den Reichen: Neues Testament und Römische Herrschaft. Vorträge auf der Ersten Konferenz der European Association for Biblical Studies (= Texte und Arbeiten zum neutestamentlichen Zeitalter, Band 36). Francke, Tübingen/Basel 2002, ISBN 3-7720-2828-4, S. 175–193.
- Kiyoshi Mineshige: Besitzverzicht und Almosen bei Lukas. Wesen und Forderung des lukanischen Vermögensethos (= Wissenschaftliche Untersuchungen zum Neuen Testament II, Band 163). Mohr Siebeck, Tübingen 2003, ISBN 3-16-148078-3.
- Robert F. O’Toole: Luke’s Presentation of Jesus. A Christology (= Subsidia biblica, Band 25). Ed. Pontificio Istituto Biblico, Rom 2004, ISBN 88-7653-625-6.
- Vincenzo Petracca: Gott oder das Geld. Die Besitzethik des Lukas (= Texte und Arbeiten zum neutestamentlichen Zeitalter, Band 39). Francke, Tübingen/Basel 2003, ISBN 3-7720-2831-4.
- Alexander Prieur: Die Verkündigung der Gottesherrschaft. Exegetische Studien zum lukanischen Verständnis von basileia tu theu (= Wissenschaftliche Untersuchungen zum Neuen Testament II, Band 89). Mohr Siebeck, Tübingen 1996, ISBN 3-16-146574-1.
- Walter Radl: Der Ursprung Jesu. Traditionsgeschichtliche Untersuchungen zu Lukas 1–2 (= Herders biblische Studien, Band 7). Herder, Freiburg/Basel/Wien 1996, ISBN 3-451-23940-X.
- Dietrich Rusam: Das Alte Testament bei Lukas. (= Beihefte zur Zeitschrift für die Neutestamentliche Wissenschaft, Band 112). De Gruyter, Berlin/New York 2003, ISBN 3-11-017524-X.
- Barbara Shellard: New Light on Luke. Its Purpose, Sources and Literary Context (= Journal for the Study of the New Testament / Supplement Series, Band 215). Sheffield Acad. Press, London u. a. 2002, ISBN 1-84127-236-1.
- Wolfgang Stegemann: Zwischen Synagoge und Obrigkeit. Zur historischen Situation der lukanischen Christen (= Forschungen zur Religion und Literatur des Alten und Neuen Testaments, Band 152). Vandenhoeck & Ruprecht, Göttingen 1991, ISBN 3-525-53816-2 (sozialgeschichtlich).
- Maria Ytterbrink: The Third Gospel for the First Time. Luke within the Context of Ancient Biography. Lund Univ., Lund 2004, ISBN 91-628-6066-6.

### Forschungsgeschichte, Bibliographie
- Walter Radl: Das Lukas-Evangelium (= Erträge der Forschung, Band 261). WBG, Darmstadt 1988, ISBN 3-534-03213-6.
- Martin Rese: Das Lukas-Evangelium. Ein Forschungsbericht. In: Aufstieg und Niedergang der römischen Welt. Band II.25.3. Berlin 1985, S. 2258–2328.
- Georg Braumann (Hrsg.): Das Lukas-Evangelium. Die redaktions- und kompositionsgeschichtliche Forschung (= Wege der Forschung, Band 280). WBG, Darmstadt 1974. ISBN 3-534-04944-6 (Aufsatzsammlung von wichtigen Beiträgen Mitte des 20. Jahrhunderts).
- Hans Conzelmann: Die Mitte der Zeit. Studien zur Theologie des Lukas (= Beiträge zur historischen Theologie, Band 17). 7. Auflage. Mohr Siebeck, Tübingen 1993, ISBN 3-16-145946-6 (grundlegende Studie zur Theologie des Lukasevangeliums; Erstauflage 1954).
- Watson E. Mills: The Gospel of Luke (= Bibliographies for Biblical Research, New Testament Series, Band 3). Mellen Biblical Press, Lewiston u. a. 1994. ISBN 0-7734-2385-0.